# البحرية العثمانية

البحرية العثمانية (بالتركية: Osmanlı Donanması)‏ أو الأسطول الهمايوني (بالتركية: Donanma-yı Hümâyûn)‏ هي القوات البحرية للإمبراطورية العثمانية، تأسست في القرن الرابع عشر الميلادي، لتكون الفرع العسكري البحري للدولة. قامت الدولة العثمانية عام 1323 ميلاديًا بفتح قره مرسل، ووصلت فتوحاتها إلى البحر فأمنت الدعم من خلاله في الحروب التي خاضتها بكوكالي تحت قيادة قره مرسل (رئيس أول أسطول للدولة العثمانية). في عام 1327، أسِّسَت أول ترسانة[ ؟ ] بحرية عثمانية في ميناء قره مرسل، وبهذا أصبحت القوات البحرية واحدةً من مؤسسات الدولة. ووفقاً للنظام الهرمي الوظيفي العثماني، أصبح قره مرسل أمير البحار أي قائد الأسطول. استولى العثمانيون علي كوكالي في عام 1337، ثم على رومالي في عام 1353. كان مركز الأسطول في بادئ الأمر بمدينة "أزميت"، ثم انتقل إلى «جيليبولو»، وأخيراً أصبح المركز في العاصمة إسطنبول.
عند فتح القسطنطينية، استفاد السلطان محمد الفاتح من الأسطول العثماني لتعزيز سطوته في البحر الأسود والبحر المتوسط، وأعطى ذلك القوات العثمانية دعمًا لوجيستيًا لاحقًا عند فتح مصر. حققت البحرية العثمانية النصر عام 1538 في معركة بروزة، وبعد ذلك انتصر الأسطول في معركة جربة، وضرب الحصار على جزيرة مالطا، لكنه لم يتمكن من الاستيلاء عليها. أسِّست العديد من دور صناعة السفن في الدولة لتطوير الأسطول العثماني، وكانت تستورد مواد البناء اللازمة من مدن بيجا وصامسون وقسطموني وأيدين. وكما جرت العادة كانت الجزائر تتبع سيادة ملك البحار (القبطان)، وكان الأسطول مسؤولاً عن الحفاظ على الأمن في دار الصناعة الأميرية بحي قاسم باشا في المدينة، وأعطيت كذلك سلطة جيليبولو وجزر البحر الأبيض المتوسط ومدينة إزمير إلى جانب بعض الأماكن الأخرى للقباطنة العثمانيين. انتصر الأسطول البرتغالي في القرن السادس عشر على خادم سليمان باشا الذي اتحد مع بيري رئيس أثناء تنظيم حملة ضد المملكة البرتغالية، وأُعدِمَ بيري رئيس بعد ذلك. وبعد معركة ليبانت البحرية حدثت خسائر جسيمة في صفوف الأسطول العثماني، لكنه استطاع أن يتعافى منها فيما بعد. مع بداية فترة الركود الاقتصادي في التاريخ العثماني، تقلَّص حجم التجارة البحرية بين الدولة العثمانية ودول أوروبا بصورة كبيرة. وتم إدخال بعض التعديلات على الأسطول مع تولي حسين ميزو مورتو زمام قيادته. إلا أن الأسطول لم يبدي كفاءة قتالية. في عام 1773، فُتحت المدرسة البحرية عند تولي حسن باشا جزايرلي منصب القبطان (قبطان دريا)، وهناك كان يُعطي تعليماً متطوراً. وفي عام 1776 افتتحت المدرسة البحرية الثانية بجانب دار الصناعة الأميرية بكونها كلية للهندسة البحرية.
في القرن التاسع عشر، حصلت البحرية العثمانية على مساعدةٍ من البحرية الملكية البريطانية في الحملة الفرنسية على مصر. خسرت البحرية كل التطويرات التي كان قد قام بها سليم الثالث والتي أكملها محمود الثاني في معركة نافارين البحرية عام 1827، وقد استكمل محمود الثاني تطوير البحرية بمساعدة مهندسين أمريكيّين[ ؟ ]، وبذلك أدخل الصناعة البحرية الحديثة إلى الأسطول العثماني، وفي هذه الفترة خاض الأسطول أكبر معاركه البحرية على الإطلاق، وهي معركة المحمودية[ ؟ ]. لكن بعد موت محمود الثاني اضطرَّ المهندسون الأمريكيون لترك إسطنبول، وتولَّى عبد المجيد الأول الحكم، حيث تأسَّس في عهده مجلس البحرية عام 1840، وشرع في تشغيل الأسطول الحديث. علاوةً على ذلك، تأسست أول شركة بحرية وهي شركة الحيرية، أما في عهد عبد العزيز الأول فقد أنشئت أول وزارة للبحرية عام 1867. وفي خضم التطويرات المستمرَّة للبحرية تم شراء سفن حربية من دول أجنبية مختلفة، لكن بحلول نهاية فترة عدم الاستقرار من تاريخ الدولة العثمانية وأثناء ولاية عبد الحميد الثاني تُرِكَ الأسطول في القرن الذهبي ولم يعد مستخدماً. لم يظهر الأسطول كفاءةً قتالية خلال الحرب العثمانية اليونانية عام 1897، لذلك عملت الجامعة البحرية في عام 1909 على تطوير الأسطول بتبرعات من الشعب العثماني. وعن طريق هذه التبرعات استطاعت الجامعة البحرية أن تشتري سفناً حربية وأن تجري التجديدات تحت إشراف وفدٍ من الضباط الألمان، وقد أظهر الأسطول العثماني في الحرب الإيطالية التركية وحرب البلقان جدارته. رغم ذلك، عاد أداء البحرية للانحدار خلال الحرب العالمية الأولى أثناء قتاله في بحر إيجة، ثم حقق نجاحاً في حرب تشانكا كالا. وبنهاية الحرب العالمية الأولى، وقع الأسطول تحت سيطرة قوات الحلفاء[ ؟ ] في بحر مرمرة، وأعقب ذلك انهيار الدولة العثمانية ونهاية الأسطول، ليستبدل بالبحرية التركية الحديثة.

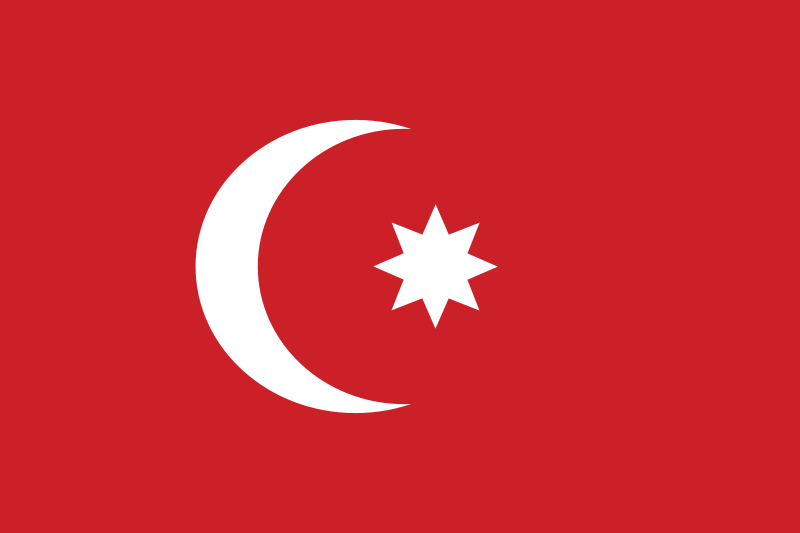
علم الأسطول العثماني في الفترة بين عامي 1793 و1844.

علم الأسطول العثماني في الفترة بين عامي 1844 و1922.

## فترة ما قبل العثمانيين
امتدت دولة السلاجقة حتى بلغت منطقة الأناضول وبدأت الاستقرار بها منذ انتصارها في معركة ملاذكرد عام 1071 ميلاديًا، لتمتدَّ سيطرته إلى شواطئ بحر مرمرة وبحر إيجة. وقد بدأ العمل إثر ذلك في بناء أول أسطول بحري تركي، وفقاً لتقنيات الروم[ ؟ ] والإيطاليين، وكان زاخاس قد استطاع أن يتعلَّم هذه التقنيات أثناء فترة أسره في إسطنبول. وعند تولي الإمبراطور ألكسيوس الأول كومنيوس عقب موت الإمبراطور نيكافوروس الثالث، أطلق سراح زاخاس (أو ربَّما تمكن هذا من السفر)، فعمل على تأسيس لواء زاخاس في إزمير، وشيد أول أسطول تركي في الأناضول. في عام 1089م، استولى السلاجقة على جزيرة لسبوس، كما استولوا أيضًا على جزيرة خيوس[ ؟ ] في عام 1090م. وفي الوقت الذي بدأ فيه أبو القاسم بتشييد أسطولٍ بحريّ في إزنيق، باغتهم البيزنطيون وتمكَّنوا من إحراقه. وقد أولى السلاجقة اهتمامًا كبيرًا بالبحرية بهدف تأمين حركة التجارة، ففي عام 1207م استولوا على مدينة أنطاليا الساحلية، وأسُّسوا فيها دار صناعة سفنٍ بمدينة سينوب. إضافةً إلى ذلك، قام الإمبراطور كيكاوس الأول بعقد معاهدتين تجاريَّتين، الأولى مع المملكة القبرصية في عام 1214م، والثانية مع البندقية في عام 1216م، رغم ذلك، كانت الحملات الصليبية تؤثر سلبًا من جهة أخرى على التجارة البحرية القائمة مع مصر. استطاع السلاجقة استعادة أنطاليا عام 1216م بعد أن كانت قد فقدت منهم، واستطاع السلطان كيقباد الأول الذي صعد إلى الحكم سنة 1220م - وكان يُعرَف في هذا الوقت بقالونوروس - أن يفتح ألانيا، وغيَّر اسمها إلى آليا، وأسس فيها داراً لصناعة السفن، تعد أول دار صناعة تركية منظَّمة.

ألوية الأناضول في الفترة اللاحقة لانهيار دولة السلاجقة.

حتى عام 1225م استولى السلاجقة على الكثير من القلاع الواقعة بين مدينتي سيليفكى وألانيا. وإضافة إلى ذلك، أمر السلطان كيقباد الأول القائد حسام الدين تشوبان أن يُجهّز أسطولاً بالبحر الأسود في عام 1224م، وبالفعل خرج الأسطول واستطاع الاستيلاء على مدينة صوداك التابعة لشبه جزيرة القرم. وعلى الرغم من أن مدة الهيمنة السلجوقية على صوداك غير معروفة، إلا أنه يُعتَقد أنها استمرت حتى بداية الغزو المغولي في عام 1239م. بدأت الحملات المغولية بالوصول في عهد السلطان كيخسرو الثاني، وضعفت الدولة عقب معركة جبل كوسي. بعد الغزو، استطاعت إمبراطورية طرابزون الاستيلاء على مدينة سينوب، كما استولت على بعض المدن في منطقة البحر الأسود، لكن السلاجقة استعادوها في عام 1266م. نتيجةً لهذا ومنذ معركة جبل كوسي، أصبحت دولة السلاجقة في الأناضول تابعة للإمبراطورية المغولية.
تكونت العديد من ألوية الأوتش بعد الغزو المغولي في غرب الأناضول، وكان بعضها يهتم بالبحرية. وقد كان بنو قرا صي وبنو آيدين وبنو مانتشا وبنو سارخون من الألوية التي اهتمَّت بالبحرية في هذا الوقت في غرب الأناضول، وشنت القوات البحرية التابعة لهذه الألوية الغارات في بحر آجا. وكان لواء بنو قرا صى يعمل على إنشاء السفن في دار أنشأها لصناعة السفن. كما حقق آيدين أوغلو غازي بك العديد من النجاحات والانتصارات في بحر إيجة، وفرض سيطرة قوية على المنطقة الواقعة بين مضيق الدردنيل وجزيرة رودوس. في القرن الرابع عشر الميلادي بدأ لواء العثمانيّين بالتوسع تدريجيًا، وبدأت باقي الألوية في الانضمام له، وبهذا تأسس الأسطول البحري العثماني.

## مرحلة التأسيس
وصل نفوذ الدولة العثمانية إلى بحر مرمرة عام 1323، وأسست أسطولها البحري الأول بعد أن منحت لها دولة بني قراصي 24 سفينة. ترأس هذا الأسطول الجديد وقاده الأميرال قره مرسل، وكان يتولى الأسطول مهمة تأمين بحر مرمرة. ساد في ذلك الوقت نظام التوظيف الهرمي بالدولة، وفي الفترة بين عامي 1324-1390 كان لقب دريا يُقلَّد لقائد الأسطول. قوي النفوذ العثماني في منطقة بحر مرمرة بعد الاستيلاء على أزميت في عام 1337، ثم على حصن رومالي عام 1353. أنشأت دور لصناعة السفن خلال القرن العاشر الهجري في قره مرسل، وأدينجيك، وجيليبولو، وأزميت.
كانت أكبر هذه الدور جيليبولو التي أنشأها بايزيد الأول عام 1401. كان الأسطول العثماني مكلفاً خلال فترة تأسيسه بتأمين مرمرة والاستيلاء على مضيق الدردنيل. ومنذ عام 1390 بدأ القبطان يُلقَّب بدريا. استفاد بايزيد الأول أثناء حصار إسطنبول من الأسطول العثماني، لكنه اضطر لرفع الحصار بسبب قدوم الصليبيين وانشغاله بمعركة بيقوبولس. وعقب معركة أنقرة ودخول عهد الفترة تنقطع كل المعلومات التاريخية المسجلة عن الأسطول العثماني. اندلعت الحرب مع البندقية عام 1416 خلال عهد محمد الأول العثماني، وخسر العثمانيون الحرب، فعقدت بعدها معاهدة للسلام. أبدى الأسطول العثماني تفوقاً في قتاله ضد بحرية البندقية خلال عهد مراد الثاني، إذ إن أسطول البندقية قصد مضيق الدردنيل خلال حصار سالونيك عام 1430، بهدف فك الحصار عنها، إلا أنه دخل في معركة بحرية مع الأسطول العثماني، فكان النصر فيها من نصيب العثمانيين الذين تمكنوا من الاستيلاء على سالونيك.
لاحقاً، بدأ السلطان محمد الثاني - الذي تولي العرش عام 1451 - باتخاذ الاستعدادات اللازمة لفتح إسطنبول، واكتسب الأسطول العثماني قوة كبيرة بعد التجديدات التي أدخلت في عهده، إذ جهَّز أسطولاً من 150 سفينة (وبحسب مؤرخي الروم[ ؟ ] أكثر من 400 سفينة)، واستفاد محمد الفاتح من الأسطول أثناء الحصار. في ليلة 21 إلى 22 من أبريل عمل الجيش العثماني على نقل عدد من السفن الحربية براً إلى مياه المضيق الذهبي. بعد فتح إسطنبول، أسس محمد الفاتح دار صناعة السفن الأميرية عام 1455، وأصبحت إسطنبول هي قاعدة البحرية العثمانية.

## مرحلة النهضة

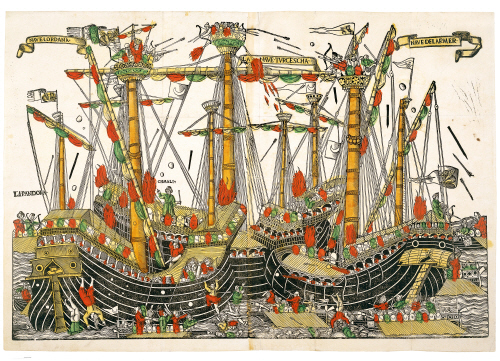
حرب البندقية- العثمانيون (1499-1503) (معركة صابيرانزا)

عند بداية مرحلة النهضة كانت الدولة العثمانية تمتلك أكثر من ترسانة بحرية. في عهد السلطان محمد الفاتح تمت العديد من الغارات البحرية، وتم الاستيلاء على كلٍ من طرابزون وآمسره. وفي عام 1463 ميلادياً بدأت الحرب العثمانية-البندقية والتي ستستمر لمدة ستة عشر عامًا. وتم السيطرة على العديد من المناطق في بحر إيجة وشمال البحر الأسود الذي كان تحت قيادة جاديك أحمد باشا بواسطة السفن التي شُيدت في مدينة جاليبولو. في عام 1479 ميلاديًا استطاع الأسطول العثماني من الإستيلاء على الكثير من الجزر الموجودة في البحر الأيوني. وفي عام 1480 ميلاديًا استولى أسطول أحمد جاديك باشا على مدينة أوترانتو، ويُعتقد أن الهدف من الإستيلاء عليها هو حصار البندقية في محيط البحر الأدرياتيكي. ولكنها نُسيت بسبب الإنشغل بالمشكلة التي تعرض لها جم سلطان.
و في عهد السلطان بايزيد الثاني أستمرت أعمال تطوير الأسطول العثماني، وأُرسلت القطع البحرية بقيادة رئيس إلى غرب البحر المتوسط؛ لنصرة وتقديم الدعم لمسلمي الأندلس، وأستطاعت أن تحقق نصرًا على أسطول إسبانيا. وفي عام 1499 ميلاديًا أنتهت الحرب العثمانية-البندقية بانتصار الدولة العثمانية. وعند تولي السلطان سليم الأول مقاليد الحكم في عام 1512 ميلاديًا حصل على دعمًا لوجيستيًا من الأسطول في الحرب مع الدولة المملوكية. وبفتح مصر تم السيطرة على نقطة الخروج بطريق التوابل بالبحر المتوسط. وفي عام 1513 ميلاديًا قدم بيري رئيس خريطة العالم التي رسمها إلى السلطان. وقد عمل السلطان سليم الأول على توسعة ترسانة الأميرية مفكرًا في أنه بعد فتح كلًا من مصر وسوريا فإن ما لدى الدولة العثمانية من ترسانات بحرية غير كاف، حيث جعلها ذات طاقة استيعابية لما يقرب من 130 سفينة. وبعد ذلك تم تأسيس ترسانات بحرية في كلٍ من السويس، وروسه، والبيرة (أورفة).
و كانت الترسانات الواقعة على الأنهار تقوم بتشييد أساطيل صغيرة الحجم. وفي هذه الأثناء التحق خيرالدين بربروس بالحامية العثمانية، مما أثر ذلك بشكل إيجابي على البحرية العثمانية. وفي عام 1520 ميلاديًا تُوفي السلطان سليم الأول وتولى مقاليد الحكم السلطان سليمان الأول، وبينما كان يُجهز جيوش المشاة للإستيلاء على بلغراد، كان الأسطول الصغير يتأهب في نهر الدانوب. وفي النهاية تم الإستيلاء عليها. وفي نفس العام-1520- جَهَزَ بيري رئيس كتابه "كتاب البحرية"؛ يوجد في هذا الكتاب الكثير من الخرائط المفصلة عن البحر المتوسط. وفي عام 1522 ميلاديًا، حُوصرت جزيرة رودس، وتم الإستيلاء على الجزيرة بدعم من الأسطول العثماني المكون من 400 سفينة بقيادة قود أوغلو مصلح الدين رئيس. وفي عام 1528 ميلاديًا، قدم بيري رئيس خريطة العالم الثانية للسلطان. وفي عام (1533-1534)، قَدِمَ خيرالدين بربروس باشا إلى أسطنبول، وتم إعلانه قبطان دريا. وبهذا أصبح الأسطول العثماني أكثر قوة. وفي عام 1538 ميلاديًا، تمكن خيرالدين باشا من هزيمة الأسطول الصليبي بأسطول كبير بقيادة أندريا دوريا أمام شاطئ مقاطعة بريفيزا، حيث استطاع أن يُغرق عدد كبير من السفن الصليبية دون أن يفقد أي سفينة من الأسطول العثماني. وبهذا الانتصار العظيم أصبحت الدولة العثمانية هي أكبر قوة مهيمنة في البحر المتوسط. وفي عام 1543 ميلاديًا خرج خير الدين بربروس لنصرة فرنسا بأسطول يُعتقد أنه كان يتكون من 100 إلى 160 سفينة. وكان بربروس القائم بالتعاون العسكري العثماني-الفرنسي دائم الشكوى من النقص في الأسطول الفرنسي، فقد كان يظن أن البراميل مليئة بالبارود ولكنها كانت مليئة بالخمور الفرنسية. حصل بربروس على تولون لفترة مؤقتة، وتم تحويل الكنائس الموجودة في هذه المنطقة إلى مساجد، وسُمِح بتداول العملة العثمانية، وتم توفير استراحات للجنود العثمانيين. وبعقد الصلح بين فرانسوا الأول ملك فرنسا وكارلوس الخامس ملك إسبانيا في عام 1544 ميلاديًا، لم يعد هناك حاجة لمساعدة الأسطول العثماني. وفي عام 1546 ميلاديًا توفي خيرالدين بربروس. وعلى الرغم من ذلك ظل التعاون العثماني الفرنسي قائمًا حتى بعد موت خيرالدين بربروس. ثم بدأت الصراعات التي ستستمر حتى حرب المغرب وموستاجانم، وتوسُع الهجوم في الجزائر.

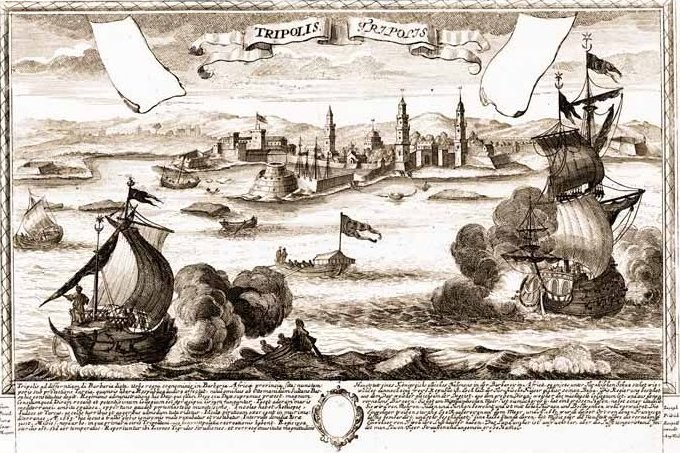
حصار طرابلس

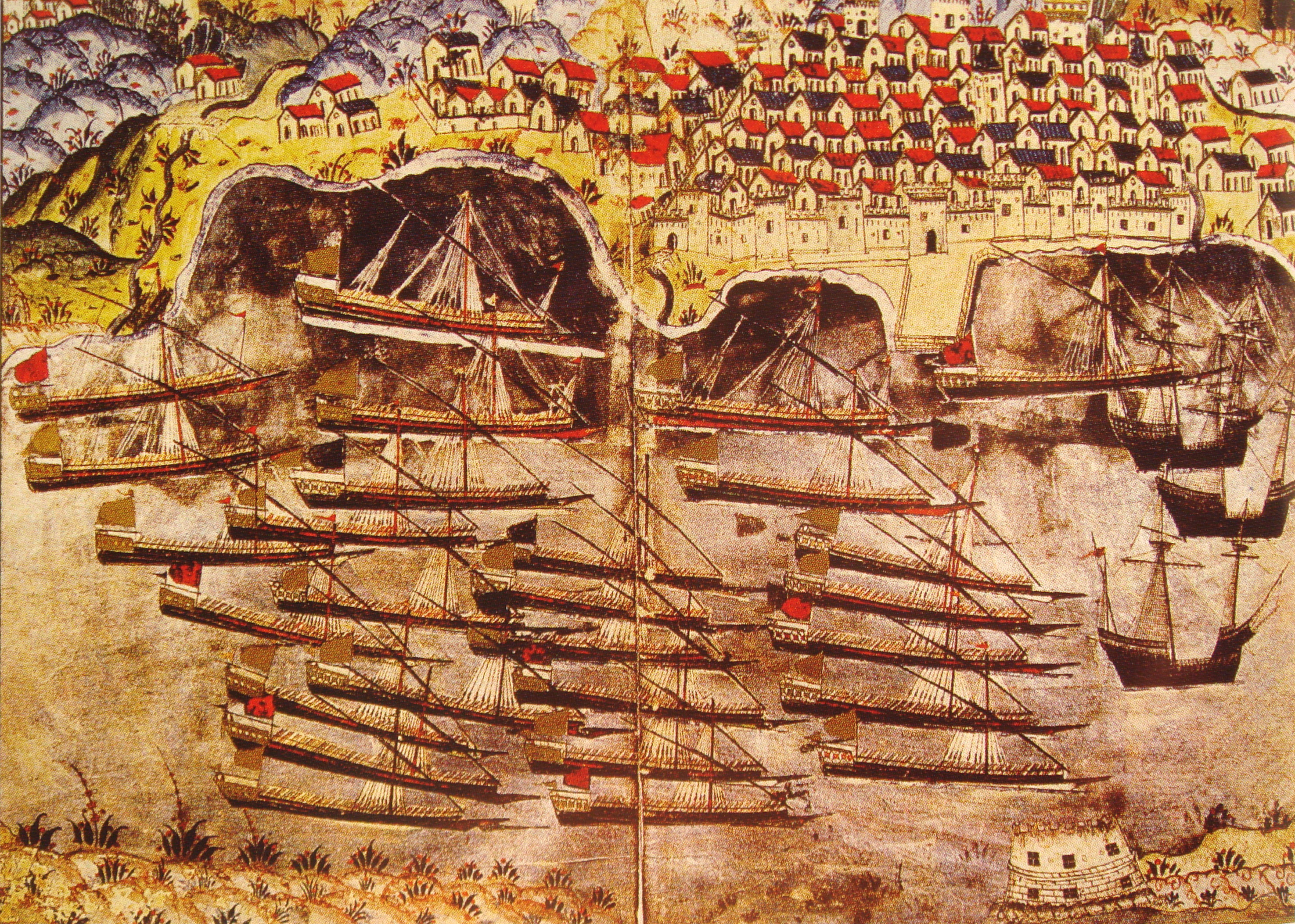
لوحة الفنان نصوح السلاحي للأسطول العثماني في ميناء طولون 1543 ميلادياً

و في الفترة ما بعد بربروس كان كلٍ من درغوث رئيس وبياله باشا يهاجمين جزر البليار، واستطاعوا الإستيلاء على سواحل طرابلس وجزيرة كورسيكا. وبهدف تدعيم وتثبيت الحامية النمسا (هابسربرغ) في شمال أفريقيا في عام 1560 ميلاديًا تم تجهيز أسطول صليبي مكون من عدد من السفن الحربية. حاصر الأسطول الصليبي جزيرة جربة، وتم الإستيلاء على القلعة، ولكنه مع قدوم بياله باشا مبكرًا جدًا بدأت معركة جربة في التاسع من شهر مايو 1560 ميلاديًا. نظمت المعركة بين الأسطول العثماني والأسطول الصليبي المحاصر للجزيرة، وكان الأسطول العثماني في تشكيل يشبه الهلال. وبالفعل نجح العثمانيون في تحطيم مخطط الحرب الصليبية. وأثناء المعركة استطاع قائد الأسطول الفرنسي جيوفاني آندريا دوريا الهروب؛ وبهذا أصبح الأسطول العثماني هو المنتصر، بعد ذلك تم استعادة القلعة في شهر يوليو. وعقب استعادة القلعة تم أسر القائد الأسباني دون ألفارو دي ساندي. وفي 26/27 يوليو عاد الأسطول العثماني وتم استقبالهم بحفل مبهج.
و في آخر عهد السلطان سليمان الأول في عام 1565 ميلاديًا، بدأ الهجوم العثماني على جزر مالطة. وفي التاسع والعسرين من شهر مارس 1565 ميلاديًا خرج الأسطول العثماني المكون مما يقرب من 180 قطعة بحرية، وعند وصول الأسطول العثماني إلى جزر مالطة وجد على الجزيرة فرسان وجنود من جنسيات أوروربية مختلفة. وبالفعل نزل الجنود إلى الجزيرة وبدأ الحصار، ولكن القائد درغوث رئيس مات متأثرًا بجراحه من شظايا أصابته في رأسه.
حتى وإن كانت قلعة سانت ألمو قد تم الإستيلاء عليها، فإن باقي القلاع الكبيرة لم يستطيعوا الإستيلاء عليها. في هذه الأثناء كونت صقلية، ونابولي مع الدولة الباباوية أسطولًا كبيرًا أُرسل لتقديم الدعم؛ مما دفع الأسطول العثماني لجمع جنوده مرة آخرى وبدأ الانسحاب من الجزيرة، وبهذا انتهى الحصار بالفشل. وبينما وصلت نسبة الخسائر في الأرواح في الصفوف العثمانية إلى ما يقرب من 30,000 جندي، كان على الجانب الآخر ما يقرب من 7,000 عسكري فُقدوا في صفوف جيش مالطة وحلفائها. وفي عام 1570 ميلاديًا وعقب الهزيمة في المعركة مع مالطة، استولى بياله باشا على جزيرة صاكيز الواقعة تحت حماية دولة جنوه دون قطرة دماء واحدة؛ وبهذا انتهى وجود دولة جنوه في منطقة بحر إيجة.

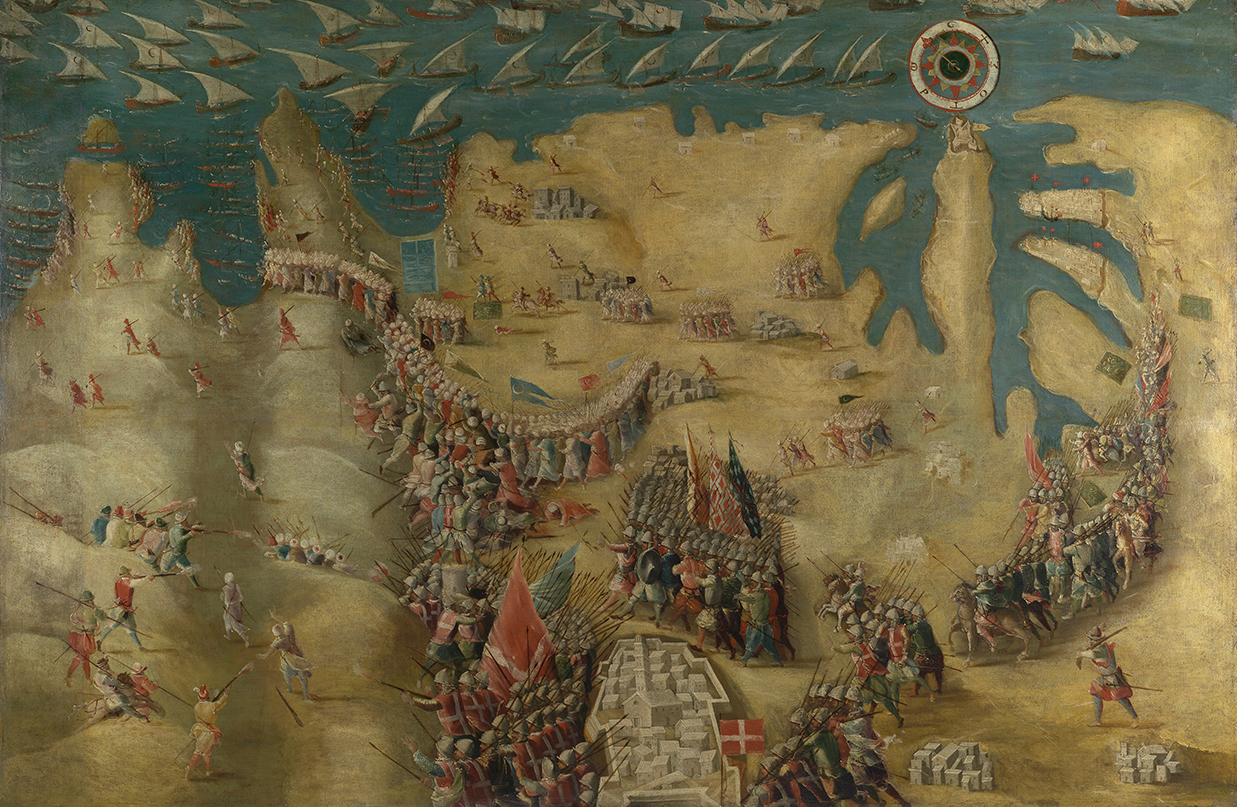
مشاركة الأسطول العثماني في حصار مالطة

معركة ليبانت البحرية

بعد ذلك جاء السلطان سليم الثاني الذي كان ضعيفًا مقارنة بمن سبقه من سلاطين الدولة العثمانية. ونظرًا لقيام البندقية بأعمال القرصنة عام 1570 ميلاديًا تأهب الأسطول العثماني وقام بالإستيلاء على قبرص؛ ثم هُزم بعد ذلك الأسطول العثماني. تقاتل كل من الأسطول العثماني والأسطول الصليبي في معركة ليبانت التي انتهت بخسائر ضخمة. وتثار الشكوك حول المنتصر بهذه المعركة. بعد ذلك أستطاعت الدولة العثمانية أن تعوض هذه الخسائر، وأبحر الأسطول العثماني مرة آخرى، ولكن الخسائر في صفوف الجنود مثلت عجزًا ومشكلةً حقيقية في الأسطول العثماني. وفي عام 1574 ميلاديًا، تمكن ألوج علي باشا قبطان دريا من الإستيلاء على تونس؛ وبهذا ازدادت السيطرة العثمانية في البحر المتوسط.

### حملات الهند والبحر الأحمر

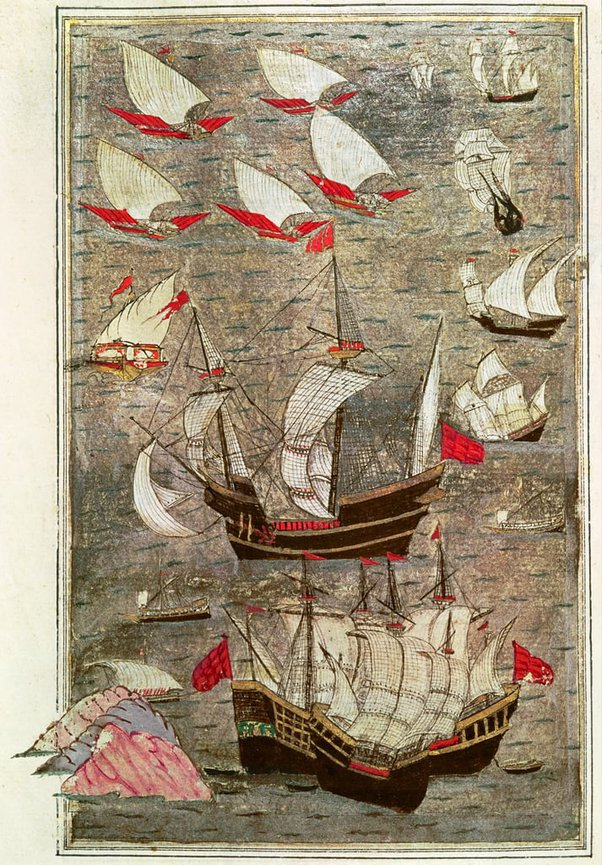
الأسطول العثماني في حملات الهند

استطاعت البرتغال في عام 1515 ميلاديًا أن تستولي على جزيرة هرمز، وشرعت في القيام بأعمل قرصنة ضد سفن المسلمين في البحر الأحمر. وبهذا أصبح البرتغاليون يمثلون تهديدًا على تهامة والحجاز؛ وتم الدفاع عن مدينة جدة التي كانت واقعة تحت قيادة سلمان رئيس في1517 ميلاديًا.
أخبر هاضم سليمان باشا أنه تمكن من ضم كلًا من عدن واليمن؛ وأنه سيستطيع مواجهة البرتغاليين، وأرسل طلب الإذن من السلطان سليمان الأول لتأهب أسطول قوي. ولم يستطع المماليك- الحكام السابقون لهذه المنطقة- أن يكونوا أسطولًا قويًا نظرًا لعدم وجود الغابات اللازمة لذلك. ولكن الدولة العثمانية كان لديها مساحات شاسعة من الغابات وبخاصة في منطقة الأناضول؛ فقد تم جلب الأخشاب من الأناضول وأُومر بالبدأ في تأسيس الأسطول في السويس. وفي عام 1525 ميلاديًا، تم تأسيس قاعدة بحرية في السويس، وتم تكوين أسطولاً مما يقرب من 80 سفينة من المستلزمات التي أحضرتها 60 سفينة (1530-1531). وفي هذه الأثناء خرج هاضم أحمد باشا لمواجهة الدولة الصفوية. في عام 1536 ميلاديًا، أرسلت دولة ولاية غوجارات ثلاثة سفن رسل إلى الدولة العثمانية لطلب المساعدة في مواجهة البرتغاليين. ومرة آخرى تم إنشاء سفنًا جديدة؛ لتعويض النقص. وكان على متن الفن ما يقرب من 800 جندي مسيحي. في 13 يونو 1538 ميلاديًا خرج الأسطول على متنه 20,000 جندي. كان أسطول سليمان باشا يتكون من 85 سفينة. وفي هذه الأثناء تم الاستيلاء على سفينتي التجسس التان أُرسلا من قبل البرتغاليون. ومرة آخرى علمت المملكة البرتغالية بمخطط الأسطول العثماني، وأُتخذت التدابير اللازمة في المحيط الهندي. في 3 أغسطس وصل هاضم سليمان باشا قبالة سواحل عدن، وتم الإستيلاء على المدينة. أصبح «هوجا سافر» المساعد القديم لسليمان رئيس والياً، ووجد حلفاءً في الهند وتم حصار قلعة ديو. ولكن «هوجا سافر» أصيب، وكان الأسطول العثماني في هذه الأثناء على وشك الدخول في الحرب، وقد علم البرتغاليون بهذا؛ وفي 4 سبتمبر 1538 ميلاديًا رست السفن البرتغالية قبالة سواحل ديو. وحتى يوم 4 سبتمبر كان الأسطول قد فقد قوته نتيجة لفقد الكثير من السفن بفعل الرياح. وقد علم سليمان باشا أن عدد الجنود المكلفين بالدفاع عن القلعة 700 جندي؛ لذلك قرر الهجوم على القلعة مباشرة دون التعرض لأي معارك بحرية. أبحرت إحدى سفن البرتغاليين ولكنها لم تستطع اللحاق بالأسطول العثماني فأخبرت بقدوم الأسطول العثماني وهي ذاهبةً إلى غوا. ونتيجة للسلوك الغير سويل للسبعمائة جندي الأنكشاريين الذين نزلوا إلى السواحل مقاطعة ديو، فقد أنفصلت القوات العثمانية عن حلفائها المتواجدون في الهند. ووفقًا للشواهد على هذه الواقعة، فإن الجنود الانكشاريين نهبوا بيت الهنود الذين قابلوهم بسعادة وأغتصبوا نساءهم. أدرك قائد جيش الحلفاء[ ؟ ] الهندي أنه قد خُدِعَ؛ فقام بسحب الجيش الهندي من جانب الجيش العثماني وقطع وسائل المؤن والدعم الغذائي، ولم يقدم ولاة المقاطعات الآخرى أيضًا الدعم للجيش العثماني. بدأ الجيش العثماني الذي بقى وحيدًا في هذه المنطقة الهجوم. أمر «هوجا سفار» بتثبيت سفينتين وإنشاء برج فوقهما. كان هذا البرج مليئًا بالبارود، وكان من المخطط أن ترسوا السفن العثمانية ويتم استخدام هذا البرج في الهجوم على القلعة. ولكن البرتغاليون أستطاعوا أن يعرفوا هذا المخطط وقاوا بحرق البرج في المساء. وعلى الرغم من الهجوم لم يستطيعوا إسقاط القلعة، وفي الثاني من نوفمبر أنسحب الجنود إلى السفن وتُرِك من أُصيب من الجنود؛ وبهذا انتهى الحصار. وإنسحب «هوجا سافر» بعد أربعة أيام، وهكذا يكون الحصار قد انتهى فعليًا. ولأختلاف وجهات النظر لم يهجم الأسطول البرتغالي ولم تحدث أية معارك بحرية. وفي رحلة العودة غرقت خمس سفن عثمانية، وتم قتل الآسرى البرتغاليون. وفي عام 1547 ميلاديًا، تم تعيين بيري رئيس قائدًا لأسطول السويس.
خرج العصيان الذي أعلنه الشيخ العربي علي بن سليمان الطاولكي عن السيطرة؛ لذلك تم إرسال بيري رئيس مع أسطوله إلى اليمن في 29 من أكتوبر1547 ميلادياً لتحقيق السيطرة على هذا العصيان. تم محاصرة القلعة بحرًا وبرًا، بحرًا من خلال الأسطول وبرًا عن طريق قوات صانجاك قاسم باشا. وهربت السفن البرتغالية الموجودة على مقربة من الموقع، وفي النهاية تم الاستيلاء على القلعة. أمر السلطان سليمان الأول بمرور بيري رئيس على مدينة البصرة وتدعيم السفن والجنود، ثم التوجه لفتح جزيرة هرمز دون أن يُدرك الوجود البرتغالي. ولكن بيري رئيس لم يحصل على الدعم الكافي لعدم نجاحه في أن يبقي الحملة سرية. فشل الحصار الذي تم في عام 1554 ميلاديًا؛ وبناءً عليه تم إعدام بيري رئيس. هناك العديد من الإدعاءات ظهرت حول سبب إعدام بيري رئيس؛ ومن بين هذه الإدعاءات أنه قد تم رشوته من قبل البرتغاليون. وفي عام 1554 ميلاديًا نجح الأسطول العثماني بقيادة علي رئيس في هزيمة الأسطول البرتغالي. ولكن الأسطول العثماني لم يستطع الصمود أمام الهجوم البرتغالي الجديد، مما دفع علي رئيس للجوء إلى سلطنة ولاية غوجارات، ثم عاد إلى أسطنبول عام 1556 ميلادياً. وعقب هذه الحملات طلبت سلطنة آتشه العون من الدولة العثمانية. وعند وصول خطاب سلطان المملكة علاء الدين إلى أسطنبول كان السلطان سليمان الأول قد توفي. قابل السلطان سليم الثاني الذي جاء بعد وفاة السلطان سليمان الأول طلب مملكة آتشه بالموافقة، وبدأت البحرية العثمانية بتدريب أهالي سومطرة. لم تستطع البحرية والأسطول العثماني أن تفرض سيطرة قوة في المحيط الهندي، ولكنه مَكَنَ المسلمين من مقاومة الخطر البرتغالي.

## مرحلة الركود في تاريخ الأسطول العثماني
منذ أن بدأت مرحلة الركود لم يُعطى أي اهتمام للأسطول. وخلال هذه الفترة ضعفت القوة العثمانية في البر والبحر. وعلى الرغم من جهود سوكولو محمد باشا اِلا أن مشروع قناة نهري دون[ ؟ ] وفولجا قد فشل مما أعاق الدخول إلى روسيا. واستطاع قبطان دريا كليتش علي باشا أن يحافظ على القوة العثمانية في البحر المتوسط إلى أن توفي عام 1587. وفي تلك الأثناء اكتسبت التجارة العالمية في المحيط مكانة كبيرة مما أعطى للميزانية العثمانية ثقلًا، وفتح الطريق أمامها. ووصلت الدولة العثمانية إلى روسيا القيصرية وبحيرة قزوين وكان هذا هو السبب وراء تأسيس أسطولًا عثمانيًا هناك. وكان الأسطول العثماني به عدد كبير من سفن القادس، ولكن بعد قرن من الزمن في عهد ولاية ما مازيموتو حسين باشا أعُطت أهمية واضحة لسفن الغليون.

. وأُقيمت العديد من الحملات بالمحيط الهندي بهدف اإستيلاء على البرتغال بالإمبراطورية الإسبانية عام 1580. وفي عام 1585 تقدم الأسطول العثماني نحو مومباسا تحت قيادة قبطان دريا أمير علي.، وأعاد العثمانيون حملتهم على البرتغال عام 1589، ولكنهم لم ينجحوا بسبب تدعيم بعض القبائل بكنيا للبرتغال وأيضًا لعودة الأسطول البرتغالي.

في الفترة ما بين 1593-1606 لا يوجد أي معلومات وافية عن الحرب العثمانية النمساوية، ولكن من المعروف أنه استفاد من الأسطول العثماتي أثناء عبور نهر الدانوب. وفي عام 1609 خرج الأسطول العثماني إلى البحر المتوسط، ولكي يسيطر على طريق كلًا من مصر، وأسطول مالطا، وفلورنسا المتحدة إتجه إلى قبرص وهناك اُهلك أسطولهما وكان الأسطول المتحد شاهدًا على سفن الغليون أو كما يسميها الأتراك جهنم السوداء. خلال الحرب حُصل على جهنم السوداء وبعض من الغليون إلى جانب 160 مدفع، 2000 بندقية[ ؟ ] وأًسر 500 بحار. أًورسلت المواد اللازمة لترميم الكعبة من أسطنبول عن طريق البحر مرورًا بمصر، وكان الأسطول العثماني مسئولًا عن تأمين هذه الأدوات. هُزِمَ الأسطول العثماني أمام الأسطول الأسباني وفقد 7 من الكادرجا وضرب أسطول فلورنسا سيليفكا. وفي السادس من يوليو عام 1614 اتجه الأسطول العثماني إلى مالطا وأنزل القوات العسكرية بها، والخيالة، والمشاة الذين جائوا قبل العساكر العثمانين الذين هُزِموا. وبعد سلب مالطا حملوا الغنائم وذهبوا. وفي العام نفسه قام عدد من الخيالة بالهجوم على ميناء سينوب، وأحد المدن العثمانية. وبعد أن نهبوا المدينة قُبض علي معظمهم وقتلهم. لم تشترك البندقية في الحروب التي قامت ضد الدولة العثمانية، لذلك أظهرت العلاقات بين البندقية والدولة العثمانية تقدمًا ملحوظًا، وتمت بينهم صفقة تجارية عام 1616. هُجمت سفينة الخيالة التي رست في البحر الأسود، لكن لم يكن هناك نتائج. وخلال حكم أحمد الأول عملوا على حماية التجارة العثمانية في البحر المتوسط، وتقدمت العلاقات بين فرنسا والبندقية وقويت السيطرة العثمانية بشمال أفريقيا. خلال عهد مراد الرابع عند الانتهاء من حملة بغداد بدأت الحرب البندقية. واحتل البندقيون دالماسيا، لم يتقابل الأسطولان وتحقق النصر وأُستعيدت دالماسيا. في عهد السلطان إبراهيم الأول تكررت الحرب مع البندقية، وقام الأسطول العثماني بكريت بحملة، ولكنهه لم يستطتع أن يسيطر علي كاندية، مما أعاق تأمين الدعم اللوجيستيكي لدي البندقية. وتوفي القبطان دريا كارا موسى باشا في هذه الحرب. وأثناء الحملة على كريت أضطر الأسطول العثماني إلى مواجهة الأسطول الصليبي، ولكن بسبب حرب الثلاثين عاماً لم يكن الأسطول الصليبي ذو كفاءة عالية، وكان ذلك في صالح العثمانين. نالت كريت دعمًا حقيقيًا من قبل الفرنسيين وأمتدت الحرب، وفي هذه الأثناء حاصر الأسطول البندقي مضيق الدردنيل. وتعرض له الأسطول العثماني الذي كان تحت قيادة كارا محمد باشا وخسر الأسطول البندقي الحرب مع خسارة 6 من سفنة، وبتحقيق العديد من الخسائر في صفوفة. أستُعيدت السيطرة على كريت وروابطها البحرية، ولكن استطاع الأسطول البندقي السيطرة على مضيق الدردنيل. أراد الأسطول العثماني تحت قيادة كارا كنعان باشا أن يكسر الحصار، ولكنه لم ينل سوى الخسارة؛ حيث غرقت 100 سفينة وتحقق في صفوفه العديد من الخسائر وتفوق الأسطول العثماني بين ليمنوس وبوزجادا. وبينما كان قلقًا من دخول الأسطول البندقي إلى مرمرة، أصبح كوبورلو محمد باشا صدر أعظم، وبعد إعادة تجميع الأسطول العثماني تحت قيادة محمد باشا[ ؟ ]تعرض لهجومًا، تفرق الأسطول البندقي والأميرال لازارو موجينجو، وأستُعيدت ليمانوس وبوزجادا. في السابع والعشرين من سبتمبر 1669 ونتيجة للخسائر الكبيرة وقعت كاندية،  وكريت تحت سيطرة العثمانيون.
و بعد معركة فيينا الثانية تكون الأتحاد الصليبي وقامت الحرب التركية العظمي. قامت الباباوية بحرب بحرية على البندقية العثمانية وجنوة. وفي 13 من يوليو عام 1690 اتجه الأسطول العثماني إلى أدرنة وأنزل حسين ميزو مورتو 34 سفينة إلى نهر التونة من أجل تدعيم الجيش. هذا الأسطول البسيط بزعامة حسين ميزو مورتو دعم الجيش العثماني بالبندقية. وفي عهد أحمد الثاني كان البندقين يقومون بالعديد من الهجمات على بحر إيجة وتعرضت كريت للهجوم. في شهر سبتمبر 1694 قام الأسطول البندقي بالهجوم على مدينة ساكيز، وأصبحت الجزيرة تحت سيطرة البندقيون بسبب دعم أهل الجزيرة والشعب البندقي. وفي تلك الأثناء توفي أحمد الثاني وجاء بعده مصطفى الثاني، واتجه حسين ميزو مورتو إلى البحار لأستعادة الجزيرة. وفي التاسع من فبراير 1695 انتهت حرب جزر الكويون بأنتصار حتمي للعثمانين وأكتسبت جزر ساكيز دعم لوجيستيكي وأستُعيدت الجزيرة في 21-22 فبراير. وفرح حسين ميزو مورتو كثيرًا بعد أستعادة الجزيرة. وجمعت المواد الخام من أجل تدعيم الإنتاج من مدن بلغراد، أزمير، سيلانيك وملطية وبخلط المواد صُنعت القنبلة اليدوية وتأمين نترات البوتاسيوم. بالإضافة إلى 60 فرقاطة تم ضمها للأسطول، وبدأت الغليون العثمانية تكتسب ثقلًا. بعد انتهاء حرب الكويون أصبح حسين مبزو مورتو القبطان دريا، وأستكمل الحروب ضد البندقية. وانتهت الحروب العثمانية البندقية بمعاهدة كارلوفجة 1699، وأضاف حسين ميزو مورتو كل ما هو جديد للأسطول بالإضافة إلى تقوية صفوف سفن الغليون.

## فترة الانحدار والتفكك
بعد وفاة القبطان داريا مزمورت حسين باشابدأت التحسينات للأسطول في عهد وزارة تشورلو على باشا . وزودالأسطول بالسفن الجديدة . وفي عام 1711 شُنت حرب البروت مع روسيا واُستردت قلعة آزوف ومن جديد ادرج بحر آزوف تحت سيطرة العثمانين . ولكن أثناء هذه الحرب، لم يُعلم بدور الأسطول[ ؟ ] من عدمه. وفي عام 1715 قد بدأت الحرب مع العثمانيين وكلا من الثنائي الاسترالى والفينيسى . وأثناء شروع الداماد علي باشا السلحدار بالهجمات العسكرية البرية أقلع محمد هوجا جانيم بالأسطول. وقد سيطر محمد باشا على الجزر المحيطة ب مورا. ومع هجمات الجيش البرية سُيطر وبشكل تام على مورا .هُزم الجيش العثماني الذي كان تحت قيادة القبطان دريا كال هوجا إبراهيم باشا عام 1717 ونتج عنها فقدان القواعد العسكرية الثقيلة البرتغال، مالطه، البابوية، البندقية .وفى عام 1718 ابرم سلاماً. وانتقل الحكم العثماني الذي بمورا . وبعد عصيان الإبراهيمية[ ؟ ] الذي اندلع عام 1730 قد توفى القبطان دريا كويمك مصطفى . وفي عام 1735 بدأت الحرب ما بين العثمانين والثنائي الأسترالي –الروسي وبهذه الحرب سيطر الروس على قلعة آزوف وانتشروا ببحر آزوف .ومن بعد الحرب انهارت قلعة آزوف مع اتفاقية بلغاردالتي ابرمت عام 1739. وقد منحت مميزات للحقوق التجارية الروسية بالبحر الأسود ووضع أسطولاً عثمانياًضئيلاً بالبحر ذاته.
في الحرب العثمانية الروسية التي بدأت عام 1768 قد أحرقت أعداداً كبيرة من السفن الحربية للأسطول العثماني التي أصيبت من الهجمات. وقام أسطول يتكون بما يقرب من 30 سفينة حربية بهجمة على الأسطول الروسي في مضيق كيرتش .ولم تُعلم النتيجة النهائية لهذه الحرب.وعندما انتهت الحرب التي كانت مع القيصرية الروسية، لاحظ القبطان دارى جزايرلى غازى حسن باشا نقص الأسطول البحرى .واحضر خبراء أجانب بأذن من مصطفى الثالث .وبدأت الأعمال من أجل تحديث الأسطول.
وفى عام 1773, قد أنشأ المدرسة الهندسية البحرية هوملاين مع مساهمات الضابط الفرنسي بارون وتوت أيضا .فكان لهذّه المدرسة خصائص المؤسسة التي تُعلم التعليم البحري الحديث . إن بنوفل الذي جاء من فرنسا والذي قام ببحث في ما بين عام (1770 و 1784)تجاه عملية تحديث الأسطول، في عام 1784قد تبادل الأبحاث مع فرنسا من أجل التسوق التكنولوجي . وقد بدأت مجموعة معمارية قد أتوا من فرنسا بإنشاء السفن الحديثة .
وصل عدد الفريق مع الوقت إلي 23. ومع أعمال الخبير الفرنسي بيرونس وقاعدة الفريق المكون من 12 سويديأَنْشَأَ أول حوض جاف معلن في الدولة العثمانية .وعام 1798 اضطر أغلب هؤلاء الخبراء إلي الانفصال عن تركيا بسبب الحرب التي بدأت مع نابليون. وبدأ كلا من أحمد هوجا ‘ مولا مصطفى ‘ ديمتري خلف ‘ نيكولا خلف ‘ نفسيم خلف.
‘إسماعيل خلف وهم من المعماريين الذين تعلموا من البعثة الأجنبية، ببناء السفن .

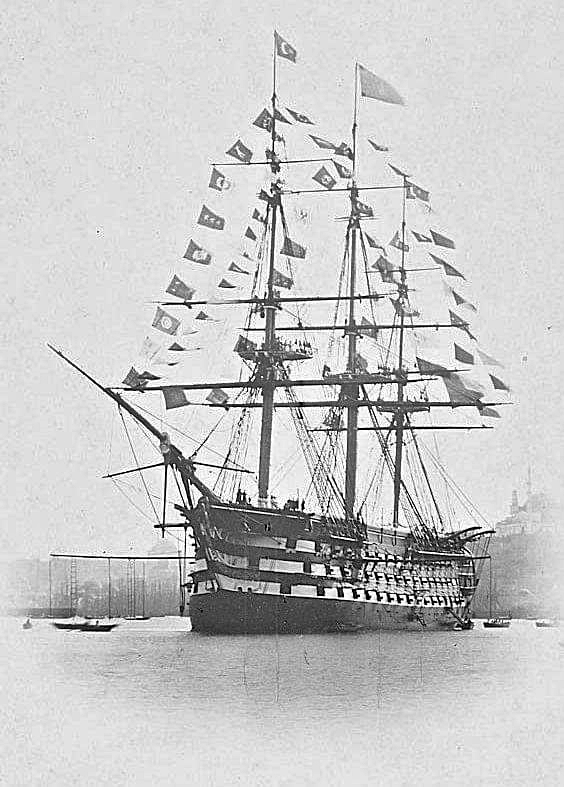
غليون المحمودية

وافْتَتَحَ في عهد سليم الثالث مدارس الطب والجراحة من أجل الأسطول .وفى عام 1804أسَّستِ نظارة عمر البحرية (الوزارة البحرية). .وزادت سرعة حركات التجديد في عهد محمود الثاني . وأثناء ذلك عام 1807 قد شنت حرب مع الإمبراطورية البريطانية وانتهت في عام 1809 . واستمرت حقوق الامتيازات البريطانية مع معاهدة قالى سلطانية ومع استمرار منع السفن العسكرية للدول الأخرى من المرور من المضيق.في حرب الاستقلال اليونانية قد دعم محمد علي باشا الدولة العثمانية بالأسطول البحرى والجيش. وفي عام 1827 قد اشتعلت الحرب ما بين كلا من الأسطول المصري العثماني والجزائري من جهة والأسطول الفرنسي الإنجليزي الروسي من جهة أخرى بدون أي سابق إعلان بنافارين .). وقد غرق 58 سفينة حربية بنافارين. وتوفى أعداد كبيرة من البحارين العثمانين ذوات الخبرة . وبعد الهجوم الذي حدث بنافارين‘أَبعَدَ محمود الثاني الأوربيين من حركات التحديث واِتَّجَهَ نحو الولايات المتحدة الأمريكية. وفي عام 1830 قد وقع معاهدة تجارية مع الولايات المتحدة الأمريكية وفي ديسمبر عام 1828انزلت المحمودية إلى البحر وهي التي أنشأها كلا من المعمارى محمد افندى و محمد خلف .إن المحمودية التي امتازت بكونها أكبر سفينة شراعية بواسطة سير ادولفس سلادا الذي قد جاء إلى إسطنبول. وفي عام 1874 من أجل دفع رواتب الضباط تفككت السفينة وبيعت كقطع . في عام 1831 قد جاء إلي إسطنبول هنرى ايكفورد وهو محارباً أمريكي وقدم تقريراً بخصوص الأسطول العثماني . وقد بدأ بعمل سفن على طراز السفن الأمريكية ولكن لم يستطع ايكفوردتحقيق الانسجام وانفصل عن إسطنبول . وداوم فورستر رودوس الذي قد جاء بعد اكفورد‘ بأعمال بناء السفن .و في عام 1835 أنزلت السفينة البحرية الناصرية بالبحر ومع تولى رشودس زمام الأمور أٌنزلت أولى السفن البخارية في إسطنبول إلى البحر . وفي عام 1839توفى محمود الثاني ‘وعندئذ اضطر الخبراء الأمريكين إلى الاستقالة ومن جديد بدأ العمل المشترك مع أوربا. ولكن بفضل الخبراء الأمريكين ادّخل صناعة الملاحة الحديثة إلى الترسانة العثمانية . وفي عهد عبد المجيد عام 1840 إنشاء مجلس البحرية الذي أختص بكل أنواع الأعمال المتعلقة بالترسانة العامرية . وفي عهد عبد المجيد بدأ بإحلال السفن البخارية بدلا من السفن الشراعية .عام 1884 وصل عدد الأسطول العثماني إلى 74 سفينة .
وعندما بدأت حرب القرم دعَّمَ القوات العثمانية التي خطت بالبلقان بحريا. وانقسم أسطول البحر الأسود إلى قسمين وقد كان القسم الثاني للأسطول تحت قيادة باترون عثمان باشا وقد كانوا غير مؤهلين ورسى الأسطول في ميناء سنوب وفي يوم الثلاثون من نوفمبر عام 1853 عندما انصرف طاقم الأسطول من أجل أداء صلاة الجمعة قام الأسطول الروسي بهجمته. واشتعلت النيران في الأسطول والجيش والمدينة . ولم تستطع أن تؤثر المدافع النارية العثمانبة التي وجهت من الساحل . وغرقت 11 سفينة من الأسطول العثماني وفُقِدَ 2700 عسكري . وفي حرب القرم اٌنشئ أسطولاً متحداً بين كلا من الإنجليز والفرنسيين والعثمانين وبالأسطول المكون حديثا، قد تكون من 9 سفن عثمانية من اصل 34 سفينةً بحرية. فهذا الأسطول الحديث فد دَعْم محاصرة سيفاستوبل بحراً، ورسوا باتجاه الشاطئ . فقدأْكْسَبَت هذه الحرب الأسطول تجربة عسكرية وفنية . وقد وصلت السفن الحربية الفرنسية والإنجليزية إلي ترسانة إسطنبول من أجل أعمال التصليح. وهناك قامت التجديدات مع توليهم زمام الأمور يالترسانة .
وقد انتهت الحرب مع اتفاقية باريس التي ابرمت عام 1856 ومنعت وجود السفن الحربية العثمانية والروسية بالبحر الأسود.
وفى عهد عبد العزيز بالرغم من الأزمة الاقتصادية إلا أن عمليات التجديدات زادت من سرعتها . وقدتجددت ترسانة الميرية وإزميد وجولك.
وبالرغم من تجديد الترسانات في عهد عبد العزيز إلا أن لم يُحَبذ الإنتاج المحلى . واٌشترت السفن الحربية من فرنسا وإنجلترا . فهذه العملية تعارضت مع الديون الخارجية وأزمت الوضع المالي العثماني . وبعد إقصاء عبد العزيز من الحكم قد بَدَا الأسطول العثماني من بين أقوي الأساطيل ولكن لو كان قوي عدداً إلا أنه قد كان من جهة المميزات ضعيف .
وفى بداية فترة عبد المجيد الثاني بدأت الحرب مع روسيا ‘ المعلومة الوحيدة التي اِسْتَطَاعَ معرفتها عن دور الأسطول العثماني، تكليف ميرليفا حسن باشا بمحاصرة ساحل القوقاز.
وبعد الحرب انتقل قسماً من المهاجرين من منطقة القوقاز بحرا . وبعد الحرب حبس عبد المجيد الثاني الأسطول بالخليج . وفي عام 1883 انتقل زوقين توربيد وسفينة بخارية من قبل الإنجليز لاحتلال مصر . واِشْتَرَيْتُ السفينة البحرية البخارية استمبوت.وكما كان في عهد محمود الثاني فقد اُحضر خبراء أمريكين واستمروا بأعمال التحديثات . وفي هذه الفترة ساروا على نهج التكنولوجيا الإنجليزية للملاحة البحرية .
وفى الثالث من إبريل عام 1890 تأسست الرتية البحرية ضَابِطُ صَفٍّ (رُتْبَةٌ دُونَ الْمُلازِمِ). وفي عام 1892 استولي علي مدرعة عبد القادر ولكن ققد استمر هذا المشروع لسنوات عديدة ومع قلة التقنية والأزمة المالية قد توقف عام 1914.
وقد أبحر الأسطول العثماني مع الحرب التي شُنت عام1897 ‘بهدف الإستعراض .وبعد الحرب تكرر وقف الأسطول . وقد بدأت المباحثات في كلا من شراء السفن من الولايات المتحدة وتصليح السفن .
وفى عام 1899 أوصى على عدد واحد طراد من الشركة الأمريكية صانعة سفينة وليام كرامب. وبسبتمبر عام 1901 وقعت المعاهدة . ودُفعت على ثلاث أقساط . وأرسلت التقارير بشكل منتظم إلى الوالي . وبالفعل انضم طُراد المجيدية إلى الأسطول في إبريل عام 1904.
وفي عام 1901 طلب من شركة ارم استرونج الإنجليزية عدد وحد طراد وبالفعل بدأ بتصنيعه في أكتوبر 1902.وقد تابع العمل بعض الأتراك الذين أرسلوا إلى إنجلترا .وقدأنشأ يخت وباخرة من أجل عبد الحميد الثاني وقد انضموا أيضا إلى الأسطول .
وفى نوفمبر عام 1904 فحصت سفن الحميدية والمسعودية والمجيدية ‘وانطلقت نيران التجارب. وفي عام 1900طُلب قاربين من ألمانيا . وأَشْتَرِي اللوازم والتوربيدات من أجل بعض السفن التي بالجيش. وقد جَدَدْتُ فرقطة اسار توفيق في ألمانيا، وفي سبتمبر عام 1905 انتهت الأعمال . وزودت بيرك ستفات وبيك شوكت بأحدث التقنيات الألمانية والمراجل .
ومع هذا يضا قد جَدَدْتُ بعض السفن الحربية العثمانية في إيطاليا.
وفى عام 1904 اتفق كلا من الحكومة العثمانية والشركة الألمانية أنسالدوا _أرم استرونج من أجل إنشاء طراد في ترسانة الأميرية. وبدأ إصلاحات ثلاثة سفن بالترسانة . وفي سبتمبر 1907 وقعت إتفاقية مع شركة إيطالية من أجل إنشاء شبيها بالحميدية.وتعقبت أعمال السفن الموصى عليهم وأشرف لى بعضهم .و قد أُحضِرَ _حسن رامى باشا _خادم بالأسطول الإنجليزى سابقاً على رأس الأسطول .وفى ذلك الوقت زادت نشاطات الخبراء في عمليات التحديث . وفي عام 1907 كانت سفن الاسطول العثماني على النحو التالي:-
| فرقاطة مدرعة | فرقاطة مدرعة | طراد مدرع خفيف | طراد مدرع خفيف | طراد من الفئة الثانية | طراد من الفئة الثانية | زورق طوربيد | زورق طوربيد | مدمرة       | مدمرة   | زورق طوربيد من الفئة الأولى                                                                               |
| اسم السفينة  | الحمولة      | اسم السفينة    | الحمولة        | اسم السفينة           | الحمولة               | اسم السفينة | الحمولة     | اسم السفينة | الحمولة | اسم السفينة                                                                                               |
| المسعودية    | 8972 طن      | فاتح بولند     | 2761 طن        | عبد الحميد            | 3830 طن               | "بيك شوكت   | 775 طن      | طيار        | 270 طن  | , انقرة\اورفا \انطاليا\كوتاهية\توقات\ مسرور\اك بهار\الباجوت\حميدية\يونس\السلطان حصار\دمير حصار\سفرى حصار، |
|              |              | انفيلا         | 2362 طن        | عبد المجيد            | 3250 طن               | بارك ستوت   | 775 طن      | بورصة       | 290 طن  | , انقرة\اورفا \انطاليا\كوتاهية\توقات\ مسرور\اك بهار\الباجوت\حميدية\يونس\السلطان حصار\دمير حصار\سفرى حصار، |
|              |              | معين ظافر      | 2362 طن        |                       |                       | بيلجن دريا  | 850 طن      | صامسون      | 290 طن  | , انقرة\اورفا \انطاليا\كوتاهية\توقات\ مسرور\اك بهار\الباجوت\حميدية\يونس\السلطان حصار\دمير حصار\سفرى حصار، |
|              |              | اثار توفيق     | 4613 طن        |                       |                       |             |             |             |         | , انقرة\اورفا \انطاليا\كوتاهية\توقات\ مسرور\اك بهار\الباجوت\حميدية\يونس\السلطان حصار\دمير حصار\سفرى حصار، |

وقد طُلب من إيطاليا السفينة الحربية دراما ذو حمولة مايقرب من 800 طنا. وبين عامى 1904 و1907 بدأت أعمال الصيانة في كلا من السفن الحربية المصفحة (المسعودية، اثار توفيق، معين ظافر، افينلا، فاتح البولند).
وفى هذه الفترة قد أنشأ بترسانة الأميرية بعض التوربيدات والمدفعيات. وطلب قسم كبير من المدفعيات والمحاربات من الدول الأجنبية. وانضم إلى الأسطول أغلب السفن التي طلبت حتى عام 1910 .وفي عام 1909 قد أبحر الأسطول العثماني الذي ظل خاملا في الخليج لمدة طويلة . وفي نفس العام ارتبطت مع هذه الوقعة تنحى عبد المجيد الثاني عن العرش وحل محله محمد راشد الخامس. وأنشئ جمعية للأسطول. هذه الجمعية تدعم الأسطول عن طريق تبرعات الشعب . وقد قام الأسطول اليوناني أيضا بالتدعيم بالتوربيدات والطرادات. واستمرت أعمال تقوية الأسطول العثماني الذي كان في حالة تنافس مع هذا الأسطول .وقد تخلى الضباط البحرين العثمانين عن رواتبهم لمدة شهرين من أجل تطوير الأسطول .وقد بدأ ضابط إنجليزي ويدعى أميرلاى سير دوجلاس جامبل بفاعليات تحديث الأسطول العثماني .وقد رأى جامبل أنه من الضروري إحضار الضباط الإنجليز المؤهلين بدلا من الضباط المتقدمين بالسن . واعلم جامبل الوالي بالمستوى الذي سيكون به الأسطول عندما سيدربه.وفى عام 1910عين خليل ياشا ناظراً للبحرية بالرغم من معرضة جامبل . واشتدت تأثيرات الألمان بالأسطول .ولهذا السبب قدم جامبل استقالته. وجاء من بعد جامبل الضابط الإنجليزي وليام (H.P) . وقرر الإدارة العثمانية شراء سفينة مدمرة من ألمانيا وهذا قد أثار ردود الفعل. ومن جديد قلق فون استرمبل الملحق العسكري الألماني من تدخل النفوذ الإنجليزي بالأسطول . وقد دعم ناظر الحربية محمود شوكت باشا بشراء السفن من ألمانيا ولكنه قلق من التأثيرات السلبية للعلاقات السياسية مع انجلترا.
ويدأت المنافسة ما بين المصانع الإنجليزية والألمانية .وفى ذلك الأثناء انضم طراد أفيروف إلى الأسطول اليوناني . وقد اشترت مركبتين حربيتين قديمتين من الأسطول الألماني مقابل 1.250.000 مارك . وبالنسبة لفون استرمبل قد كسب الألمان سباق الهيمنة مع إنجلترا.
26\11
وقد كتبت بعض الصحف الفرنسية والإنجليزية الأخبار التي أوضحت انخداع العثمانيين وأن السفن قديمة .وبعد شراء هذه السفن تولى محمود مختار باشا غازي نظارة البحرية ووأوضح في المقابلة التي أجراها مع فون استرمبل وجوب تحديث كلا من مدرعة بارباروس هيرا ديدن ‘ تورجوت ريس بدون مقابل .
ولكن رفض فون استرمبل موضحاً أن السفن في الواقع بحالة جيدة .وبدأت أعمال التصليح بالمدرعة باربوس هيرا ديدين . وكتب فون استرمبل عكس ما قاله إلى محمد غازي باشا وذلك بالتقرير الذي أرسلهاإلي ألمانيابأن السفن بحالة قديمة ومن ناحية السلاح لايكفى .وبالرغم من هذا أعطى محمد غازى باشا إلى فون أسترمبل أمراً فيما يخص تقليل النفوذ الإنجليزي الذي بالجيش.
واشترت جمعية الأسطول عدد أربع سفن من ألمانيا وانضمت هذه السفن الأربع إلى الجيش وسميت ب جيرت وطنية، نمون حاميت، يادى جار ملت، معاونة ميلية وذلك في أغسطس عام 1910.
وفى سبتمبر عام 1911 انتهت أعمال إصلاح البارجة الحربية خير الدين بارباروسا والطراد حميدية. وبالرغم من اعتراض وزارة المالية إلا أنه قد طلب عدد اثنين مدرعة بحرية من إنجلترا وقد دفعت كل التقسيطات كاملة . ولكن في أغسطس عام 1914 في حين أن كلا من المدرعة البحرية السلطان عثمان والراشديةكانت جاهزة‘ إلا أن صُدرت السفن بأمر من وزير القوات البحرية الإنجليزية ونستون تشرشل.

### حروب طرابلس الغرب والبلقان
في عام 1911 بدأت حرب طرابلس الغرب. وحجزت إيطاليا على الطراد دارما التي استولت على أموالها. وفي عام 1912 هاجم الأسطول الإيطالي ميناء بيروت. وهُزِمَ الأسطول العثماني. ولم يخسر الأسطول الإيطالي أي قطعة بحرية في حين غرقت قطعتين من الأسطول العثماني. كما هاجم الأسطول الإيطالي الدردنيل لفرض السلام على الدولة العثمانية، وأحتلت إيطاليا رودس ودوديكانيسيا. وفي تلك الأثناء قام الأسطول العثماني بزرع الألغام البحرية على مداخل ميناء إزمير لمنع أي هجوم على الميناء، ولكن تم فتح الطريق إلى بحر فاجيستا. وفي 29 أبريل 1912 ميلاديًا أصطدمت تاكيسي وهي سفينة أمريكية بلغم في طريقها من إزمير إلى سالونيك، وغرقت بعد ذلك. دخل الأسطول العثماني في معركة مع الأسطول الإيطالي بعد احتلال جزر في إيجه، وانتهت الحرب بمعاهدة أوشي . وأثناء المعركة تم انتداب الباي طاهر إلى قيادة الأسطول، وذلك في عام 1911 ميلادبًا، وفي هذه الفترة تم تحقيق التطبيقات . في عام 1912 أثناء الحرب مع بدأت إيطاليا حرب البلقان ضعف الجيوش العثمانية، وجيوش اتحاد البلقان فيما يتعلق بالخبرة والعدد. في بداية الحرب وكانت تملك مفرد جرد للأسطول العثماني و 6 سفن مدرعة وطائرتين إحدي عشر مدمرة وثلاثون سفينة زورق صغير وتسع سفن للمساعدة ومع ذلك أنشا غواصتين في أسطنبول. استطاعت سفن الأسطول الحديثية وهي الطراد المجيدية والطراد حميدية أن تواجه الطراد اليوناني أفيروف. في الحرب العثمانية اليونانية لعام 1897 كان الأسطول لم يأخذ مكان في الحرب بشكل فعال وذلك أعطي الأسطول اليوناني الشجاعة والقوة درب الأسطول اليوناني مجموعة من الموظفين مع ضباط المساعدات والإنجليز والفرنسيين؛ ولذلك اتفق مع الشركات الأوروبية. وأشترت السفن الحربية أيضا. اكتفت مملكة بلغاريا بوضع الألغام للدفاع عن أسطولها الصغير وجزرها ومن أجل استمرار حرب طرابلس جارب. إتخذ الأسطول العثماني في مكان ما قواعده عسكرية ولكن أستعدت القوات في بعض المراكز من أجل حروب البلقان.
| سفينة مدفعية      | النسافات                               | المدمرات                                           | السفن الحربية          | الطرادات              | المدمرات                                        | المكان        |
| ----------------- | -------------------------------------- | -------------------------------------------------- | ---------------------- | --------------------- | ----------------------------------------------- | ------------- |
| _                 | دمير هيسار /كوتاهية/ هامدابات اك هيسار | باسرا /صامسون /يارهسار                             | _                      | المجيدية              | بربروس هايردن / تورجوت/ ريس /مسعودية/اثار توفيق | مضيق الدردنيل |
| ناف شهر           | سلطان هيسار سيفري هيسار                | ياديجار ميلات /تاشوز/موافانات ميلايا نعماني حاميات | زوهاف                  | الحامدية/ باركى ستافت | _                                               | مضيق البسفور  |
| _                 | يونس /تمساح                            | إزيتن                                              | مونى ظافر              | _                     | _                                               | إزمير         |
| _                 | _                                      | فؤاد                                               | فاتح بولانت /نجمى شفكت | _                     | _                                               | سالونيك       |
| الحاميدية/البوجات | انطاليا /توقات                         | _                                                  | _                      | _                     | _                                               | بريفيزا       |
| _                 | بيروت/مالطة/يوزجاتتاش/ كوبرو           | _                                                  | _                      | بايك شوكت             | _                                               | قناة السويس   |
| _                 | بركفشان/ بلانجيداريا/دراش              | جايرت فاتنيا                                       | _                      | _                     | _                                               | الإصلاحات     |

في 16 أكتوبر 1912 بدأ التحرك مع أمر صادر للبحر الأسود وقطع الطريق بين بورغاس وفارنا. وصودف تخريب سفن البلغار، وأُلقيت القنابل على ميناء البلغار. وأعلنت الدولة العثمانية محاصرة ميناء البلغار. ولكن أحتجت دول أوروبا من أجل إنه سوف يضر بحركة التجارة. وفي 17 أكتوبر 1912 ميلاديًا أنطلقت بقيادة الباى طاهر السفن الحربية المدرعة تورجوت مع الموافنات والتاشوز، ولكن تأخر الهجوم بسب قيام عاصفة؛ ونتيجة هذا التأخير علم الأسطول البلغاري هذا الهجوم التركي. كان الأسطول التركي مترقب نسافتين للأسطول البلغاري الذي يصل إلى ميناء فارنا، وانسحبت المدمرات العثمانية بالهجوم مع هذه النسافات إلى الميناء. وبعد ذلك بدأت تورجوت بواسطة مدمرات برابوراس القصف، ولكن الباي طاهركان خائفا من الجزر الملغومة ولم يقترب أكثر من الجزر المدمرة وانتظر الجيش التركي على مدار اليوم كله في بداية الميناء. وفي يوم 20 أكتوبر أرسلت الموافنات إلى إسطنبول من أجل توريد الفحم[ ؟ ]. استطلع الباي طاهر الذي في قيادة الجيش على السواحل الممتدة حتى بورجاز. وفي تلك الأثناء استجوب موظفو سفن الحاميدية موظفو سفن البلغار وعلموا أن سواحل البلغار بدون لغم. وذلك حتى يوم 18 أكتوبر منتهزًا الجيش العثمانى هذه الفرصة وبناءً على ذلك فأن الأسطول العثمانى الذي لم يعلم مواقع رصاص الدفاع بجزيرة البلغار ولم يستطع القيام بأى قصف فعال مقتربا من السواحل. أستمر الحصار العثماني على مشارف سواحل البلغار. لم تقم المدافع البلغارية بأي طلق نارى ولم توضح مكانها. وفي يوم 24 أكتوبر أطلق النار على سفينة الماجدية. ونهاية ذلك بدأ القصف المتبادل وفي 20 نوفمبر 1912 م إنفتح أسطول بحرى بقيادة حسين رؤوف أورباي وفقا لم تلقته الإستخبرات. تحركت زوارق نسافة البلغار من أجل مهاجمة سفن النقل التركية. كان يتكون الأسطول العثماني من الحاميدية وباركافشان ياراهسار. بدأ الأسطول ترقب سفن النقل التركية التي سوف تمر على الطريق بوضع غير مرتب، وأن الأسطول كان سيخبر إلى المناطق الأخرى والسفن البلغارية التي رأت واطلقت الخرطوش. وفي يوم 21 نوفمبر الساعة الواحدة إلا ثلث في منتصف الليل قامت الحامدية التي رأت سفن البلغار بإطلاق خرطوش قرمزي اللون. واستوعبت سفن البلغار الموقف وبدأت الحرب ولم تسطتع السفن التركية إطلاق النار، ولكن هجوم سفن البلغار لحق الضرر في نهاية الحافة من سفينة الحاميدية وتسربت إليها المياة. انسحبت الزوارق النسافة للبلغار عندما تعرضت لهجوم المدمرات العثمانية وأرسلت الحاميدية التي تضررت بشدة إلى إسطنبول من أجل إصلاحها . انطلقت طرادة الماجيدية من أجل الألحاق بزوارق توربيد البلغار ولكن لم يتم الحصول على شئ.
وفي هذه الأثناء بدأت جيوش الأراضى العثمانية في الانسحاب. وكان المتوقع انسحاب الجيش العثماني حتى تشطالجة. وفي نطاق حركة هذا الانسحاب أمر بدعم الأسطول العثماني من الشاطئ. وبعد ذلك ضرب الأسطول وحدة البلغار العسكرية بنجاح وتغلب على القوات التي إنسحبت للخلف. قرر وزير البحرية أن يقوم فتح منطقة إيجه بدلًا من تقديم يد العون في الحرب الدائرة في مدينة تشطالجة وأن يقوم الأسطول العثماني بإعاقة تقدم المجموعات اليونانية التي في منطقة طراقيا. وهجم الجيش البلغاري في إتجاة منطقة تشطالجة في المسافة بين سفن هايرادن. وتوجد بعد السفن العربية الذي تجمعوا أمام بويوك تشاكماجا وباشروا القاعدة من البحرو خسرت بعض وحدات البلغار العسكرية التي في سيلفر نتيجة قصف السفن الحربية. وفي يوم 15 نوفمبر 1912 م تحطمت المدفعية البلغارية من الطلقات النارية التي توغلت في البحر والبر. وفي يوم 16 نوفمبر أطلقت بارباروس وتورجوت النار على وحدة البلغار وبعد ذلك خرج العسكر إلى البر ودعم الجيش البري. وفي يوم 20 نوفمبر 1912 م خرج الأسطول للدفاع عن الدردنيل. وخرج الجنود إلى ليمنوس التي على مشارف الدردنيل وقد سيطر الأسطول اليوناني على الجزيرة في يوم 30 أكتوبر 1912 م. وفي اليوم التالى في بداية منطقة سالونيك غرقت سفينة فاتح التي تم نسفها بطوربيد. وتم السيطرة على كثير من جزر إيجه وإنشاء الأسطول اليوناني قاعدة عسكرية في مقدمة الدردنيل. وفي 20 نوفمبر هجم الأسطول العثماني على ميديللي وقاومت الكتيبة العثمانية على الجزيرة. وذلك حتى 20 ديسمبر وهاجمت أيضا جزيرة ساكيز ولكن توقف الأسطول العثماني عن المجئى الدردنيل ومن جديد لم تأتى مساعدة من البحر إلى الجزيرة لفترة طويلة وفي يناير 1913 أستولت الوحدات اليونانية العسكرية على الجزيرة. وفي هذه الأثناء اقتربت جيوش البولغار إلى إسطنبول. أمر وزير الحربية أنور باشا بأخذ الجيش البلغاري إلى شامبر المتعرض للهجوم من إتجاهات جاليبولو مع تشطالجة وانسحاب القوات إلى شاركوى. أنزل الأسطول المجموعات العسكرية التي تتكون من السفن الحربية باركى والماجيدية وتوجورت وريس وبارباروس بمرافقة الجيش في 9 فبراير عام 1913 م تم السيطرة على المدينة مع إطلاق النيران من السفن الحربية إنسحبت البولغار إلى الشمال على الرغم لم ينزلوا حتى الآن إلى رصيف الميناء الذي في شاركوى ولم تتقدم القوات العثمانية بدرجة كبيرة من المدينة انسحب جيش البولغار متصرفا بحذر من طرف بعض القوات والوحدات الموجودة في الشمال الشرقي ولكن تأخرت القوات من أجل الانسحاب ولم يتم الحصول على نتيجة بسبب مشكلة التنسيق بين الوحدات العسكرية العثمانية؛ ولذلك غرقت سفينتين للنقل وإنسحبت الجيوش العثمانية وسقطت أديرنا. ووقعت ساموس تحت سيطرة اليونان التي كانت عرضة للهجوم في بحر إيجه.

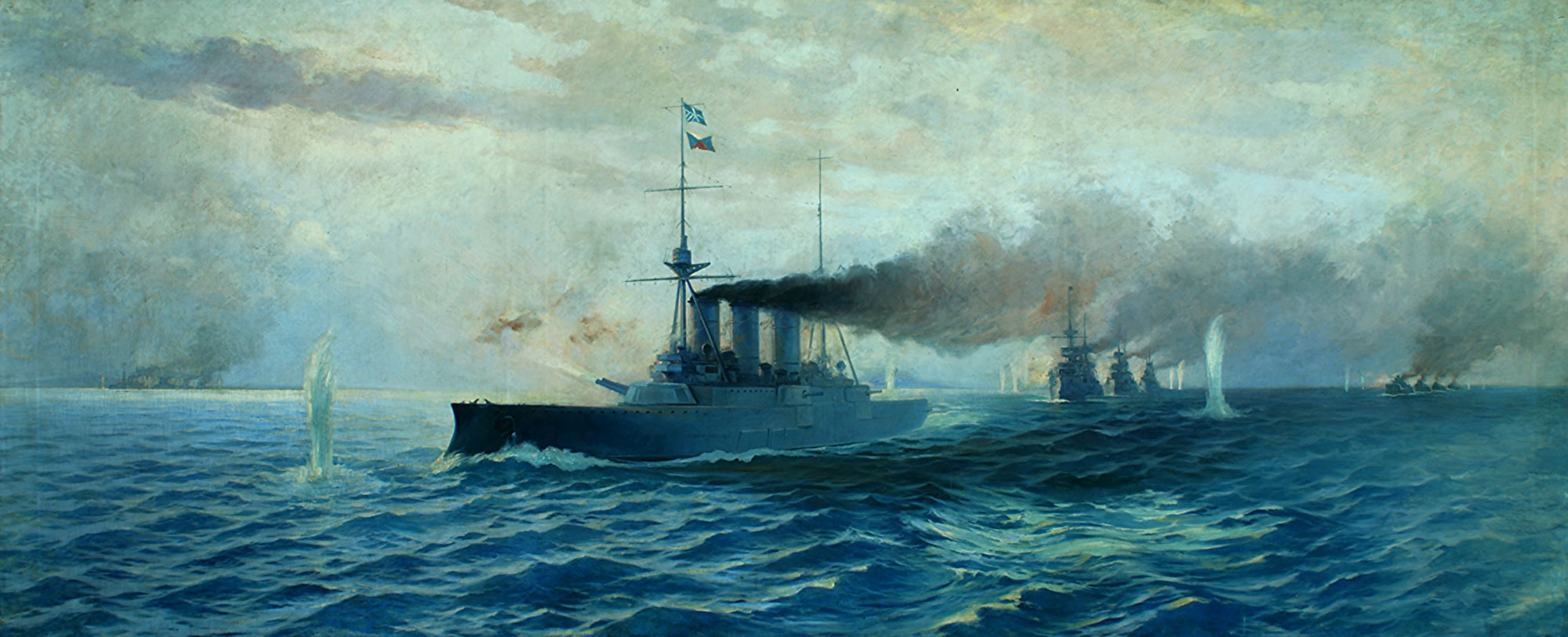
سفينة إمروز الحربية

كان ينتظر الأسطول أعمال تصليح السفينة وذلك من اجل الخروج إلى إيجه ولكن في هذه الأثناء فقد كثير من جزر إيجه. جعل الاسطول العثماني موندروس لتصبح قاعدة عسكرية وفرض الحصار على الدردنيل بعد انتهاء الإصلاحات رفض الباى طاهر فتح إيجه ولذلك تم عزله من منصبه وعين بدلًا منه كومودور رامز ثم اعطاء السفن الحربية الحاميدية والموافانات وياديجار وتاشوز وبارسا إلى حسين رؤوف أورباي وسمى هذا الأسطول بأسطول النسافة وفي يوم 14 ديسمبر 1912 م في الصباح أثناء تقدم نسافة سلطان هيسار هاجمت ثلاثة نسافات يونانية وجاءت النعمات والماجيدية لمساعدتها والتي تقدمت الماجيدية بشكل سريع في إتجاه بحر أميروز وتقابلت بخمسة محاربين يونانيين وفي وقت قصير إنهزم الأسطول اليوناني وفي يوم 16 ديسمبر
قام الاسطول العثماني بقيادة رامز أورباى بالهجوم بأربعة مدرعات وثلاث طرادات وثلاث نسافات حربية وذلك من أجل إبادة الاسطول العثماني كانت الخطة العثمانية هي تقدم السفن في إتجاه بحر أميروز دافعة من الخلف طرادة الماجيدية ضد سفينة سالفو لحماية الأسطول في الساعة التاسعة والنصف خرج الأسطول من المضيق وفي العاشرة الإ ثلث بدأت الحرب بنيران المدفعية المنطلقة وفي وقت قصير تعطلت محركات سفينة الماجيدية واضطرب حبلها ولكن استمرت الطلقات النارية ولذلك بدأت مدرعة أفيروف في التقدم بسرعة وقامت السفن العثمانية بتوجية الطلقات ولذلك بدأت مدرعة أفيروف في التقدم بسرعة وقامت السفن العثمانية بتوجية الطلقات النارية على أفيروف ولحقت أفيروف بأضرار جسيمة قام رامز اورباى بمناورة أثر الأسطول وتمكنت أفيروف من الهروب مستغلة ذلك وفي الحادية إلا عشر هدأت النار وعاد الأسطول العثماني إلى الخلف ووجد نفسة في وضع حرج ولحقت سفن الأميرالي بأضرار جسيمة وأرسلت بعد اصلاحها وفي صباح 22 ديسمبر خرجت وحدات الإستكشاف والتي تتكون من السفن الحربية باركى والموافنات وجيراتى والنعماني ويارهيسار وبارسا ودارت حرب مع سفنتين حربيتين وأربعة طوربيد من الأسطول اليوناني وأنسحبت السفن اليونانية وبدأ الأسطول العثماني في التقدم بوزجادا وتم التكليف بغرق الغواصة اليونانية دالفين وعندما رأت الغواصة اليونانية السفن العثمانية أختفت بعيدًا عن الأنظار وعندئذ تعرضت السفينة للهجوم وغرقت في المياه للمرة الثانية ولم يعرف غرق هذه الغواصة إلى وقتنا الحالي والأسطول اليوناني لم يقوم بأي تصريح وفي 4 يناير عام 1913 م أفتتح الأسطول العثماني البحر من أجل إنقاذ بوزجادا في 22 ديسمبر كان يتكون الأسطول من السفن الحربية الماجيدية مع الحاميدية والسفن التي أقلعت الأسطول الذي قام بالتفتيش حتى بدايات أمروز ولم يدخل في أي اشتباك خطير ليومى 10-11 يناير استمرت هذه الغزوات. في هذه الأثناء انسحب آثار توفيق عندما جائت السفن العثمانية الأخري والسفن اليونانية الأخري ومنذ ذلك تم القيام بأعمال التصليح في الأسطول وفي 18 يناير 1913 م تم الانسحاب من المضيق الساعة الثامنة والنصف وترك في الخلف بعض زوارق نسافة مع آثار توفيق لجماية المضيق تم تثبيت الخطة العثمانية من أجل ابادة الأسطول اليوناني والدخول في حرب مع الأسطول اليوناني الذاهب حتى بدايات موندروس في التاسعة إلا عشر استغرقت الماجيدية في الهجوم التي رأت اثنين من السفن الحربية اليونانية وأدت إلى أن انسحب اليونانيين وفي العاشرة والنصف اعطت الماجيدية إشارة وبدأت في الانسحاب فجأة وكان الأسطول العثماني يخرج من ميناء موندروس شمل الأسطول العثماني سفن المدراعات الحربية افيروف وهيدراوسبيشاوبيسارا واتجاه الأسطول اليونانى إلى ميديليا كان صحيحا كسر الاسطول العثماني دقة السفن وسيقطع طريق الأسطول اليوناني وبدأ حالة التقدم وبدأت نيران المدفعية وضربت بارياروس هارين مع السفينة الاميرالية من نيران المدفعية التي اطلقت طرادة افاروف استهدفت السفن العثمانية طرادة افيروف بالكامل ولكن بدأت في تلقى اضرار جسيمة من السفن اليونانية غير رامز باى سيرروا الاسطول 160 انقذت تورجورت بارباروس من الغرق التي تعبر أمام السفينة الاميرالية المحروقة واصابت العشرات في هذه الغزوة اطلقت افاروف ثار المدفعية ملى مدرعة تورجوت باضرار بجسيمة انخفض معدل اصابة السفن العثمانية بالرصاص وفي مرحلة الحرب الاخيرة نقذ رصاص طرادة افاروف الجيد النوع وتسطتيع السفن العثمانية أن تغرقها في أي لحظة ولكن السفن العثمانية لديها اصابات خسارة جسيمة وفي الساعة الثالثة إلا عشر توقف إطلاق النار من الطرفين والحرب المتوقفة انتهت بفوز اليونان اصيب 31 بارباروس هاريدن و 25 توجوت ريس بالرصاص وكان يجيب اصلاحهما أيضا اصابة الموظفون مجموعهم 41 متولى و98 جريح مصاب كان جنديا في حين مجموع الاصابات / اصابة الموظفين كان جريح واحد

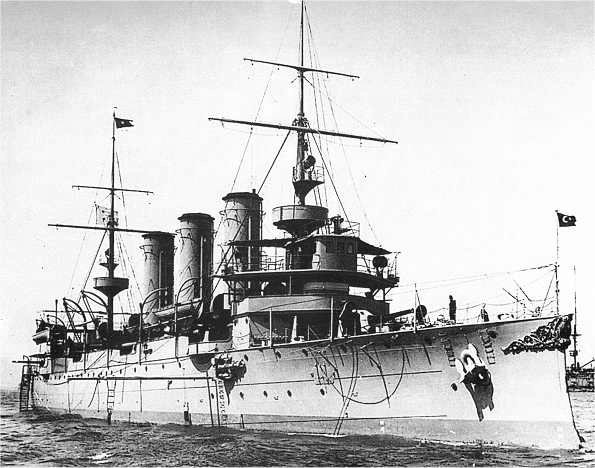
الحاميدية

وعلم الأسطول العثماني أن طراد أفيروف متفوق إلى حد ما من جهة قوة إطلاق النيران والسرعة. وبينما كان طراد أفيروف متلاهيا في مكان أخر قد جهزت خطة اعتمد فيها على سحق الأسطول اليوناني. وبموجب هذه الخطة، بتاريخ الرابع والعشرون من يناير عام 1913 بدأت الحامدية التي قد كانت تحت قيادة روؤف بيه بحركات الغزو. وستقوم الحامدية بسحب طراد الأفروف وسيهاجم أيضا الأسطول العثماني مستفيدا من غياب طراد الأفروف. وعلاوة على ذلك، كلفت الحامدية بوقف المواصلات البحرية لدول البلقان. وأبحرت الحامدية مستغلة حلول الظلام، بدون أي عوائق. وفي يوم الخامس والعشرين من يناير في تمام الساعة الثانية عشر بعد منتصف الليل قامت الحامدية بهجمة على قاعدة عسكرية يونانية. والحقت أضرار جسيمة بمصنع البارود المتواجد بالمنطقة، وبعد ذلك أغرقت السفينة التي تدعى مقدونيا والتي وجدت راسية بالساحل. واتجهت الحامدية إلى بحر الأدرياتيكي بحركة غير متوقعة . ومن أجل التزود بالفحم عبرت إلى شرق البحر الأبيض، وفي الثامن والعشرون من يناير رست في ميناء بيروت. فتحصلت على كمية قليلة من الفحم اللازم واستمرت بطريقها. إن روؤف بيه الذي انشأ تواصل بصعوبة مع أسطنبول قد تلقى أمر بالتحرك بإتجاه ألبانيا. وحصلت الحامدية التي ابحرت في السادس من فبراير على حصة من الفخم من مالطه، وذلك في يوم الرابع عشر من فبراير وأبحرت إلى البحر الأبيض المتوسط. ومن أجل مساعدة القوات العثمانية التي بألبانيا قد حملت الذخائر من جزيرة أروادالتي بالقرب من طرطوس. وصادفت الحامدية التي اتجهت مباشرة إلى ألبانيا، سفينة تجارية يونانية تدعى ليروس بالبحر. وأسر بحارة السفينة وأغرقت السفينة. وقد خضعواهؤلاء البحارة للإستجواب ووأبلغوا بموقع الأسطول اليوناني. وأحرقت الحامدية التي وصلت إلي ميناء شينجن الموجود بشمال ألبانيا، ست سفن يونانية قامت بتزويد الذخائر ودمرتهم جميعهم. وبعد ذلك تحرك طراد الحامدية إلى شرق البحر الأبيض المتوسط ووزود بالفحم من حيفا. وتركت الذخائر والنقود التي لم يستطع نقلها في بيروت، ومن هناك كانت ستنقل من جهة الطريق البرى . ومن أجل إنشاء اتصال مع أسطنبول تحركت الحامدية إلى ألمانيا. وفي يوم الثامن والعشرين من مارس عام 1913 نجحت بالوصول إليها. ومن ثم خرجت ثلاث مدمرات يونانية ولكنهم لم يستطيعوا الوصول. وفي السابع عشر من إبريل أغرق الطراد اليوناني المساعد المسمى بمحلى. وزودت الذخائر من المانياوعندما وصلت السفن اليونانية إلى شرق البحر الأبيض المتوسط اضطرت الحامدية بالعبور إلي اليحر الأحمر عن طريق قناة السويس. وهناك خضعت إلى أعمال التصليحات، وفي الثامن عشر من يوليو عام 1913 انتهت حرب البلقان وأمر بعودة روؤف بيه. وفي السابع من سبتمبر عام 1913 وصلت الحامدية إلى سواحل يشل كوى واستقبلت بمظاهر الفرح. ومن ثم حيي الوالى بالألعاب النارية محلقة أمام قصر دولما باهتشة.

### إنجلترا تحتجز السفن المطلوبة منها
في عام 1909 ميلادياً، بدأت الدولة العثمانية في برنامج خاص بالأسطول، وبموجبه تم طلب مدرعة حربية من إنجلترا. وكان من المنتظر انضمام هذه القطعة البحرية إلى الأسطول باسم الرشيدية[ ؟ ]. في هذه الأثناء طلبت البرازيل من أنجلترا شراء قطعة بحرية مسماة بريو دي جانيرو، ولكنها تراجعت عن ذلك. وفي حين تولدت المخاوف العثمانية من حصول اليونان على سفينة كبيرة مثل هذه، تم استلام السفينة المشار إليها؛ و تقرر انضمامها للأسطول باسم السلطان عثمان. حتى وإن كانت حرب طرابلس جراب وحروب البلقان قد أثرت بشكل سلبي على دفع الأقساط، فإن كلا القطعتان البحريتان أبحرتا في عام 1913 ميلادياً. دفعت الدولة العثمانية الأقساط كاملة، و أُنتظر تسليمهما في عام 1914 ميلادياً. و قد كانت صور هاتين السفينتان الضخمتان تملئ الصحف العثمانية. كما قررت جمعية الأسطول التي ساهمت بالنصيب الأكبر في دفع الأقساط أن تُكافئ الأجانب الذي ساهموا في انضمام هذه السفن للأسطول العثماني بمديليات. أثار شراء العثمانيون لهذه السفن ردود الفعل اليونانية، ودفعت رئيس الوزراء اليوناني إلفثيريوس فينيزيلوس لانتقاد مثل هذه الخطوة. كما تخوفت روسيا أيضاً من امتلاك الدولة العثمانية لمثل هذه السفن. و في 29 أبريل/نيسان طلبت الدولة العثمانية من شركة ارمسترونج شراء باخرة باسم فاتح، و طرّادين 3550 طن، و أربع مدمرات بوزن 1000 طن، و غواصتين. كان تكلفة هذه الصفقة 3.972.000 مليون جنيه أسترليني. و في الوقت ذاته تُقدُمِ َ طلب بشراء 6 مدمرات وغواصتين من فرنسا. و كانت تكلفة هذه الصفقة 4.760.000 مليون فرانك فرنسي. أعطت كل من إنجلترا وفرنسا الضمان القانوني لتسليم السفن المطلوبة. كان الوفد العثماني يقوم بفحص عمليات التصنيع الخاصة بالسفن، و أرسال التقارير. و لكن تأخر تسليم القطعتين الحربيتين الرشيدية والسلطان عثمان. و على الرغم من ذلك أُعلن عن تسليمهما. و خرج الأسطول العثماني إلى بحر إيجه للأنتظار تحسباً لوقوع أي هجوم يوناني.
فيما بين يومي 3-4 أغسطس عام 1914 دخلت كلاً من فرنسا وإنجلترا في حرب مع ألمانيا. ضعفت الدولة الأنجليزية خلال القرن العشرين. لم تأسس علاقة جيدة مع الدولة العثمانية. في يوم 2 أغسطس قبل أن تبدأ ألمانيا حرباً مع إنجلترا وفرنسا عقدت اتفاقية عسكرية مع الدولة العثمانية، و كانت هذة الاتفاقية سرية. جاء ميعاد تسليم كلاً من سلطان عثمان ورشيدية . في الأول من أغسطس 1914 اُعلن عن وضع العلم العثماني علي السفينتين. لكن قبل ميعاد التسليم بثلاثة أيام في 30 يوليو 1914 شعر قائد الأسطول الإنجليزي بالقلق من حصول الأسطول العثماني علي هاتان السفينتين وفي النهاية قرر أن يحجز السفينتين. في 27 من يوليو ، خرج رشيد باشا فابورو مع الأسطول العثماني من أجل استلام السفينتين، في 1 أغسطس دُفع آخر قسط. بالفعل في تمام الساعة 14:30 حُجزتا السفينتن. أجتمع توفيق باشا سفير الدولة العثمانية مع المسؤلين الإنجليز وأراد استلام السفينتن. قال المسؤلين ان هذا الحجر موئقت وأن الأموال في الحفظ والصون. لم تعطي أي معلومات الي إي مدي سوف تظل السفن في البحرية الملكية البريطانية. أحتجت الدولة العثمانية علي هذا التصرف بشدة وقدمت عروض من أجل تسليم السفينتين لكن إنجلترا رفضتهم جميعاً. انتشر خبر حجز السفن في الصحافة العثمانية وانتهي الأمر بالدولة الإنجليزية بالقرصنة نسبة الي بعض الصحف العثمانية. تجمهر المسلمون بنيو يورك وقاموا باحتجاجات مطالبين فيها إنجلترا بتسليم السفن. شعر المسؤل عن المفاوضات بين البلدين بالقلق من العداوة بينهما فابلغ إنجاترا أنة يريد استلام السفن بانتهاء الحرب. في هذة الأثناء لجأت سفينتي جيبون وبريسلوالألمانيتان الي الدولة العثمانية. و لكن إذا كانت الدولة العثمانية محايدة ، وفقاً لقانون البحرية كان عليها إخراج هذة السفن من بحرها الأسود خلال يوم. أرادت روسيا أن تظل الدولة العثمانية محايدة لذلك كلفت قوات الحلفاء بأن تعطي الدولة العثمانية وثيقة ضمان. تشيرشل كان مكلفاً بالهجوم علي أسطنبول ومعة سرب من سفن التوربيد وأغراق السفينتين الألمانيتين، لكن هربرت كتشنر رفض ذلك. الحكومة العثمانية كنت تريد أن تطبق قانون البحرية لكنها لم ترد أن تسلم السفينتين لإنجلترا أو تنهي علاقته مع ألمانيا. في نهاية الأمر أتفق قائدي السفينتين علي الانضمام للأسطول العثماني. أصبح أسمهما يافوز وميديلي، أرتدي طاقمهما الذي العثماني. أخذت الدولة العثمانية السفينتين بدون مقابل لكن وفقاً لقانون البحرية كان عليها أن تدفع ثمنهما. في ظل تأخر السفن الأربع الإنجليزية تقبل الشعب العثماني هاتين السفينتين بشكل جيد وأجتذب الألمان ثقتهم. في شهر مارس عام 1914، بعد أن خططت روسيا للاستيلاء علي أسطنبول تراجعت عن تخطيطاتها بسبب سفينتي يافوز وميديلي. السادس من سبتمبر 1914 ترك الضباط الإنجليز الأصلاحات التي كانوا يقومون بها للأسطول العثماني.

### الأسطول العثماني في الحرب العالمية الأولى

#### نشاط المدمرتين ياووز وميديللي
في الثامن عشر من أغسطس عام 1914 ميلاديًا، تم إسناد قيادة أسطول المدمرتين ياووز وميديللي للأميرال سوشون. قام الأميرال سوشون الذي جاء على رأس الوفد الألماني المسئول عن إصلاحات وصيانة الأسطول العثماني بتعيين الضباط الألمان في الكثير من المناصب، واستغنى عن الأطقم التي لا قيمة لها. و بدأ التريب على متن الأسطول. لاحظ الأميرال سوشون التخلف في الأسطول العثماني وأوضح أن وفد الإصلاحات والصيانة الإنجليزي كان يتعمد استمرار هذا الوضع. أمر الأميرال سوشون الذي عمل على إصلاح وتنظيم الأسطول العثماني بإرسال السفينة المسعودية ذات العيوب الفنية إلى مضيق هيلاسبوت (شنق قلعة) للقيام بمهام دفاعية. كما أحضر الضباط، و التجهيزات العسكرية، والألغام من ألمانيا. تم تعيين الضباط الألمان في مراكز قيادات النظم الدفاعية بالمضيق. و في الوقت نفسه تم تأسيس الأنظمة التي يمكنها صيانة وإصلاح جميع القطع الحربية العثمانية أثناء استمرار العمل داخل الترسانات. كما تم إحضار العساكر الألمان إلى الترسانة[ ؟ ] البحرية أيضاً. لاحظ الوفد الألماني تعمُد الوفد الإنجليزي تعطيل الكثير من نظم الأسلحة الموجودة على متن السفن الحربية. قام الأميرال سوشون بإنجاز الإصلاحات وأعمال الصيانة في الأسطول العثماني بشكل سريع وتم تدريب الأطقم العسكرية العثمانية. و في السابع عشر من سبتمبر/أيلول تم الاحتفال بانطلاق الأسطول بحضور السلطان محمد الخامس. كان الأميرال سوشون يعتقد أن السفن العثمانية جاهزة لدخول الحرب. أستلمت الأطقم الألمانية العاملة على متن المدمرات في كلٍ من ميديللي وياووز أول الخطابات القادمة من بلادهم، و كانت هذه الأطقم الألمانية تريد الدخول في الحرب. و في 12 أكتوبر 1914 ميلاديًا رأى الأميرال سوشون أن الأطقم العثمانية قد أتمت تدريباتها، و خرج أسطولاً عثمانياً إلى البحر الأسود. و نظرًا لخروج الأسطول دون الحصول على إذن مُسبق من وزارة البحرية، فقد أُمِرَ بعودته مرة آخرى. أرسل الأميرال سوشون الكثير من السفن وأعادها مرة آخرى، و لكن باقي القطع البحرية الخاصة بمعركة ياووز وميديللي ظلت في أماكنها وأستمرت في تدريباتها البحرية. و في 22 أكتوبر 1914 ميلادياً أصدر وزير الحربية أنور باشا أوامر سرية للأميرال سوشون بالقضاء على الأسطول الروسي. و لم يكن هناك أي مؤشرات تدل علي إعلان الحرب. و لكن روسيا أُبلغت بنية وزير الحربية أنور باشا. كما جهز أنور باشا أوامر الهجوم البري والعمليات العسكرية، ولكن الأميرال سوشون رأي أن القيام بهجوم بغرض تهديد الدفاعات أفضل من القيامُ بهجومٍ شامل؛ و ذلك لتخوفه من الخسائر في السفن المدرعة الألمانية والهيمنة الروسية القوية في البحر الأسود. كان أسطول ياووز متفوقًا على جميع السفن الحربية الروسية في البحر الأسود من حيث السرعة والقوة النيرانية، بينما كان أسطول ميديللي يعاني من ضعف في القوة النيرانية. و في 28 أكتوبر 1914 ميلاديًا، هاجم أسطول عثماني كلًا من مينائي أوديسا وسيفاستوبول في البحر الأسود تنفيذًا للأوامر.

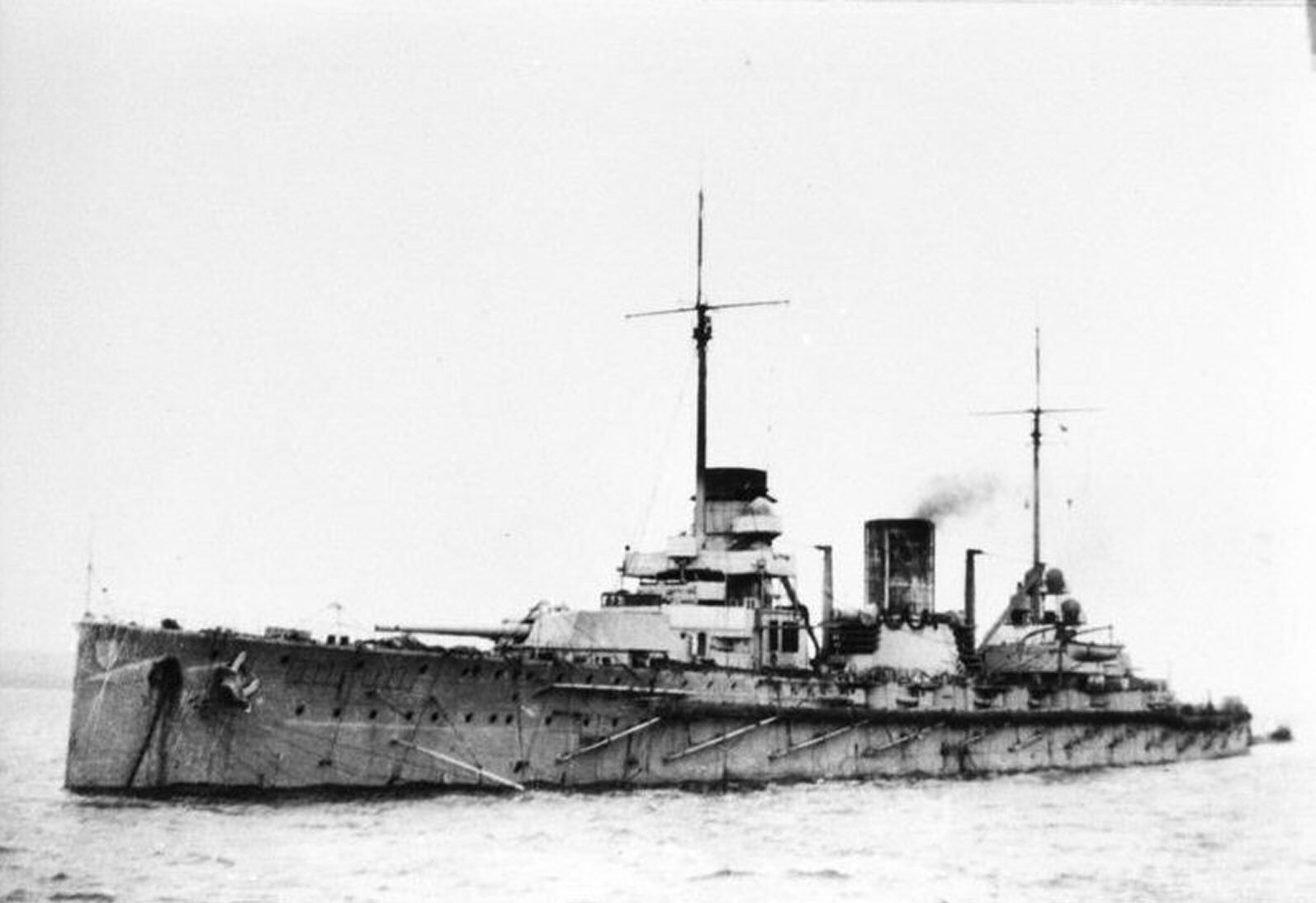
المدمرة ياووز

في السادس من أكتوبر من عام 1914 ميلاديًا، أُجبرت المدمرة ياووز و الزورق باركى سطوة على التوقف في المياة الأقليمية لأسطنبول بعد أن تعرضت لهجوم من قبل الأسطول الروسي المرابط في مدينة زونغولداق. بعد ذلك جُلِبَ التشكيل العثماني الثلاثي إلى طرابزون عن طريق البحر، و حمو القطع الحربية في تشكيل ميديللي المتواجدة في هذا المكان. و بعد أن نجحت هذه التشكيلات في الوصول إلى طرابزون، قام ميديللي بتفجير ميناء بوتي، و عاد إلى الديار على متن السفينة الحاميدية إلى أسطنبول.
في السابع عشر من نوفمبر من العام نفسه، هاجم الأسطول الروسي المتواجد في البحر الأسود المكون من خمس بارجات، و طرّادين، و 12 زورق توربيدي، ميناء طرابزون. و في اليوم نفسه أبحرت المدمرتان ياووز و مديللي إلى البحر الأسود للإستيلاء على الأسطول الروسي. و في اليوم التالي تم اللحاق بالأسطول الروسي في المياه الإقليمية لمدينة بلاقلافيا، و بدأت المعركة في جو مقلق ملبد بالغيوم. هاجمت المدمرات الخمس الروسية زوارق ياووز مما دفعها للانسحاب نتيجة لما تعرضت له من خسائر.
و على الجانب الآخر، تعرضت سفينة القيادة الروسية أفسنتافيه لخسائر فادحة، فقد قُتل ما يقرب من 33 عسكري، و فُقِدَ حوالي 35 آخرون. كما تم تفجير ميناء باطومي بأمر من الأميرال سوشون. في الخامس عشر من ديسمبر تم أسناد مهام حماية سفن الشحن والتجارة الأربعة التي أُرسلت إلى ريزا لنقل التجهيزات والدعم اللازم إلى ميديللي. و كانت المدمرة ياووز تراقب تحركات كلًا من السفينة الحربية «بركى سطوة» و السفينة «بيكي شوكت» عن بعد، وكان أنور باشا على متن زوارق ياووز الحربية. و تم تفجير ميناء باطومي في 10 ديسمبر بعد أن وصلت القطع الحربية إلى ريزا. يعد هذا العمل التخريبي بمثابة استعراضًا للقوة العسكرية. تضررت المدمرة ياووز بعد أن أصطدمت بلغمين أمام مضيق أسطنبول في 26 ديسمبر؛ مما أدى ذلك إلى تسرب كمية كبيرة من المياه إلى السفينة تقدر بمئتي طن، و زاد عمق غاطس السفينة واحد مترًا، وعلى الرغم من هذا فإن السفينة أستطاعت أن تستمر في الإبحار. لم تكن التجهيزات والأطقم اللازمة لإصلاح هذه السفينة موجودة في الدولة العثمانية، مما دفعهم لإستقدام أطقم ألمانية مدربة ذات خبرة قامت بعمل الإصلاحات الازمة، و انتهت أعمال الصيانة في الأول مايو. وفي هذه الفترة عانت المواصلات العثمانية في البحر الأسود إلى حالة من الاضطرابات الأمنية وعدم الأستقرار. و انتشرت الإشاعات والأقاويل حول ما تعرضت له المدمرة ياووز من أضرار. و لإثبات عدم صحة هذه الأقاويل، أبحرت المدمرة ياووز في البحر الأسود مرة أخرى في الثالث عشر من يناير عام 1915 ملاديًا، و عملت على حماية سفن الشحن العثمانية هناك. و عادت مرة أخرى في السادس عشر من يناير عام 1915 ميلاديًا، دون أن تدخل في صدام مع سفن الأسطول الروسي.
و على الجانب الآخر، تعرضت الجيوش العثمانية لهزيمة في جبهة القوقاز (معركة ساريقاميش). أرادت القيادة أن تقدم الدعم عن طريق البحر ، و لكنه كان في غاية الخطورة في ظل استمرار أعمال الصيانة في المدمرة ياووز، فيما أوضح الأميرال سوشون الوضع، و جعلهم يستغنون عن فكرة الدعم البحري وفي 27 يناير 1915 ميلاديًا، تعقبت سفينتان روسيتان السفينة الحاميدية. أبحرت ياووز مرة أخرى دون أن تنتهي أعمال الصيانة وأنقذت الحاميدية. و في السابع من فبراير/شباط 1915 ميلاديًا، أبحرت المدمرة ياووز إلى البحر الأسود. علمت الإستخبارات العثمانية بتواجد ما يقرب من 20 سفينة شحن في ميناء أوديسا، أرسلت القيادة العسكرية كلاً من سفينتي الحرب الحاميدية، و المجيدية، و أربع قطع بحرية أخرى للقضاء على هذه السفن. بينما ياووز و ميديللي كانتا تجهزان للهجوم على سيفاستوبول. في الأول من أبريل عام 1915 ميلاديًا، خرج الأسطول. و في الساعة السادسة وأربعين دقيقة صباح يوم 3 أبريل أصطدمت السفينة المجيدية بلغم، علها تتوقف في عرض البحر. و نتيجة لأستيلاء الروس على السفينة، تم تخريبها وأُبطل الهجوم. مما دفع الأسطول إلى العودة مرة أخرى إلى أسطنبول بعدما فقد حوال 26 شخص من طاقمه. و في اليوم نفسه أُغِرقت سفينتا الشحن الروسيتان فوستوتشنيا وسويستا في طريقهما للعودة. و عقب ذلك، في الساعة الحادية عشر وعشر دقائق، واجهت ميديللي و ياووز أسطولاً روسياً مكون من مدمرة وثمانية زوارق بحرية. دارت معركة قصيرة، لم يتضرر خلالها الأسطول العثماني، بينما حصلت إحدى القطع البحرية الروسية على نصيبها من المعركة بثلاث أصابات. و عقب ذلك، انتهت المعركة بوقف إطلاق النار بين الطرفين. و في الرابع من أبريل عادت جميع القطع الحربية العثمانية إلى أسطنبول. و في الثاني من مايو، لُحِظَ تواجد الأسطول الروسي قبالة سواحل أسطنبول. في السادس من مايو أبحرت ياووز و ميديللي و الحاميدية، و لكنهم لم يجدوا الأسطول الروسي وعادت أدراجها مرة أخرى في الثامن من مايو.
في التاسع من مايو، هاجم الأسطول الروسي مدينة أريجالي في البحر الأسود، و أغلق مداخلها. تأهبت ياووز و جاءت إلى المنطقة، و أستطاعت أبعاد الأسطول الروسي. علم الطاقم الموجود على ظهر السفينة ياووز بإبحار تشكيلًا روسيًا يضم سفن حربية، و مدمرات، و كاسحات ألغام.
نتيجة للمعركة التي دارت في 10 مايو تعرضت ياووز إلى خسائر فادحة بتوربيد ومدفية عيار 150 ملم، و أصيبت في الجزء الأمامي بضربتين خفيفتين. بينما نالت المدمرة أفستافي نصيبها وتضررت نتيجة أستهادفها بثلاث ضربات. و عقب المعركة عادت ياووز إلى أسطنبول في الساعة 13:25.
في 18 يولو/تموز 1915 ميلاديًا، أصطدمت ياووز بلغم بحري. و من أجل تأمين خطوط المواصلات في البحر الأسود، في البداية تم تكليف مهمة التأمين هذه المدمرة الحاميدية، و لكن نظراً لضعفها أمام الأسطول الروسي فقد تم إسناد هذه المهمة للمدمرة ياووز. حيث خرجت المدمرة ياووز في هذه المهمة ثمان مرات حتى نهاية عام 1915 ميلاديًا، و لكن الأسطول الروسي كان يمنع عنها شحنات الفحم الخاصة بها. و نتيجة لهذا فقدت الدولة العثمانية عدد كبير من سفنها المحلة بالفحم[ ؟ ]. في 6 سبتمبر/ أيلول 1915 ميلادياً، انضمت مملكة بلغاريا لدول المحور/المركز. و في 13 أكتوبر أبحرت المدمرة ياووز قبالة سواحل مدينة فارنا وكونستانتسا لإعاقة حركة الأسطول الروسي. في عام 1916 ميلاديًا، أنضمت البارجة أمطراترتستاماريا للأسطول الروسي. و لصد أي هجوم على مضيق أسطنبول تم تقوية الدفاعات اللازمة في هذا المضيق. بدأ الأسطول الروسي في 28 أغسطس نشر ألغاماً في البحر الأسود، و ذلك لإعاقة سفن الشحن العثمانية؛ و وصل عدد الألغام حتى 30 سبتمبر/أيلول 1656 لغمًا. بينما نجح الأسطول العثماني في أبطال مفعول ما يقرب من ربع هذه الألغام البحرية. في 7 يناير أغرق الأسطول الروسي سفينة مسماه «كارمن» كانت تحمل الفحم في طريقها للدولة العثمانية. خرجت المدمرة ياووز في 8 يناير في الساعة 08:23، و واجهت زورقين حربيين، و البارجة الروسية أمطراتستاماريا. بدأت المعركة في الساعة 09:40؛ أنسحبت ياووز و ظلت في الميناء لمدة ثلاثة أشهر حتى أبحرت مرة أخى في 3 يوليو/تموز، و هاجمت مدفعيتها مدينة توابسي؛ أستطاعت أن تُلحق الضرر بالميناء، و منصات البترول، كما أستطاعت إغراق سفينتين شحن تجاريتين والكثير من السفن الصغيرة. في عام 1917 ميلاديًا، أندلعت الثورة الروسية، و تم توقيع اتفاقية وقف إطلاق النار في 17 ديسمبر 1917 ميلاديًا. و بهذا انتهت علاقة الأسطول الروسي بالحرب في البحر الأسود، و بدأت عمليات التطهير من الألغام.

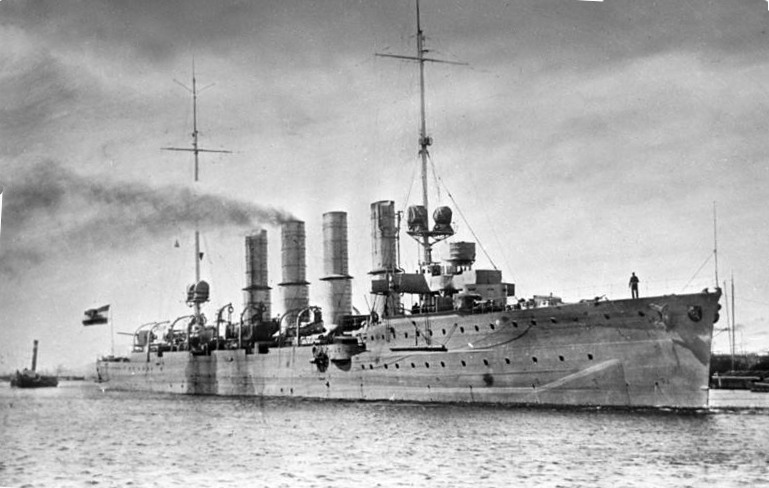
المدمرة ميديللي

في 9/10 أغسطس من عام 1917 ميلاديًا، أنطلقت الطائرات الأنجليزية من جزيرة إمروز، و هاجمت المدمرة يافوز قبالة سواحل مدينة إستنيا. لم تتضرر المدمرة ياووز، و لكن السفينة يادكارمللت غرقت نتيجة لهذا الهجوم. بعد ذلك وضعت المدافع المضادة للطائرات في المدينة، و تم تطوير وسائل الاستعداد للحرب. و وفقاً للأخبار القادمة من تشاناك كالى، فإن أسطنبول في حالة من الاستعداد والتأهب الدائم لمواجهة أي هجوم جوي في أي لحظة. تم تعيين الأميرال سوشون في قيادة التشكيل الرابع للأسطول البحري الألماني. و في الرابع من سبتمبر/أيلول نُقِلَت المهام إلى ريبور فون باتشفستس. في 15 أكتوبر زار الأمبراطور الألماني فيلهلم الثاني الدولة العثمانية قادمًا على متن المدمرة ياووز.
انتهى الصراع في البحر الأسود بحلول عام 1918 ميلاديًا، و بدأت كل من ياووز وميديللي الانتظار في الميناء. و على الجانب الآخر، كانت قوات التحالف التي خسرت في حرب تشاناكالى تستخدم جزيرة إمروز كقاعدة عسكرية لها. كما خطط ريبور فون باتشفستس لضرب التحالف عن طريق الهجوم على الجزيرة. أوضح باتشفستس لجمال باشا وأنور باشا أن الخطة التي قام بها ألحقت خسائر فادحة لقوات الحلفاء، كما عملت على تخفيف الحصار، و ساعدت على إرسال المساعدات للجبهة الفلسطينية، بالإضافة إلى كونها محفزاً للإرادة الشعبية في الدولة العثمانية. تحدث جمال باشا عن الألغام البحرية موضحًا أنه يعرف أماكن كل منها، و لهذا فهي لا تمثل أي خطر بالنسبة للدولة العثمانية.
و على الجانب الآخر من خطة باتشفستس، فإن إحدى الغواصات الألمانية ستبحرو تنتظر قبالة سواحل ميناء موندروس، و في حالة الهجوم على إمروز فإن هذه الغواصات ستهاجم أي قطع حربية ستخرج للمساعدة. تم التصديق على على الخطة، و أعطى باتشفستس قرار بطلب الدعم الجوي من تشاناكالى. أشترك في المعركة كل من المدمرة ياووز، و المدمرة ميديللي، و معاونة ميللي، و نعمانيه حاميه، و صامسون، و بصرا. و في هذه الأثناء تم الاستيلاء على ميناء فون ساندرز، و تم الاستيلاء على إحدى خرائط الأنجليز، و أحضرت إللى القائد باتشفستس. كانت هذه الخرائط توضح أماكن الألغام الإنجليزية. أستغل القائد باتشفستس هذه الخرائط، و قام بتعديل خطة بناءً عليها؛ و لكنها كانت مجهزة للسفن الصغيرة ذات العمق القليل. و في 20 يناير 1920 ميلاديًا، أبحرت المدمرتان ياووز و ميديللي من المضيق. أخبرت المدمرة ياووز القائد باتشفستس ان الأضرار لا تُذكر بعد أن تعرضت لانفجار أول لغم بحري، و أستمرت في التحرك. و في الساعة السابعة صباحًا، أنفصلا المدمرتان عن بعضهما وهاجمت ياووز ميناء كيفالو، بينما هاجمت ميديللي ميناء كوزو. نجح الهجومان؛ حيث استطاع هجوم ياووز أن يبطل محطة اللاسلكي الموجودة في الميناء، كما تم تدمر الكثير من سفن الشحن الموجودة هناك، بينما أستطاعت ميديللي أن تغرق السفينتان HMS M28، و HMS، كما نجحت في إلحاق الضرر بالأبنية الموجودة في الميناء. و أكتفت السفينتان HMS Tigeers، و HMS Lizard متابعة الهجوم عن بعد. أخبر الأنجليز جميع السفن بالهجوم العثماني، و أستطاعت ميديللي أن تطلق نيران مدفعيتها بنجاح. علم باتشفستس بنجاح الهجومان، فأمر بتحركهما مرة أخرى إلى ميناء موندروس. شرعت السفينتان في تطبيق الأمر، و لكنهما دخلو في حقل ألغام. بدأت مقاتلتان وطائرتان بملاحقة ميديللي، لم يكن لدى ميديللي أي أنظمة دفاع جوي. نتيجة لذلك أمر باتشفستس المدمرة ميديللي بالتحرك إلى مقدمة ياووز. بينما كانت ميديللي تنفذ أوامر باتشفستس وأثناء مرورها إلى مقدمة ياووزأصطدمت بلغم بحري؛ و نتيجة لهذا الانفجار لم يتبق إلا موتورًا واحدًا قادرًا على العمل. بينما أستمرت المقاتلات والطائرات الأنجليزية في هجومها، بدأت الأطقم على متن السفن النظر في محيطهم، و لكنهم وجودوا أنفسهم في حقل ألغام.
أصطدمت المدمرة ياووز بلغلم في طريقها لمساعدة ميديللي. و بهذا الأنفجار الثاني أصبحت البوصلة الجيروسكوبية خارجة من الخدمة تمامًا. أصطدمت ميديللي مراراً وتكراراً بالألغام، مما أفقدها القدرة على العمل نتيجة للانفجارات العنيفة. أمر العقيد هون هيبل بترك السفينة، و غرقت بصورة مستقيمة على مؤخرة السفينة في الساعة 09:07. في هذه المناسبة أصبحت المقاتلات العثمانية القادمة لتقديم المساعدة من المضيق في موقف حرج، حيث أصيبت القطعة البحرية بارصا بعيارين في الجزء الخلفي منها. كما أنسحبت السفينة معاوية ميديللي تحت قصف كثيف من من المدفعية. أُنقِذَ الناجون من الأطقم العثمانية من قبل الأنجليز، بينما توفي الآخرون متجمدين بفعل درجة حرارة المياه التي كانت كانت 8 درجات. تخلى باتشفستس عن إنقاذ الأطقم نتيجة لطورة الموقف.
أصطدمت المدمرة ياووز المنسحبة للمرة الثالثة بلغم آخر. و على الرغم من كل هذا لم تغرق ياووز، و نجحت ضرب ساحل مدينة نارا. و لكن الطائرات الأنجليزية نجحت في تفجيرها من خلال الطلعات الجوية التي قامت بها في الفترة ما بين 20 إلى 26 يناير. في هذه الفترة أستطاعت الطائرات الأنجليزية أن تلقي 180 قنبلة، و لكنها لم تصب إلا أثنتان فقط منهم. تم إنقاذ ياووز بمساعدة توغوت رئيس، و في 27 يناير رست قبالة سواحل دولما بخشة. و نتيجة لمعركة إمروز البحرية خسر الأسطول العثماني المدمرة ياووز. كما أُصيبت السفينة بارصا بأضرار بالغة، بالإضافة إلى فقد عدد كبير من طاقمها، بينما أُسر 5 ضباط و 167 جندي ألماني. لم يكن في الدولة العثمانية أي أحواض صيانة لعمل الصيانة اللازمة للمدمرة ياووز.
و وفقًا لمعاهدة برست ليتوفسك التي وقعت في 3 مارس 1918 ميلادياً، تم مصادرة الأسطول الروسي المتواجد في البحر الأسود. كما تم رفع العلم الألماني على السفن الروسية. و في الثاني من يونيو/حزيران أُحضرت المدمرة يافوز بصحبة الحاميدية إلى مدينة سيفاستوبول، حيث أُجريت لها أعمال صيانة مؤقتة. و في 12 يوليو/تموز عادت مرة أخرى إلى أسطنبول.

#### العمليات العسكرية للغواصات والنقل من البحر

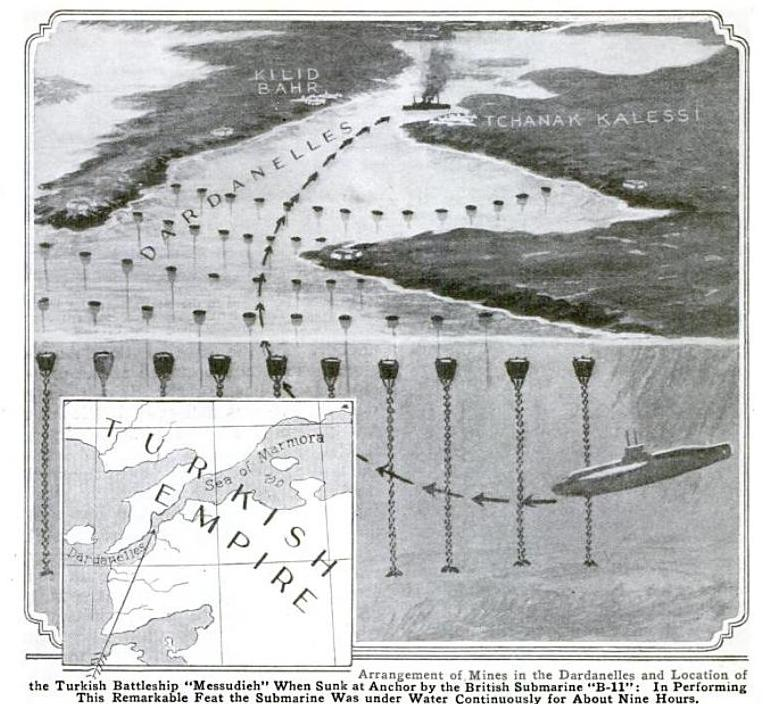

في الثالث عشر من ديسمبر عام 1914 غرقت المسعودية نتيجة لهجوم غواصةً . واعتبارا من هذا الحدث بدأ الأسطول العثماني بأخذ التدابير ضد هجمات الغواصات . وأنشأ دائرة شرطة غواصات في حصون دفاع المضيق .وهذه الحصون تبدأ بإطلاق كرات اللهب عند رؤية مئفاق الغواصة وتحاول الغواصات بالابتعاد. ونجحت غواصات القوات المتحالفة أن تجتاز الألغام التي تركها الأسطول العثماني . وكانت غواصة HMS B11 التي أغرقت المسعودية[ ؟ ] واحدة من الغواصات التي اجتازت حواجز الألغام . وعندئذ بدأ بترك خطوط الألغام على أعماق مختلفة وبشكل تدريجي . ومن أجل منع عبور الغواصات إلى المضيق قرر إنشاء شبكة على بعد 2000متر . الشبكة التي استطاعت بالبداية أن تصل إلي عمق من 35 حتى 40 متر بنهاية الأمر استطاعت أن تصل إلى عمق 70 متر. ولكن لم تكن شبكة مؤثرة . فعلى مدار معركة جاليبولي عبرت الغواصات للجيش المتحالف سبعة وعشرون مرة من الشبكة وخرجت مرة أخرى. وعندئذ أنشأ الشبكة الثانية في أكتوبر عام 1915 وكُلفت بعض الوحدات المدفعية الصغيرة والسفن المدفعية من أجل إنشاء الشبكات وعند مرور أي غواصة عبر الشبكة سيستطيع تحديدها من قبل الأجهزة المغمورة بالماء . وفي الثامن من ديسمبر عام 1915 قذفت الطائرات المتحالفة القنابل التي استطاعت أن تسبح من أجل تدمير الشبكة. ولكن لم تستطيع التأثير.. وأنشأ شبكات مشابهة أيضا بكوبرى جالاته من أجل حماية إسطنبول. ووُجد أن الأسطول العثماني الذي علق مواجهة أخرى ضد الغواصات قد أحضر الصنادل المزودة باللوحات المعدنية علي جوانب سفن النقل . وعلى هذا النحو جاءت النسافات التي ضُربت من الغواصات إلي الصنادل المحصنة ‘ولم تلحق خسائر بالسفن.
وفي بحر مرمرة أخذت التدابير من أجل حماية سفن النقل المواجهة للغواصات .وأمرت نظارة البحرية العثمانية بتسير أعمال النقل بواسطة سفن شركة الحريريةو الصندل التي تسحب بواسطة الزوارق السحابة وذلك من أجل استطاعة تركيب التوربيدات بالسفن ذو السحب القليل . ومن أجل حماية قوافل النقل، بدأت مهمة النسافات فئة دراتش ومدمرات فئة تاشوذ مابين منطقتى جاليبولي ومرتفة والمدمرات أيضا فئة اليدي جار أيضا مابين كلا من إسطنبول وجاليبولي وذلك في مضيق الدردنيل بهدف حماية قوافل النقل.وأثناء الحرب العالمية الأولى بسبب عدم اختراع أسلحة متطورة مضادة للغواصات ‘أطلقت المدافع النارية علي الغواصات التي تظهر مثل ما قام به الأسطول الآخر.واستخدمت جزر مرمرة كمحطات مراقبة قائمة بمهمة الشرطة المضادة للغواصات .فيقوم بإرسال خبر عنر رؤية أي مئفاق أو غواصات كاملة في الحال . وجائت إلى المنطقة أيضا السفن الحربية العثمانية ودخلت في صراع مع الغواصات .وقامت الطائرات الحربية العثمانية أيضا بمهمة مجموعات الغواصات المضادة .
لم تلحق الطائرات التي رصدت الغواصات المغمورة في المياة الضحلة خسائربالغواصات .واعطت شركة الحريرية وشركة الخليج ودائرة سيروسفعين كثير من السفن تحت تصرف الجيش من أجل أعمال النقل العسكري . وبتاريخ السابع والعشرون من إبريل عام 1915 أغرقت الغواصة الإنجليزية e14 التي نجحت في عبور مضيق الدردنيل، السفينة المدفعية نور البحر وتوفى ثلاث ضباط وثلاثون عسكرياً من طاقم السفينة . وتعقبت مدفعية زوهاف الغواصة وقامت مرة أخرى بهجمة قذيفية ولكن لم تسدد أي إيصابات. ونجحت e14 بالتخلص من هذه المراقبة وبالمثل في الثلاثين من إبريل أغرقت مدفعية سلطان حصار الغواصة الأسترالية AE2 . وفي العاشر من مايو صادفت سفن النقل التي تدعى باتنوس و جولجمال اللتان خطوا بحدود جزيرة إمرالي. وتولت حماية السفينة الحربية الوطنية  جيرت . وفي تمام الساعة الحادية عشر والنصف قذف طوربيد باتجاه باتنوس وأصيب الجزء العلوى من الطربيد لكن لم يتواجد خسائر فعلية . وأصيب أيضا الطربيد الذي تم قذفه على جولجمال، وألحقت الخسائر . ومن جديد وصلت السفينة إلى إسطنبول وقد نجت من الغرق . وفي تاريخ الثالث والعشرين من مايو عام 1915, نسفت بيلنجى درياE11 الغواصة الإنجليزية التي نجحت بمرور المضيق‘ بطربيد وغرقت . وفي اليوم التالي وعلي مشارف تكيرداغ نسفت السفينة البخارية هونكار اسكلسى المحملة بالذخائر . وفي يوم الخامس والعشرين من مايو وصلت E11 مضيق إسطنبول وأغرقت سفن النقل التي على ميناء جالتا . وعجلاً أطلقت سراح السفن وأوقف أمر النقل من البحر . وأثناء معركة جاليبولي دعمت كلا من الفرق العسكرية الثالثة والرابعة والثانية عشر عن طريق البحر . واقترح أنور باشا بإنشاء نقط ساحلية تفتيشية من أجل هذه المشكلة المتعلقة بموضوع الإمدادات، وبالفعل أنشأت. وفي الثلاثين من أكتوبر عبرت الغواصة الفرنسية ترجيوس المضيق لكن بقت على الشاطئ . وأصيبت المدفعية النارية مستجيب أون بشى , وأحضرت الغواصة إلى إسطنبول . وتبين موقع الغواصة E20 في الوثائق التي في الغواصة ووفقا لهذه المعلومات أغرقت E20 . وفي السادس من أغسطس أغرقت السفينة البحرية بيك شوكت التي كانت تحت قيادة الرائد جواد بيه بواسطة الغواصة E14. ومن بعد ذلك وفي يوم الثالث من ديسمبر عام 1915 أغرقت السفينة المدمرة يرهسار في مرمرة بواسطة E11. وقد توفى سبعةُ ضباط وثلاثة و ثلاثون جندياً من الألمان الذين عثر عليهم .....

#### أسهامات دميرحصاري ومعاونة المللية
في 7 مارس عام 1915 تحركت السفينة دميرحصاري في تمام الساعة 17:00. استطاعت أن تصل إلي سد البحر (مدينة بشنق قلعة) و تتخطي صفي الأسطول الأنجليزي والفرنسي مستفيدة من ظلام الليل. في أول الأمر توجهت الي أمروز وعلى الرغم من انها كانت مراقبة من أحدي السفن فانها انهت هذة المراقبة وغيرت مسارها.أخُذ القرار بالهجوم علي بوزكادا ولكن صُرف النظر عنة بعد ذلك. دميرحصاري التي غيرت موقعها في منطقة بحر إجة قابلت سفينة حربية في خليج أزمير. و عندما لم يصب الطوربيد الذي إلقتة دميرحصاري علي بعد 300 متر أنسحبت من المنطقة. و لأن الوقود والمؤن كانت قد أوشكت علي النفاذ تزودت دميرحصاري بالمؤن من جشمة . في تمام الساعة 22:45 يوم 11 مارس قابلت دميرحصاري، حاملة طائرات و طراد، أطلقت اٌخر طربيد لديها وأصاب دعامات السفينة مما سبب لها ضرراً كبيراً. في تمام الساعة 5:00 اُعيدت إلي أزمير. دميرحصاري ظلت منتظرة إلي يوم 22 مارس حتي قدوم الزيت والفحم من أسطنبول . و لأن الفحم كان رديء الجودة اضطرت أن تعود ولكن لامست مروحياتها قاع البحر مما أصابها بأذي . في 15 من أبريل عام 1915 انتهت الأصلاحات وعادت السفينة الي البحر .في اليوم التالي بجنوب سكيروس، رأت دميرحصاري سفينتان يقتربان منها، لاحظت أن إحداهما حربية والأخرى تجارية. فأصدرت دميرحصاري الأنذارات فب الحال كي تنبة السفينة التجارية بالأبتعاد ولكنها اضطرت أن تطلق ثلاثة طرابيد لأن السفينة الأنجليزية ظلت تقترب. كانت الطرابيد معطلة ولم تصب أحداً . و في نفس الأثناء لاحظت اقتراب بعض السفن الأخرى . فأنسحبت دميرحصاري وأبتعدت . كان الخوف في السفينة التجارية التي تدعي مانيتو أدي إلي غرق ما يقرب من 100 شخص. دميرحصاري التي أبتعدت عن المنطقة اضطرت أن تتقدم بسرعة 12 ميل نحو منطقة خيوس[ ؟ ] و بسبب قدوم المدمرة الأنجليزية مرة أخرى غيرت طريقها بعد أن كانت تريد أن تلجا إلي ميناء خيوس المحايد. لكن في ذلك الوقت أنهمرت القذائف الأنخليزية . دميرحصاري التي لم يبقي لها أمل هرَبت طاقمها إلي البر عن طريق قوارب النجاة وانتهي الهجوم الأنجليزي علي دميرحصاري. في تمام الساعة 00:30 في 13 من مايو أنطلقت مدمرة معاونة المللية للقصاص من غرق سفينة المحمودية. تقدمت معاونة المللية ببطء مستفبدة من ظلام الليل ووصلت إلي ساحل الرومالى. علي بعد 600 إلي 800 متر رأت معاونة المللية أسطول مدمرات الأتلاف ولكن قوات الأتلاف لم تلاحظها . و في تللك الأثناء لاحظت جولياتا معاونة المللية وأرسلت أشارات ضوئية وعرفت انها سفينة عثمانية . ألقت معاونة المللية في تمام الساعة 01:15 ثلاثة طرابيد علي بعد 300 متر وأصابت القذيفة الثالثة ونجحت في أغراق جوليتا 570.

#### معركة جاليبولي
أثناء لجو كلا من جابون SMSو بيرسلوSMS بالدولة العثمانية وذلك في عام 1914, ظهرت السفن الحربية الإنجليزية على مشارف مضيق الدردنيل اعتبارا من الثالث عشر والرابع عشر من أغسطس عام 1914 . و أعلنت خطورة الحرب في تلك المنطقة . وقد أمر بتجهيز قيادة كتيبة الألغام . ومع هذا أمر أيضا بتواجد وحدات مضادة أخرى لمواجهة الهجمات الإنجليزية المحتملة . وقرر الدفاع في المضيق بالقوات البرية مع الأسطول سويا مستخدمين التوربيدات والألغام . وقبل الحرب حضر الضابط الإنجليزى هالفيكس الذي يخدم بالجيش العثماني الخطة المتعلقة بشأن خطوط الألغام من أجل الحرب في المضيق .و أثناء تنفيذ خطة الضابط زرعت الألغام . و مع تركها بالبحر انتهت تجهيزات السفينة البخارية جيريسون و القاطرات انتباه و سيلانيك . وفي تاريخ الرابع من أغسطس عام1914 لترك مشارف جيلبولو بشكل ساحة خالية من أجل أن تتمكن السفن المدنية بالانتقال، تركت عدد 22 لغما على عمق أربعة ونصف مترا من على سطح البحر وربطت الألغام بالحبال الضخمة . وخطط بتصدع خطوط الألغام من أجل تفادى مرور الأسطول الإنجليزى المضيق أثناء لجو كلا من جابون وبيرسلو بالدولة العثمانية .وأحضر سبعة وأربعون لغما ولم تتوافر معلومة تتعلق بالخط الثالث في خطة هالفيكس . وأوضح القياديون العثمانيون هذا الخط لهم . ومع قاطرة انتباه قد ترك بالخط الملغم الثالث عدد أربعين لغما. وفي يوم السابع عشر والتاسع عشر من أغسطس ترك ثمانية ألغامً وفي الأول من أكتوبر أيضا تُرك تسع . وكانت الساحات الخالية مغلقة تماما .
وتعزز الخط الثالث أيضا في يوم الرابع والعشرين من أغسطس بثلاث ألغامٍ، ويوم السابع والعشرين من سبتمبر بأربعة . وأحضرت غيرسون من أسطنبول ستة وعشرون لغماً للتعزيز . وبهذا كان المجموع ثلاثين لغما احتياطيا . أثناء ذلك انفجر لغمين بسب اتصال الخطوط . وتركت السفن العثمانية العوامات أيضا بهدف التضليل .وفى الثالث من سبتمبر عام1914 وصل زارعة الألغام نصرت. وفي اليوم التالي أحضرت السفينة البخارية نيلفر اثنين وثلاثين لغما . و ارتفع المخزون الحربى إلي 80 وحدة لغم . وفي الرابع والعشرين من سبتمبر زرعت انتباه تسعة وعشرين لغما من أجل الخط الرابع الواقع جنوب الخط الثالث . وفي الأول من أكتوبر زرع أيضا تسعة وعشرين لغما للخط الخامس . ووقعت هذه الألغام على بعد 46 متر بين بعضها البعض وعلى عمق 2.5متر . وفي السادس من أكتوبر دخلت السفينة البخارية مارسين إلى خطوط الألغام بفعل تأثير الجريان والرياح . واصطدم الألغام بطرف القاع وغرقت السفينة . ونتيجة لهذا انفجر تسعة ألغام في خطوط الألغام . وتتبعها أيضا ثمانية ألغام مهشمين من خطوط الألغام . وفي التاسع من نوفمبر عام 1914 تركت انتباه ستة عشر لغما للخط السادس الواقع شمال الخط الثالث وفي أثناء ذلك انفجرت قنبلة وكانت المسافة المتروكة في الخط السادس بين الألغام 45متر وعلى عمق 4 متر . وفي السابع عشر من ديسمبر زرعت زارعة الألغام نصرت خمسين لغما من بينهم سبعة قد انفجروا .وفى نفس اليوم زرعت صامسون ثمانية وعشرون لغماً .وفى الثلاثين من ديسمبر قامت نصرت بوضع تسعة وثلاثين لغماً . وارتفع أعداد خطوط الألغام إلى تسعة . وفي يوم التاسع عشر من فبراير عام 1915 وقع الهجوم البحرى لقوات الإتلاف . وعقب الحرب في يوم السادس والعشرين من فبراير قد زرع ثلاثة وخمسين لغماً من قبل انتباه للخط العاشر . عمق هذا الخط 4 أمتار وكانت المسافة بين الألغام 40 مترا . وفي صباح يوم السابع من مارس ومن أجل زرع الألغام ترك 4 ألغام من أصل ستة ألغام منقولة بقناة موصولة بالبحر ولكن قدانفجر اللغمين المتبقيين وتضررت السفينة واضطرت للعودة . وفي الوقت ذاتة اكتشف الأسطول الإنجليزى الفرنسى المتحالف في مجال تطور نزع الألغام خطوط الألغام ‘عن طريق الطائرات . وفي الثامن من مارس زرعت سفينة نصرت تحت قيادة النقيب حافظ نظمى ستة وعشرين لغما على شكل منحنى وفقا للسواحل وذلك أثناء الليل . ولم يستطع الأسطول المتحالف رؤيته . واضطرت السفن الكاسحة للألغام التابعة للأسطول المتحالف للتراجع من المضيق الجديد أثر مواجهة نيران العثمانيين . وحتى هجوم الثامن عشر من مارس قد ترك بالمضيق عدد 403 لغماً ومن بينهم قسما إما أن انفجر أو تأثر يالكسر من الخطوط .
في تاريخ الثالث من نوفمبر عام 1914 , فجر ستة طرادات من الأسطول المتحالف تحصينات مضيق الدردنيل . وفي الخامس والعشرين من نوفمبر تجمع مجلس الحرب. وفي تاريخ الخامس والعشرين من يناير عام 1915صدق على خطة تشرشل . وتمحورت الخطة بإبادة التحصينات الأمامية والواقعة بالوسط والدخول إلي مرمره ‘في التاسع عشر من فبراير عام 1915بدأت حركة الأسطول المتحالف.وأثناء نزع السفن للألغام قصفت تحصينات الساحل مع السفن الحربية ولم يتوصل إلى أي نتيجة في أعمال نزع الألغام التي قامت مابين 19_25فبراير و17_26فبراير مارس .ونجحت المدافع العثمانية بتشتيت انتباه السفن وتمكنت من منع تبطيل مفعول الألغام . وبدأت سفنينتي لاكتساح الألغام بمساء ليلة التاسع والعاشر من مارس بتكرار العمليات ‘ ولكن علقت سفينةٌ بشبكة ضد الغواصات واضطرت للتراجع بسب نيران المدافع العثمانية . ومساء العاشر من مارس جاء تحت حماية سفينتيى حرب وطراد و أربعة مدمرات عدد ثمانى سفن لاكتساح الألغام . هذه الليلة محت ثلاث ألغام ولكن غرقت سفينة كاسحة للألغام . استشعر دوي الأنفجارت ووتكرر إطلاق النار من المدافع العثمانية . وفي الليلة التي تلتها جاءت سفن خبراء العساكر الفرنسيين لاكتساح الألغام تحت حماية طراد خفيف ومدمرة . ولكن أظهرت أضواء السواحل زورقاً، ومع بداية إطلاق نيران المدافع العثمانية اضطر الأسطول الفرنسى إلى التراجع. ومساء يوم الثاني عشر من مارس رجع الأسطول الفرنسى تحت قيادة الملازم الأول بلانك .هذه المرة أدرك لغماً ولكن بدأ بإطلاق النيران مرة أخرى من السواحل العثمانية ورجعوا من جديد . وجاء إلى المضيق عدد سبعة سفن لاكتساح الألغام تحت حماية السفن الحربية مساء يوم الثالث عشر من مارس ووبدأت أعمال نزع الألغام ولكن كان من المتوقع أن تواجة نيران المدافع بقوة أكثر ومن جديد تراجعت . قضى على سبع ألغام مساء يوم الخامس عشر من مايو، وأيضا فشلت الأعمال التي نفذت في اليوم التالى . ولم يتبقى إلا القليل على هجمات الثامن عشر من مارس ولم يرى الأسطول المتحالف الذي عمل على كشف أماكن خطوط الألغام واحدة واحدة مع الطائرات والسفن، خطوط سفينة نصرت الستة والعشرين . وبالنهاية ليلة السابع عشر من مارس انتهت أعمال نزع الألغام وأعدت التقارير بالمناطق المنزوعة واستطاع الضباط الإنجليز كشف الألغام الموجودة بالبحر بشكل واضح .ووثقت التقارير والأبحاث المعدة بالبوظ كاد. وكان هدف الجيش المتحالف وقف التحصينات الساحلية بدون خسائر أخرى ومن بعدها نزع الألغام الموجودة بالمضيق وليستطاع تكوين معبر يصل إتساعه إلى 800متر. وزرع الأسطول المتحالف عدد1.267لغما بالبحر بمقدمة مضيق الدردنيل. وهذا قد شكل عائق للجيش العثماني وفي ديسمبر عام 1916 زرع أيضا عدد مائة وخمسون لغما بخليج إزمير. ومن أجل حماية المضيق وجد الكثير من المدافع بالسواحل وأصبح مجموع أعداد المدافع 230 مدفعاً ولكن المستخدم منه بصورة فعالة في معركة الثامن عشر من مارس 82مدفعا  وفي يوم الثامن عشر من مارس كان الجو خاليا من الضباب . وفي تمام الساعة العاشرة والنصف صباحاً دخل إلى المضيق الفرق العسكرية الإنجليزية تحت إرشاد الأجاممنون HMSواصطف بالخطوط الأولى كلا من السفن الحربية كوين اليزبيثHMS‘الأجاممنون‘لوردنيلسون انفليكسبل من الشرق إلى الغرب. وأظهر أهداف التحصينات إلى هذه السفن الحربية بالساحل. وفى تمام الحادية عشر بدأت المدافع العثمانية بإطلاق النيران وتماشى الأسطول المتحالف مع الأوامر وبتمام الساعة الحاية عشر والنصف بدأ بالرد على الهجمات .وبدأ الجيش المتحالف بتسجيل الإصابات في خطوط المدمرات الأولى ولم يرى أي رد فعل مؤثر من الحصون العثمانية .وأمر قائد الأسطول جون دي ريديك بتمرير السفن العسكرية الفرنسية بالخطوط العشرة الأولى وأثناء تحركها تكاثف هجوم المدافع من الحصون العثمانية وتحول إلى انفجار مدوى، وبدأت أيضا كشافات القوات العثمانية السرية بإطلاق النار . وفي تمام الساعة الواحدة وعشر دقائق ظهراً ألحق بأجاممنون إثنى عشر إصابة ومن أجل إلحاق تسديدات أكثر بأجاممنون أطلقت النيران ملتفة حولها 360درجة .وتأكد دي ريديك من أن نيران المدافع لعثمانية غير فعالة وفي الثانية إلا ربع ظهرا أمر بإزالة الألغام الموجودة بالمضيق ولكن بدأ بتسديد خسائر بمدافع الحصون العثمانية وفي غضون مدة زمنية قصيرة غرق ثلاث سفن كاسحة للألغام ومدمرة . وأرجأ أمر إزالة الألغام .وانحرق طراد السفينة انفليكس واضطرت المدمرة للتراجع . وفي تمام الساعة الثانية اصطدمت السفينة الحربية الفرنسية بيوفيت مع واحدة من الألغام التي وضعهانصرت وغرقت في غضون ثلاث دقائق وبها 602بحاراً فرنسياً غارقة في دخانها . وأثناء تجاوز الساعة الثالثة بعد الظهر بدأت حرائق انفجارات السفينة فينجانيه في الحصون الرومانية.واجتمعت نيران مدافع الحصون الرومانية والأناضول على سفينة ارسيستبلى , فتجزأت مدخنتها وأصيبت من تحت سطح الماء وبعدهاصطدمت بلغما وبدأ انهيار أجزائها. وجائت وير موهاربى من أجل إنقاذ السفينة ولكن اضطرت للعودة بدون جدوى . وفي تمام الساعة الرابعة إلا عشر دقائق بعد الظهر ومع حلول الظلام تركت ارسيستبلى بهدف الاسترداد . وأمر الأميرال دى روبجك باسترجاع الأسطول .وقذفت أوجان التي تراجعت تحت قصف النيران المتكاثف من قبل سيدأون باشى (على تشابوك). وفي تمام الساعة الخامسة ووخمس دقائق اختل توازنها مصطدمةً بلغما قريبا من ارسيستيبلى. وطلبت المساعدة من السفن الأخرى وأُخلت السفينة من طاقمها. وبعد المعركة لم يستطاع إنقاذ كلا من السفينتى أوجان وايرسيستبلى .وفى تمام الساعة السابعة والنصف مساء غرقت ايرسيستبلى وبعدها في العاشرة والنصف غرقت أوجان أيضا. وفي معركة الثامن عشر من مارس غرقت ثلاث سفن حربية من الأسطول المتحالف. وألحقت خسائر فادحة بالرابعة أيضا . ولم يستطع العثور على مصادر حول تأثير الأسطول العثماني في هذه المعركة.
استوطنت المدافع التي أزيلت من بعض السفن أثناء معركة جاليبولي بالأماكن المحصنة العثمانية لتدعم حماية المضيق., وقد قصفت باربروس هيرددن التي وصلت بهدف تدعيم المضيق في يوم الرابع من مارس عام 1915 , المدرعة البحرية كوين الزبيثب أيام الخامس والسادس من مارس  وقد قصفت بعدد واحد وعشرين رصاصة فئة 280مم.واضطرت المدرعة كوين بالتراجع.وكانت أيضا من مهام السفينة البحرية تورجت ريس بالمنطقة . وقد حمت السفينة اسكودار وجاهون, السفن الحربية المواجهة إلى أي نوع من هجوم أي توربيد.وعادت باربروس إلى إسطنبول لتستمر بالمهمة التورجت ريس بمفردها. وفي الثاني عشر من أبريل قصفت المدافع السفينة لورد التي قصفت السواحل و ماجيستكHMS. وقامت تورجت ريس التي فتحت نيرانها على مشارف سواحل ايجابت يوم الرابع والعشرين من أبريل، بقصف قوات الأنزاك أثناء خروجهم التالى. وتراجعت تورجت ريس بهدف الرد على السفينة البحرية ترايمفHMSوقصفت أربعة سفن نقل في هذه التفجيرات واصيبت ترايمفHMS بالرصاص أيضا. وفي السادس والعشرون من أبريل جاءت أيضاالبربروس وبدأ السفينتان معا بقصف السفينة اربيرنو، واكسبواالقوات المسلحة العثمانية الوقت. وفي السابع والعشرين من أبريل بدأت كوين الزيبث بالقصف وغرقت السفينة البخارية اسكودار بواسطة رصاصة اصابتها .وأصيبت الباربروس التي فجرت خليج ساروس‘ بحادثاً.ممأدى إلى تفكك سباطة بالبرج الأوسط وإصابة خمسة عشر شخصاً. وفي نفس اليوم هاجمت الغواصة الأسترالية همسAE2 ولهذا السبب تراجعت الريس وواصلت المهمة الباربروس التي قصفت 63 رصاصة مابين يومى الأول والثالث من مارس، وقصفت السفينة سويفت سورHMS.وفى السادس من مارس عادت الباربروس إلي إسطنبول وكلفت تورجت ريس بإستكمال المهمة . وتواجدت في مضيق الدردنيل بهدف استمرار إطلاق النيران المتكرر للبربروس مرة أخرى وذلك مابين يومى الخامس العشر والثامن عشر من مارس . وواصلت ريس عمليات القصف مابين يومى العشرون والرابع و العشرون من مارس وعادت المهمة إلى الباربروس .ومن بعد ذلك في الخامس من يوليو عام 1915 تفككت سباطة بالبرج الرئيسى لسفينة الريس مما أدى إلى موت أربعة جنود وإصابة واحد وثلاثون أخرون. في الخامس من أغسطس عام 1915 أغرقت السفينة الإنجليزية HMS SE11,الباربروس .وبعدها لم يتواجدوثائق تتعلق بنشاط دعم التورجت ريس بالمضيق[ ؟ ].

### معاهدة موندروس لوقف إطلاق النار والأسطول العثماني

#### البحر الأسود
أمُضت أتفاقية وقف إطلاق النار في 30 أكتوبر 1918. أنهت الدولة العثمانية وحلفائها الحرب وهم مهزومين. وفقاً للأتفاقية فُتحت المضايق من أجل السفن الإنجليزية ، الفرنسية ، اليونانية ، الأمريكية والإيطالية. السواحل التي تطل علي المضايق وقعت تحت سلطة الحلفاء وهُربت الدافع التي كانت موجودة هناك. وفقاً للمادة السادسة للمعاهدة أصبحت جميع السفن العثمانية تحت سيطرة الحلفاء وسُحبت المعدات من السفن الحربية وسُرح طاقمها. وعلى الرغم من ذلك هَربت بعض السفن وعملت كناقلات في حرب الأستقلال التركية. لكي تمنع دول الحلفاء سفن النقل، قامت بحصار كامل. و لكن تم الأستفادة من الصراعات التي بين دول الحلفاء واكملت سفن النقل عملها ولكن بصعوبة. لكن في مدن مثل زنجول، اماسرا، اريفيل، صامسون وسينوب أنُشئت محطات للمراقبة. في عام 1920 اسُس البرلمان التركي وفي 24 أغسطس مُضيت أتفاقية مساعدات عسكرية مع روسيا. للحصول علي المساعدات من روسيا أسُست وزارة الدفاع المتعلقة بأدارة الشئون البحرية. لدي هذة الأدارة عدد قليل من السفن وموظفي الطاقم. لكن البحر الأسود كان تحت سيطرة قوية من قِبل قوات الحلفاء وكانوا يغرقون السفن دون أرسال إى أنذار ويطلقون القذائف على السواحل. أنُشئت رئاسة البحرية في أنطاليا من أجل أعمال النقل في البحر الأسود ، صامسون والبحر الأبيض المتوسط. الزوارق الحربية ايندريس وبرفينو اللتان وقعتا تحت قبضة قوة الحفاء في الخليج الذهبي انضمتا إلى الأسطول البرلمان التركي تطوعاً منهما . و في نوفمبر أُسُتيل على ناقلة بضائع بوزن 1300 طن وبها أزدادت قوة النقل وأطلق عليها أسم شاهين. عمل الأسطول علي احضار الاسلحة من الأتحاد السوفيتى. احضرت سحابة جازال من ترابزون إلى توابسي في 20 أكيوبر 1920 564 مازور المانى، 494 صندوق ذخيرة، 586 حِرَب بنادق. في الرابع من نوفمبر وصلت سفينة رسومات إلى ترابزون وأحضرت 632 مازور ، 1180 صندوق ذخيرة ، 615 حِرَب بنادق. في أول ديسمبر أحضرت سفينة رسومات من توابسي 438 بندقية، 412 صندوق ذخيرة و 376 حربة بندقية. الأسلحة التي كانت تُرسل إلى ترابزون كانت تُنقل إلى اين بولو و من هناك كان يحصل عليها اسطول البرلمان التركي. في عام 1921 تقرر أن تتم عمليات النقل إلى اين بولو مباشرةً. لكن دمر الإنجليز ومعاونيهم في ترابزون كل أعمال النقل هناك. في هذة الأثناء سيطر ملك الروس علي سفينة حربية ويقال أنها أستُردت في عام 1921 سفينة بتروس اليونانية ذات 180 طن كانت تتقدم نحو أسطنبول وقفت في ترابزون بسبب عطل فني وفي 13 مارس 1921 تم الإستيلاء عليها وأصبح أسمها باتوم. و لكون سفينة باتوم تابعة لأدارة الأمور البحرية أنضمت إلى أعمال النقل.
كانت أدارة النقل في ترابزون تحت قيادة المقدم نظيم و عين مكانة المقدم فخرى أجزي. وفقاً لتقارير محطات المراقبة أن معلومات التنسيق التي توفرها الرئاسة كانت تدير عمليات النقل في البحر الأسود دون تحقيق أي ضرر حقيقى. سحابة المدار، يناير 1921 نجحت في الهروب من أسطنبول وأنضمت إلى أسطول النقل. و بسبب هذة السفينة عقدت فرنسا معاهدة مع البرلمان التركي و بهذا الشكل أصبح البرلمان التركي معروف لدي فرنسا. في 29 أكيوبر أنضمت المدار إلى جرد رئاسة النقل البحري بترابزون و بذلك أصبحت أدارة الأمور البحرية أكثر قوة، على الرغم أن دول الحلفاء كانت تحاصر موانى البحر الأسود و دوريات الكشف التي كانت تقوم بها ألا أن التجهيزات العسكرية التي كان يمدها الأتحاد السوفيتي كانت مستمرة. كانت تُعطي الأوامر لمنع قوات الحلفاء من حصولها علي الذخيرة، أن تُلقى في الماء.عندما انتهت معركة إينونو الأولى بهزيمة محتمة لليونان زودت دول الحلفاء دعمها لمملكة اليونان حتى لا ينهدم الدعم اللوجيستيكي لها في البحر الأسود. أصتدمت أحدي السفن الإنجليزية برصيف الميناء و هي تقترب منه لكي تغرق سحابة جازال. منذ ذلك الحين خففت السفن الإنجليزية حصارها بمنطقة البحر الأسود و فضلت عدم أقترابها من الساحل. في 26 من مارس 1921 بدأت اليونان حصاراً شاملاً و أعُلن أن كل السفن التي تحمل معدات عسكرية في البحر الأسود سوف تتعرض لعمليات قرصنة. أنضمتا السفينتين الحربيتين أفروف و اللى مع ستة مدمرات و سفينتين أخرتين للمساعدة في الحصار. أستمر الحصار اليونانى إلى انتهاء حرب التحرير. على الرغم من ذلك واصلت أعمال البحرية عملها بنجاح و في ظل أعمال النقل البحرية نقُلت الفرقة العسكرية الثالثة إلى البحر الأسود. كانت السفن تفضل الطقس ذات الضباب و العواصف حتي لا تنكشف من قبل السفن اليوناية. في 9 يونيو 1921 قصفت بعض السفن اليونانية إينونو. و حدث هذا أيضاً في سينوب و ترابزون و تكرر أيضاً في 22 يوليو بسينوب و في 30 يونيو بإينبولو. و لم يقم الأسطول اليوناني بهجوم مؤثر بعد ذلك. كانت السفن الخاصة بمؤسسة الطرق البحرية (دائرة سير السفن) و المؤسسة التجارية الخاصة باعمال النقل بالبحر الأسود تصُنع من الزوارق الصغيرة. و عند تأسيس (تكليف الأوامر المللية)، في 8 أغسطس 1921 عملت الزوارق المدنية بالاوامر التي أعُطت لها لدعم الجيش بنقل المنتجات. قبا معركة صقاريا أحُضر 32 مدفع و أستخدم في الحرب. كتب البرلمان التركي وثائق كي يشكر فيها هؤلاء البحارة. عام 1922 بسبب الغارة الكبري بدأت التحضيرات و أشتُرت من روسيا سفن مدفعية و تقرر أن تستخدم في مرمرة، إيجة والبحر الأبيض المتوسط.
في أول عام 1922 أحُضر 11 طن بارود، 51.2 طن ذخيرة، 11 طن عتاد حربي، 80.5 طن قنابل، 200 لغم، 6 من المدافع و 166 طن من الأدوات المدفعية؛ قامت بأعمال النقل هذة سفن شاهين ، مبروكة ، ايدنرسيا، المدار و جازال. و بداً من مارس 1922 أحُضرت تجهيزات إلى صامسون ؛ 363.5 طن و إلى ترابزون 11.5 طن. في شهر أبريل أحضرت شاهين من نوفوروسياسيك ، مدفع خاص بالسفن و 150 لغم. نقلت من باتوم 944.6 طن من مجُمل التجهيزات العسكرية التي أحُضرت ذات 1001.7 طن إلى الحرب التركية اليونانية (1919-1922). الألغام التي جائت من روسيا خزنت لكي تزرع في أزمير و خليج أزميت. سفينة جديدة أسمها ايلديز خصصت لزرع الألغام. تم الإستيلاء علي بيلا روسيا ذات 100 و أعُطي لها أسمي أماسرا و أريغل. بدأت أماسرا في العمل علي زرع الألغام ، أما أريغل؛ توقفت عن العمل في يونيو. علاوة على ذلك في 26 أبريل 1922 أسُتيل على سفينة شراعية يونانية و حملت أسم شيلا. في اليوم ذاتة سفينة شحن تدعي أينسونس ذات 950 كن تم الإستيالاء عليها و أنضمت إلى الأأسطول العثماني بأسم ترابزون . في السابع من يونيو قصف الأسطول اليوناني صامسون و أصاب المسطوطنات الأمريكية ، الروسية و الهولندية. في ظل المحيط الدولي ظهرت التظاهرات في اليونان و بدأت روسيا في القبض علي السفن اليونانية في البحر الأسود. في هذة الأثناء نقلت 29 طائرة التي جائت من ألمانيا إلى نوفوروسياسيك و22 ظائرة التي نقلتها شاهين في 21 يوليو إلى ترابزون. و السبع ظائرات المتبقية نقلت في 13 سبتمبر . بعد الغارة الكبرى؛ أكتوبر 1922 اورانيا ذات 2200 طن أسُتيل عليها من قبِل سحابة جازال و أنضمت إلى الأسطول باسم صامسون. أستمرت تجهيزات الأسطول للحرب إلى عام 1923. في 24 يوليو 1923 أنتهت التجهيزات للحرب بأمضاء معاهدة لوزان. و هذة تفاصيل أعمال النقل في مارس 1922.
| المدار 3مارس                        | مبروكة 22 مارس             | أيندريس                      | وسائل مدنية       |
| ----------------------------------- | -------------------------- | ---------------------------- | ----------------- |
| 40 طن قنبلة يدوية                   | _                          | _                            | _                 |
| 45 طن صُرة بارود ياباني              | _                          | _                            | _                 |
| 6.6 طن بارود                        | 50.6 طن خرطوش (7265 صندوق) | 726 بندقية                   | 3.27 قذيفة مدفعية |
| 2 من أدوات تلغراف لاسلكي            | _                          | 161.04 طن خرطوش (4026 صندوق) | _                 |
| 4 من أدوات النقل للتلغراف الللاسلكس | _                          | _                            | _                 |
| 307 سرج                             | _                          | _                            | _                 |

#### مرمرة
لقد عمل كلا من طاقم السفينة معاونة البحرية مع كثير من الضباط و العساكر و المتطوعين المدنين من أجل تأمين التحصينات العسكرية إلى TBMMفى بحر مرمرة .وبتاريخ السابع عشر من أغسطس عام 1919سرق 100حربة بندقية مع تاكا (نوع من أنواع القوارب)وأربعة عشر صندوق ذخيرة. ووضعت خطة من قبل طاقم المعاونة البحرية من أجل سرقة التجهيزات المضبوبة في الخليج وأثناء تنفيذ الخطة و بمساعدة الملازم الأول نظمى بيه قائد المستودعات، حملت الذخائر و العساكر بقاربين .وفى يوم السابع عشر من أكتوبر عام 1920وصلت إلى قره مرسل رغما عن سفن الجيش المتحالف .ومن أجل اجتياز سفن الجيش المتحالف، أعدت تقارير المؤن المزيفة وبظهور هذه الوثائق اجتازت السفن نقط تحكم الجيش المتحالف بسهولة  ومع هذاستخدمت أيضا السفن الأجنبية وعبرت نقاط التحكم للجيش المتحالف. وأفرغت الذخائر وعمل أهالي المنطقة بأعمال قوات TBMM.وفى تاريخ الرابع من يونيو عام 1921 أحضر 15عشر لغماً وتناول ضابطاً قد أتى من مدرية عمر البحرية مسألة قره مرسل وأوضح أنه ليس من الممكن زرع الألغام بدون سفينتها. والتراجع عن خطة تجنب سفن الجيش المتحالف بزراعة الألغام بقره مرسل . و حددت المواقع المناسبة من أجل إنشاء مواقع التوربيدات بالمنطقة ولكن وقعت التوربيدات القادمة من الطرق المهربة تحت أيدى الإنجليز وكشف الستار عن هذه الخطة . وفي شهر يونيو عام 1921حمل إلى قارب مسمى ب سلامه والذي تحت سيطرة يارميجارى محرم عدد160بندقية و500حربة وعدد600صندوق من رصاص ماوزر.واجتازت نقطة تحكم الجيش المتحالف مع وثائق نقل المؤن المزيفة واستخدمت كافة التجهيزات في معركة صقاريا. وبتاريخ الثامن والعشرون من يونيو عام 1921حررت أزميت من الاحتلال اليونانى ‘وفى السادس من يوليو أسست الاستشارية البحرية القيادية كوكالي ‘وعين الرائد جلال بيه برئاستها . وفي العشرون من يوليو عين الرائد خلوصى بيه بمهمة رئاسة ميناء قره مرسل . وقد كانت من أكثر الموانى نشاطا والمستخدمة كثيرا أثناء الحرب . وقد قبض اليونانيون على قاربا وسيطروا عليه وأحرقت بعض أسلحة السفن البحرية عن طريق السفن اليونانية .ولكن استمرت التجهيزات وأحضرإلى الذخائر الشرقية بقره مرسل ما يقرب من مائة ألف وحدة نارية . ومن أجل الردعلي هجمات الأسطول اليونانى اقتلع مدفع بيك شوكت وأحضر إلى الخليج. وفي ذات الوقت اقتلع مدفعى لسفينة يافوظ فئة 88مليمتر واستخدموا من أجل تأمين ميناء صامسون .
وفى السابع من نوفمبر أحضر الأجزاء الكاملة لطائرتين فرنستن ومدفعين من سفينة بيراكرييس فئة 47مم .ونقل الملازم إبراهيم بيه141ماوزر و110حربة و515بندقية سراً. واصلح السكك الحديدية التالفة والتي مابين ازميت وجيفا وذللك تحت توجيهTBMMواستمرت أعمال التصليحات ستة أشهر واستقبلت المستلزمات الضرورية مع التجهيزات المنقولة سراً من إسطنبول أيضا . ومن هذا المنطلق اكتشفت سفينة كليوبترا اليونانية حاملة سلاحاً وسيطر عليها مستفدين من غرق طاقم السفينة في السر . وبعد إمضاء اتفاقية موادنيا أمر بأخذ التدابير من أجل سلامة أزميت وذللك أثناء عدم القدرة على التوصل إلى أي من النتائج في مفاوضات لوزان. وجاء إلى المنطقة الزورق السحاب انتباه وكان مجموع أعداد الألغام التي أحضرت في الخفاءومخزنة بالمستودعات قد وصل إلى 157لغما . وفصلت المدافع من كلا من السفن الحربية شوكت بيك وسالوز واستخدمت المدافع بهدف حماية الخليج وأحضر أيضا إلى ازمير مستلزمات الملاحة التي في الموانى التي تركها اليونانيون . وبتاريخ السابع من فبراير امتدت شبكة الغواصات مابين تافشانجل اسكالسى وهركسبورنو.وزرعت أيضا الكثير من الألغام بكثير من المناطق وفي التاسع من أكتوبر اصطدمت سفينة شحن إيطالية لاتستخدم نظام التوجيه بلغما، ومات ثمانية بحارة .وأحضرت 25%من التجهيزات العسكرية التي دخلت تحت سيطرة TBMMمن مرمرة.

#### إيجهوالبحر الأبيض المتوسط
زادت أعمال النقل بعد انفصال إيطاليا عن المنطقة وعلى التوازى زادت أيضا نشاطات النقاط التفتيشية للسفن اليونانية وفي السادس عشر من مارس عام 1921 أنشأ فريق ازجى ‘تحت قيادة الرائد نجيب بيه وهذا من أجل حماية سواحل البحر الأبيض وبحر ايجه فهذه المؤسسة تراقب السفن اليونانية وتؤمن سلامة السواحل . وفي الواحد والعشرين من ينايرعام 1922 لوحظ قارباً شراعياً يوناني يسمى اردميوس بالقرب من فتحية .ومن أجل القبض عليها تأخرت الحركات ولكن اشتعلت الحرائق واضطر أعضاء المنظمة إلى التراجع وذهب ضحيتها عسكرى . وفي الواحد والعشرين من أبريل سيطر الأسطول اليونانى على جزيرة صامسون.وأبرم تحالف مع أعضاء منظمة المعاونة البحرية من أجل حماية المناطق الأخرى التي يحتلوها.وفي الخامس والعشرين من أبريل احضر إلى مرسين مدفعين فئة 57مم . وفي السادس عشر من يونيه خرج حوالى 50جندى يونانياً إلي سوقا واظهروا مقاومة مسلحة فاضطر اليونانيون إلى التراجع . وبهدف حماية السفن اليونانية بالسواحل زودت بندقية إلي آلة القارب الشراعى أزمير وسفن بودرم وسكاريا بمدافع فئة 57ممو37مم. و وجد أيضا عدد3 مدافع و 120بندقية في البحر الأسود. وفي الثالث و العشرون من يوليو عام 1922عبر طراد أللي بحمولة 2600طن بهدف إزاحة هذه القوات المسلحة . ورأى الطراد أللى عدم استعداد القوات المسلحة وخطط بإطلاق النيران بالأسلحة الخفيفة .ولكن بدأت نيران كشافات السواحل على امتداد مسافة 2500م بالساحل . وتراجع الطراد أللى الذي أصيب بتسع ضربات في الحرب التي استمرت عشرون دقيقة .وأصيب القبطان الثاني للطراد و ثمانية أفراد.ومن بعد هذه المعركة لم تتم أي نوع من هجمات البحرية اليونانية . وأثناء تحرير ازمير أحضر 105 بندقية وثلاث بندقيات ذو محرك وتسعة ضباط و 141جندى .ومن أجل حماية سواحل ازمير .أحضر 120 لغماً وثلاث مدافع . وأثناء عدم الاستطاعة إلى التوصل إلى نتيجة في مفاوضات لوزن الأولى، زرعت الألغام بمشارف از مير بهدف الحماية من أي نوع من أنواع الهجوم وعززت الكشافات الساحلية ب أربعة مدافع . وأثناء إمضاء معاهدة لوزن ووضع طراد انتباه هناك.

## الفئات والرتب في البحرية العثمانية
لا توجد معلومات كافية حول زى الجنود البحريين في الفترات الأولى للأسطول العثماني .في الأكان من الممكن أن يرتدى رداء الضباط ذو رتبة عالية في الأسطول وكان قد تم الأتفاق على ملابس العسكريين مع الرتب وأخذ إلى الأسطول أذب في ترسانة جاليبولو البحرية. أنشأت في عهد يلديريم هذه الجنود تم قبولها في طبقة الجنود البحرية الأولى ولكن لم يتوفر بشكل كامل حتى عهد محمود الثاني نظام الزى الرسمى في الأسطول في عام 1811م وضعت بعض القيود علي زى البحارة بأمر من محمود الثاني في إطار أعمال التحديث في الأسطول تغير الزى الرسمى للبحارة وانتشرت الجواكيت والبنطلونات للبحارة كما بالدول الغربية. في الأسطول قسمت إلى فترات مختلفة حسب نظام تسلسلى وهذا عرض تسلسلى للأسطول العثماني قبل حكم محمود الثاني
- قطبان البحر كانت هذه الرتبة «داريا باي» في الفترات الأولى من الأسطول يعرف بأسماء مختلفة مثل «كابتن داريا» و «كابتن باشا». يعتبر قبطان البحر من أكبر قادة الأسطول وهى تعادل البحرية التركية في وقتنا الحاضر. في المناسبات كانوا يرتدوا قبعة باسم «كالافى» مزينة بشريط من الذهب من الطرف الأيمن وحذاء يدعى «يمنى» من الجلد الأصفر منحنى مقدمته وقفطان من نسيج أطلس الأخضر مغطي بفرو سمور.
- ربان السفينة الكبيرة أو قبطان كانت من أعلي الرتب العسكرية لأسطول أوماراسى التي تعادل فئة كبار الضباط. كان يتم ارتداء زى خارجي باسم «فارمانا» مزين بشريطة ذهبية تحت الذراع وأطرافه، ويتم ارتداء ذو أكمام طويلة أيضا فوقه كانت أطراف العمائم مزينة بخيوط حمراء.
- القائد البحري كانت تفيد اللقب المستخدم اعتبارا من 1682 وهو ما يعادل رتبة أوراميرال. كانو يرتدوا قفطان أخضر مغطى أمامه بفرو سمور، وقبعة بيضاء اللون و خمار من الجلد الأصفر ممتد حتى الأقدام. كان يوجد في أيديهم عكاز.
- اللواء البحري رتبة ذو أصل إيطالى. في وقتنا هذا تعادل رتبة كوراميرال. كان مكلف بتحريك الربان الثانى للسفينة الشراعية وتأمين الأمن العام للسفينة. كان يوجد عكاز أزرق في أيدى اللواء البحري الذي يرتدى ملابس تشبه ملابس القادة البحريين.
- ترسانة كوتهوداسى 	ترسانة شعبية (الاسم العام الموكل لأعمال الترسانة البحرية) هي الطبقة العسكرية الأعلى لطبقة ترسانة رجالي المسئولة عن الحكم. كانت من أكثر الضباط المؤهلين بعد كابتن داريا وترسانة كاتهودساي تعادل رتبة توماميرال في وقتنا الحالي. كان يرتدي قفطان أخضر فاتح اللون ياقته ومقدمته بفرو سمور، وقميص أبيض وسروال أخضر، وكان يوجد في يده عكاز ذو لون أزرق. وفي الوسط أيضاً كان ملفوفاً برباط أحمر اللون. كان يرتدي شرابة بخيوط من الذهب الصفراء وقبعته حمراء مغطاة بلفافة بيضاء.
- لواء بحرية رتبة ذو أصل أسباني. وهي تعادل تربة القوات المسلحة التركية في وقتنا الحالي، هذه الرتبة التي جاءت بعد رتبة اللواء البحري. كانوا يتولوا منصب القيادة الثالثة للبحريين. أطلق لقب «لواء بحري» علي السفينة التي إستخدموها. في عام 1855 تم تغيير هذه الرتبة باسم «لواء أميرال». كان يرتدى اللوائيون البحريون في مقدمتهم قفطان أزرق مغطى بفرو سمور، وزى أسمر وقبعة بيضاء مثل ملابس القواد كان يوجد إلى أقدامهم خمار من الجلد الأصفر، وفي أيديهم عكاز أزرق اللون.
- رقيب الترسانة كان ضابط صاحب أعلى رتبة رقباء الترسانة المسئولة عن النظام العام في ترسانة أميرا. كانوا يرتدوا زي مختلف عن البحارين الآخرين. كانوا يرتدوا على رؤوسهم طرطور فوقه طربوش وعلى جوانبه يرتدون قبعة ملفوفة بلفافة بيضاء. وعلى أكتافهم غطاء باسم برونز وهو نوع من معطف مشمع . وكانوا يرتدوا زي خارجي مرصع بخيوط من الذهب، سروال مزين بخيوط من الذهب يبدأ من الركبة وخمار من الجلد الأحمر.
- رقيب الترسانة كانت فيها الجنود المسئولين عن النظام العام والذين يعطون الأمر إلى شعب الترسانة. كان يوجد أنواع مختلفة مثل كابتن باشا الذي يقوم بمهمة أوامر الضباط، وترسانة تزكرجي الذي يقوم بمهمة الشرطة العسكرية.
- الاّذبيين انقسم الأسطول العثماني إلى فئة الحرب وفئة الترسانة في عام 1390. أحضر الجنود آذب من بعض الولايات من أجل العمل في جاليبول وأسس الأذبيين الفئة الأولى للأسطول. كانوا يرتدوا عمامة بيضاء من وشاح مطعم باللون الأخضر، وجاكيت مطعم من خيوط بالذهب طويا الكم، وسروال أزرق يبدأ من الركبة. وكانوا يرتدوا أيضاً خمار من الجلد الأصفر إلى أقدامهم. كانو يرتدوا خمار من الجلد الأصفر ممتد أيضا إلى الأقدام.
- الجنود هذه الرتبة العربية التي ظلت في المنصب حتى القرن الثامن عشر وتم قبولها كفريق عمل رئيسي في هيئة الأركان الرئيسية للأسطول. ونهضت في عهد عبد الحميد الأول. فئة الجندى التي تعمل كوظيفة فارس في الحروب البرية وصانع السلاح في الحروب البحرية. وسمي جنود الروم على الجنود الروم اللذين عبروا من البحر الأسود والأرناؤوط. كان يرتدي الجنود الذي أطلق عليهم لقب «باراتا» قبعة حمراء ذو شرابة، وزي خارجي أحمر وأسفله قميص أبيض اللون. وكانوا يرتدوا سروال أزرق اللون الذي يبدأ من اسفل الرضفة، ورباط أصفر قاتم اللون لوضع الاسلحة.
- قائد الجنود البحرية فرع أحد الجنود البحرية. يرتدوا قبعة حمراء ذو شرابة زرقاء وزي خارجي ذو لون غامق بدون كم وقميص أبيض وخمار من الجلد الأحمر ممتد إلى الأقدام مع سروال طويل أزرق اللون.
- جندى بسلاح المدفعية كانوا يرتدوا عمامة طويلة بيضاء، وكانت ملابسهم لا تختلف عن زي الجنود الآخرين وكان لديهم حقائب من البارود.
- جنود الروم كانوا يرتدوا ملابس مختلفة تماماً من أجل تميزهم من اللافنديين المسلمين. كانوا يرتدوا قميص أزرق اللون بدون كم مزخرف باللون الأصفر وسروال أبيض فاتح اللون، وقبعة زرقاء اللون. ولا يوجد أحذية وكان يوجد معاطف طويلة ذو قبعة.
- فئة البحريين في عام 1682 تأسست هذه الطبقة. ومر الأسطول العثماني على البحريين وهذه الطبقة لا تأخذ رواتب باستمرار، أعطيت فقط رواتب للذين تم استدعائهم للعمل في عام 1783م. تأسست الكاليون كيلاشسي بأمر من حسان باشا الجزائري في عام 1826. نهضت فئة جنود البحرية بأمر من محمود الثاني. وتم نهوض فئة البحريين. كان البحريين يقوموا بأعمال مثل صانع السلاح الذي يشبه الجنود، مدفعى، والذي يقوم بنقل الناس من القارب.
- عريف بحرية كان رئيس البحريين. كانت مسئولة عن الانضباط العسكري في (قاسم باشا – ومغالاتا وبايوغلو) في منطقة ترسانة أميرا. كان يرتدي الكاليون قبعة حمراء في عهد سليم الثالث ذو شرابة صفراء ملتفة بغطاء ابيض، وزي خارطي مرصع بخيوط من الذهب على الأكتاف والياقات واسفله قميص أصفر وسروال طويل ازرق وحذاء من الجلد الأحمر لم يكف منحنى حافته.
- جندى أساسي كانوا يرتدوا زي خارجي أحمر صغير ، وفي شكل مفتوح تماماً من الصدر وسروال أزرق مربوط من الركبة مرصع بيضاء مع قميص أبيض ذو كم قصير. كان على رؤوسهم طربوش صغير أحمر وخمار من الجلد الأحمرممتد حتى اقدامهم.

	في عهد محمود الثاني ، في عام 1826حدث تغير كبير في الواقعة الخيرية والجيش . تأثر الأسطول العثماني اعتباراً من عام 1833 في الأسطول ثم ترك ملابس مثل العمامة والسروال والجبه والفقطان وجاء البنطلون والجاكيت بدلاً منهما مثل مايوجد في الدول الغربية. تغيرت أسماء الرتب أيضاً إلى حد كبير.
- قبطان بحرية أكبر قائد بحري الذي اسم رتبته لا يتغير. كانوا يرتدوا في هذه الفترة طربوش ذو شرابة زرقاء وجاكيت أزرق طويل من الصوف الكحلي. وكان الجاكيت مقدمته مزخرف بخيوط من الذهب كان يُزين ياقة أسفل الجاكيت بأشكال من ورق الغار وبخيوط من الذهب . ارتدوا حزام مرصع بالذهب.
- لواء بحريكانت أحد الرتب المختلفة التي لا يتغير اسمها كان يوجد أزرار ذو صفين في مقدمة الجاكيت، كان يوجد في الجزء السفلي من ياقات الجايكت اثنان مراسي ويوجد أيضاً نجمة في كل صف على منصات الكتف. كانت أطراف المراسي الموجودة علي الياقات ملفوفة بزخارف من أوراق الصنط.
- ضابط البحرية كانوا يرتدوا جاكيت من القماش جملى اللون وبنفس اللون البنطلون. كان يوجد في جكتاتهم صفين من الأزرار وكانت الأزرار التي في الجاكيت تحمل طرة السلطان العثماني. كانوا يرتدوا طربوش ذو شرابة زرقاء ومغطى بفرو، لذلك كان يدعي بطربوش تونسي أو طربوش محمود قالب.
- ضابط بسلاح البحرية كانت شكلت هذه الطبقة في عام 1833.ويرتدوا جاكيت أحمر من القماش ممتد حتى الخصر، وبنطلون أزرق وطربوش مغطى بفرو أزرق. كانت في مقدمة الجاكيت أزرار في شكل صفين وكانت منصات الكتف ذو هداب مرصعة بالذهب. كان يتم ربط الياقة بوسام لتوضح الرتبة.
- طالب بمدرسة البحرية كانوا يرتدوا طربوش ذو شرابة زرقاء، جاكيت وبنطلون رمادى اللون. وكانت ياقات الجاكيت حمراء، وكانت الاحزمة من الجلد الأسود و يحملوا معه سيف.
- جندى بسلاح البحرية هي فئة الشخص الذي يحمل السلاح ويحارب. كانت داخل الأسطول وقت الحرب. كانوا يرتدوا جاكيت قصير لونه أحمر وبنطلون. كان يوجد على أكتافهم كتيفات غير مزينة تعرف «بالملعقة» وكان هناك حزامان من الجلد الأبيض يمران فوق السرة الحمراء بشكل متقاطع.
- جندى بحرية صناعية نفذت فيها الأعمال من أجل تطوير الصناعة البحرية وتم إنشاء هذه الفئة من أجل نشأة عمال فنيين محليين. كان يوجد طرة زرقاء في طرابيشهم وكانوا يرتدوا جاكيت وبنطلون بلون أزرق غامق.كان يوجد أزرار في الجاكيت في شكل صف واحد.

	وفي عهد عبد المجيد حدثت تغيرات هامة شخصية الأسطول بتأثير التنظيمات الفرمانية وحرب كرم، ثم ترك الطرابيش التونسية الباقية من عهد محمود الثاني وانتشرت الطرابيش ذو عرض أكبر شرابة بشكل قليل. كان يتم إحضار إلى أكمام الجاكيت شرائط مرصعة بالذهب. بدأ في هذا العصر ارتداء موظفو الأسطول البنطلون الأبيض في الصيف. في جاحكيتات الضابط استمر استخدام الأزرار ذو صفين؛ وذلك في عهد محمود الثاني تغيرت أسماء الرتب.تم تغييرها إلى قائد، ربان سفينة صغيرة، لواء بحري، فريق جيش، لواء البحرية، لواء، قائد السفينة، قائد لثلاث مستودعات (عميد بحري)، جندى سداد، عقيد، جندي فرقاطة، مقدم، قائد سفينة حربية، رائد وقائد سفينة حربية صغيرة، نقيب.
- قائد لثلاث مستودعات أو عميد بحري يوجد شرائط مرصعة من خيوط الذهب في بعض أغطية الكم والياقات والاكتاف، وكانوا يرتدوا جاكيت ذو لون غامق وبنطلون بنفس اللون.
- نقيب وهي تقابل رتبة نقيب في يومنا الحالي. تم اختيار كابتن بيرولتو من البحارين المدربين، وكانوا يرتدوا طربوش ذو شرابة زرقاء وجاكيت وبنطلون لون البارود. وكانوا يرتدوا حزام أصفر مرصع بخيوط الذهب، كانت على أكتافهم كتيفات مهدبة مرصعة بخيوط الذهب.
- ضابط بحرية كانوا يرتدوا طربوش ذو شرابة زرقاء وجاكيت لون البارود ومعصم مغطى بقماش الجوخ الأحمر وكان يوجد في الياقات باللون الأصفر رمز المدفعي. كانت منصات الكتف مهدبة بخيوط من الذهب وكان يوجد (حزام السيف) هو شريط أبيض بشكل متقاطع ممتد من الأكتاف اليمنى. يوجد حزام أصفر معدن في مستوى الصدر وفوقه كرات منمنمة.
- طالب بمدرسة البحرية كانوا يرتدوا جاكيت أزرق غامق فيه صف واحد من الأزرار وبنطلون نفس اللون، ويوجد في أطرافه الخارجية شريط من خيوط الذهب الصفراء. كان لون الياقات ازرق فاتح.
- ضابط بحري كانوا يرتدوا طربوش ذو شرابة لونه أزرق فاتح. كانت ملابس الصيف والشتاء مختلفة. في الصيف كانوا يرتدوا بنطلون أبيض وجاكيت قصير أزرق غامق، وفي الشتاء أيضاً كانوا يرتدوا بنطلون وجاكيت لونهم ازرق قاتم. كانت جاكيتاتهم مربوط بعروة من الوسط وكانت توجد أسفلها ملبسها داخلي أحمر. من خلال هذا الزي الداخلي كان لا يظهر الصدر والسرة للجندي.
- جندى بسلاح البحرية كانت ملابسهم تشبه ملابس الجنود السوداء. كانوا يرتدوا بنطلون مصنوع من الصوف الأزرق في الشتاء ومن الكتان الأبيض في الصيف. كانت الجاكيتات لونها ازرق غامق وعروة ازر بصف واحد.

	حدثت تغيرات كثيرة في عهد عبد العزيز في الوقت الذي دخل فيه الأسطول العثماني بين الأساطيل من حيث العدد. ثم ترك الطربوش ذو شرابة زرقاء واشارات الرتب التي في الياقة، وجاء بدلاً منها طربوش ذو شرابة سوداء مع رموز الرتب في الأذرع. استمر تفصيل الصوف البارودي اللون التي في الملابس. بدأ استخدام أزرار ذو صفين في جاكيت قائد سفينة حربية الذي يقابل رتبة الرائد في يومنا هذا وجاكيتات الضابط ذو رتبة عالية. وزر ذو صف واحد في جاكيتات الضابط ذو رتبة منخفضة ومن بعده (النقيب).

## ألبوم الصور

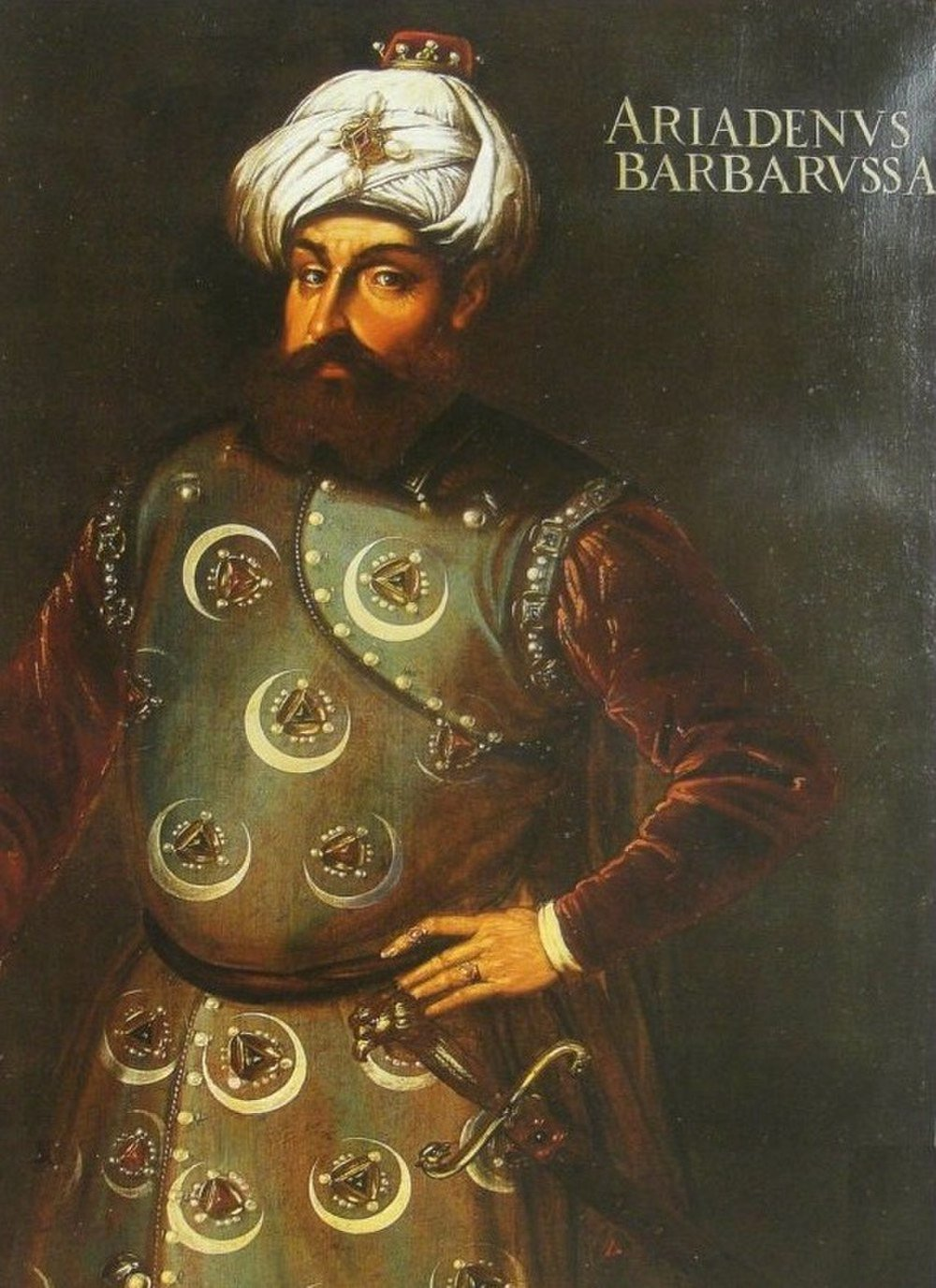
باباروس خيرالدين باشا
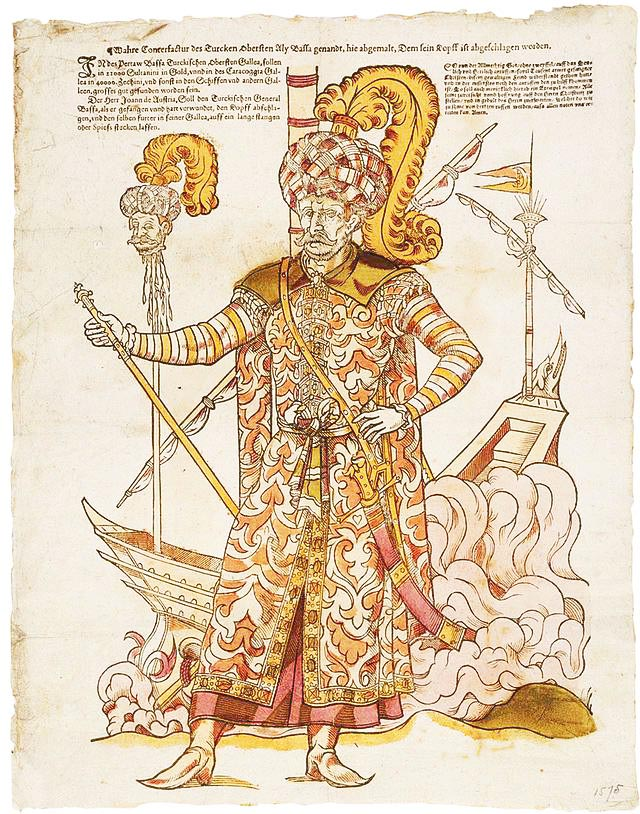
علي باشا
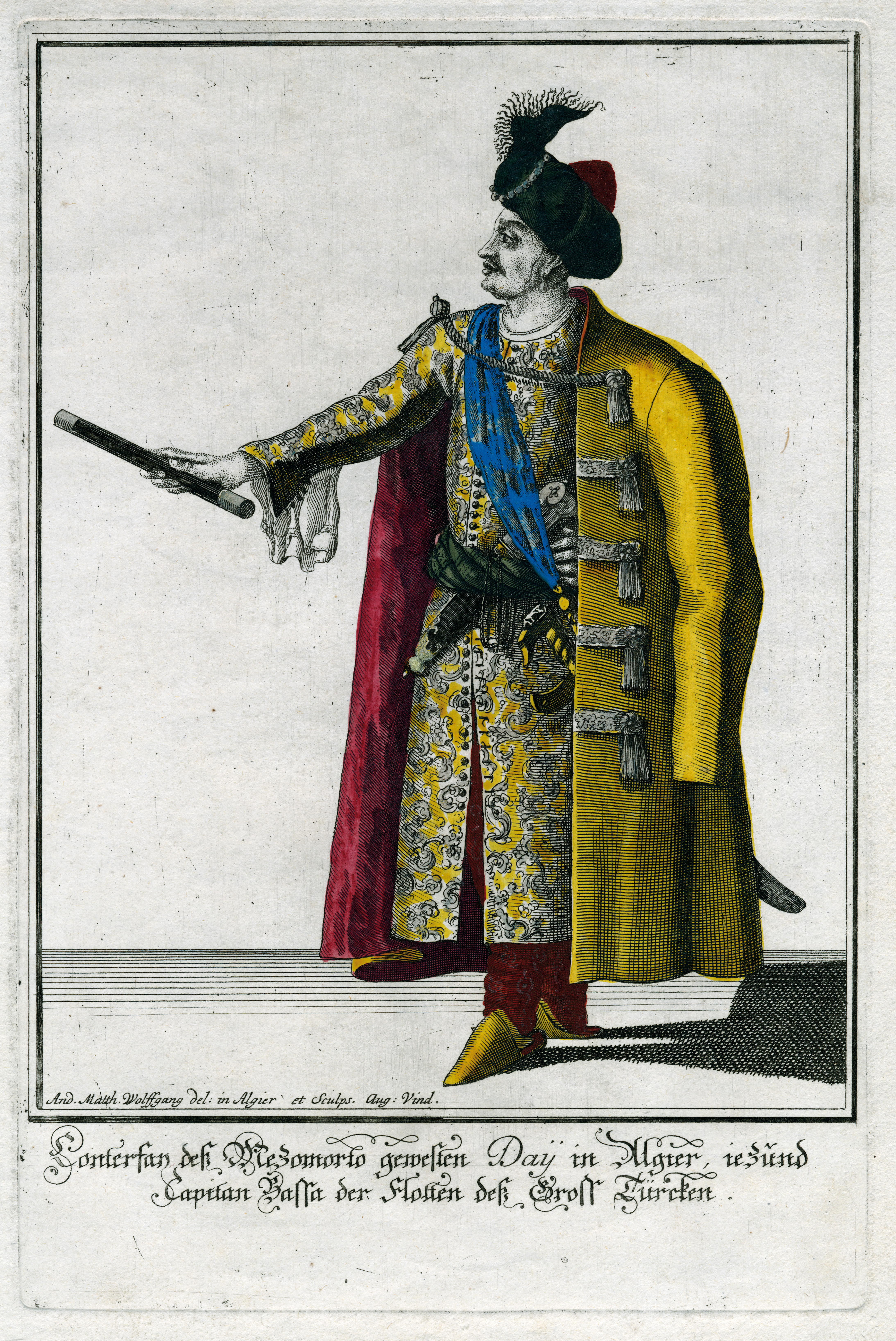
موزوموتو حسين باشا
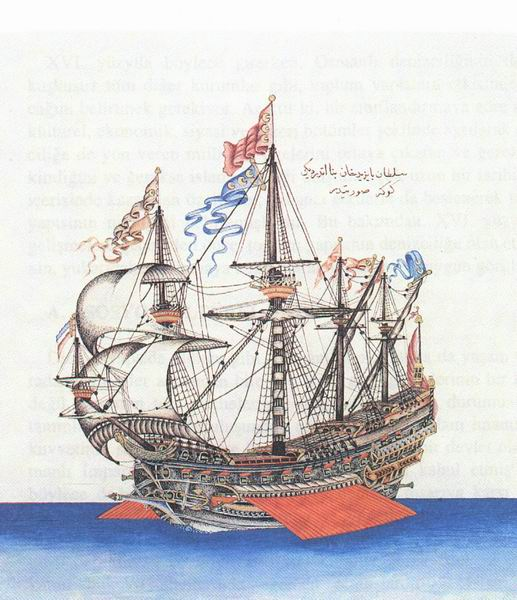
سفينة عثمانية في أحد المنمنمات
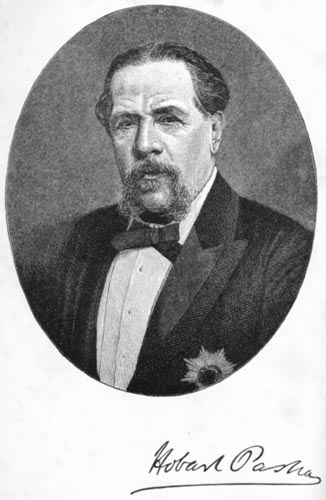
هوبارت باشا
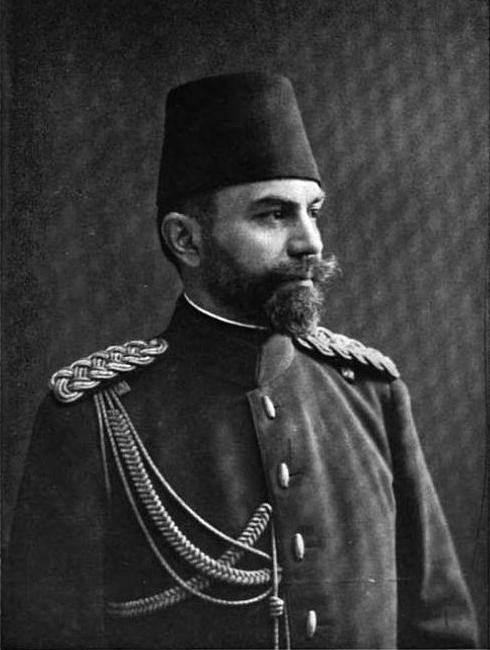
محمود مختار باشا
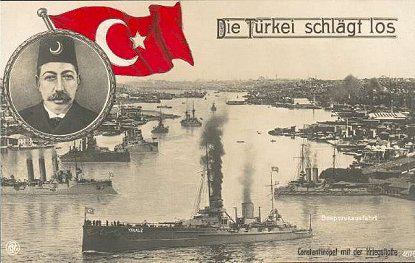
طابع بريد ألماني في الحرب العالمية الأولى
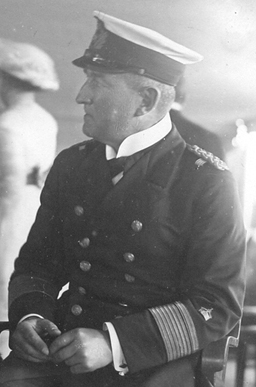
الأميرال سوتشون
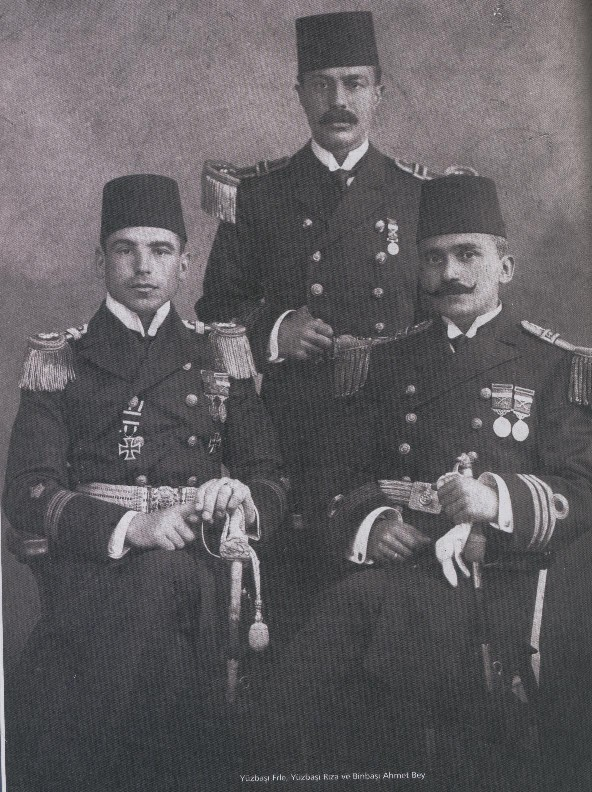
فيرلا، و علي ريزا، و أحمد صفاد
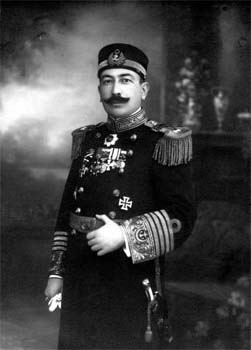
مظفر عادل
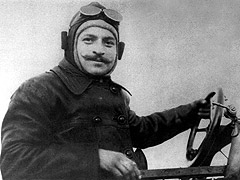
كابتن فتحي
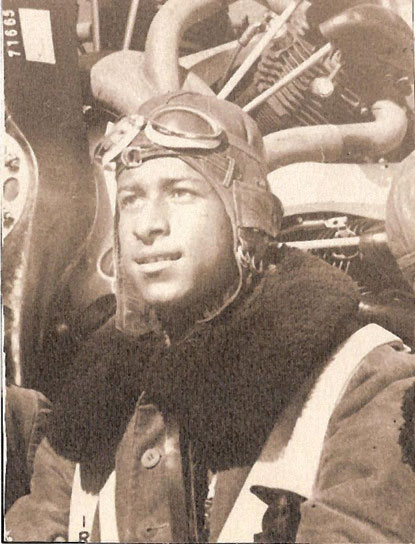
أحمد علي
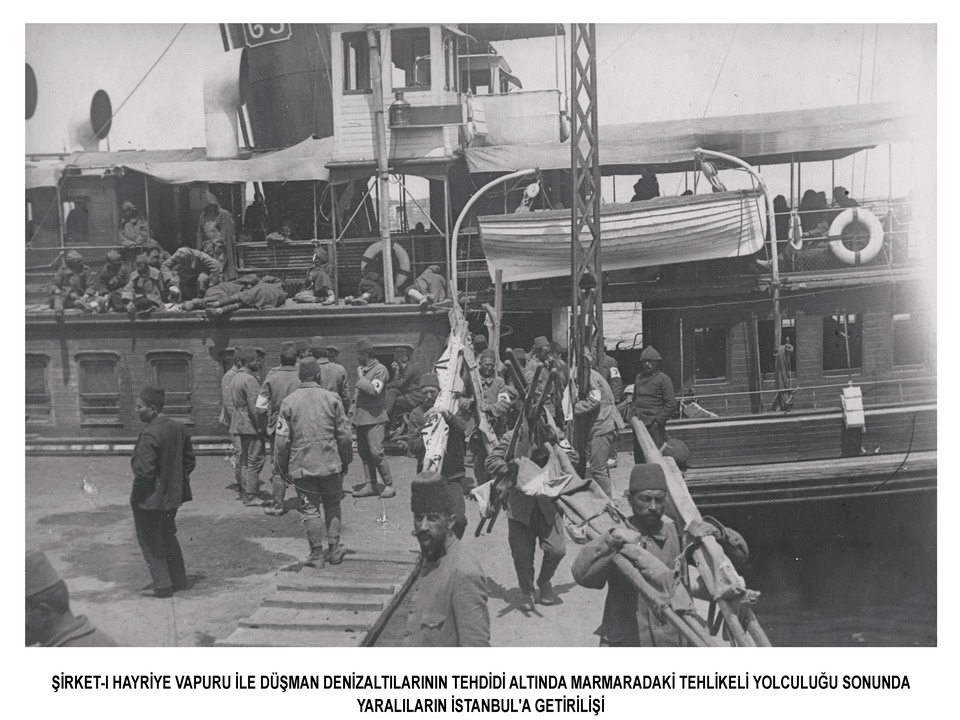
نقل المصابين بباخرة تابعة للشركة الخيرية
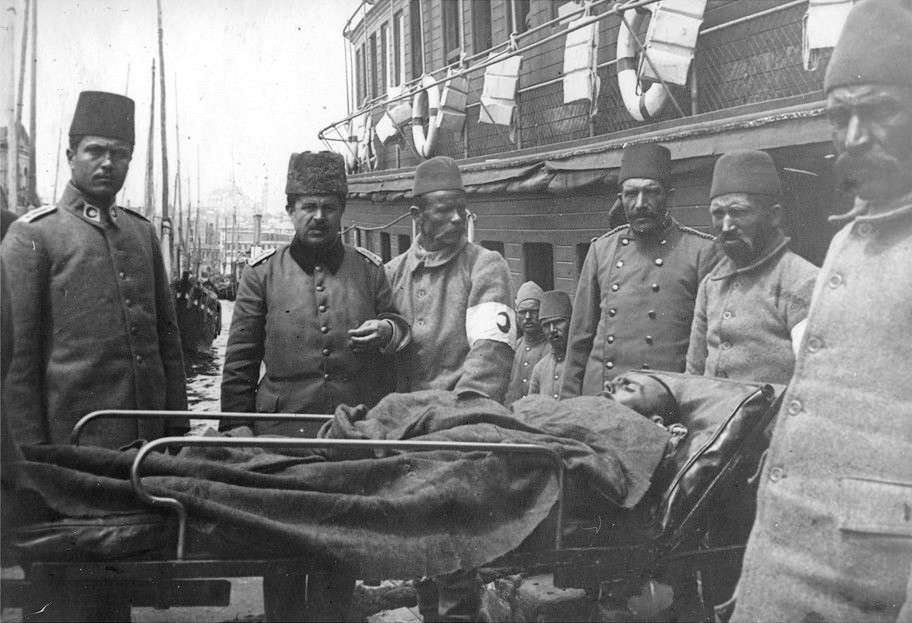
إحضار المصابين في سيركيسي